# 国体
国体（こくたい、旧字体：國體）とは、国家の状態、国柄のこと。または、国のあり方、国家の根本体制のこと。あるいは主権の所在によって区別される国家の形態のこと。国体という語は、必ずしも一定の意味を持たないが、国体明徴運動後の1938年当時においては、万世一系の天皇が日本に君臨し、天皇の君徳が天壌無窮に四海を覆い、臣民も天皇の事業を協賛し、義は君臣であれども情は親子のごとく、忠孝一致によって国家の進運を扶持する、日本独自の事実を意味したという。
国体論は、幕末に水戸学によって打ち立てられ、明治憲法と教育勅語により定式化された。国体は、天皇が永久に統治権を総攬する日本独自の国柄という意味をもち、不可侵のものとして国民に畏怖された。

## 概要
もともと国体という語は国家の形態や体面を意味していたが、幕末の対外危機をきっかけに、水戸学が日本独自の国柄という意味で国体観念を打ち立てた。水戸学の構想は日本全国に広まり、国体論が一つの思想として独立した。国体論は、明治維新の後の過渡期を経て、帝国憲法と教育勅語により定式化された。

## 国体の語義
「国体」は旧字体で「國體」と書き、「國」という字は一政体の下に属する土地・人民などの意、「體」という字は、からだ、てあし、もちまえ、すがた、かたち、かた、きまり、などの意である。
国体という語は、古くから漢籍に見え、『管子』君子篇において国家を組織する骨子という意味で用いられ、『春秋穀梁伝』において国を支える器という意味で用いられたが、これらは本項でいう国体とは関係がない。その後、漢書に国体の語が見え、これは国の性情、または国の体面という意味であり、本項でいう国体にやや近いといえる。このほか後漢書、晋書、旧唐書、宋史、続資治通鑑綱目などに表れる用例も似たような意味である。
日本において国体という語が多用されるのは近世になってからであるが、古典籍においてもその語は散見される。ただしその用例と意味は近代のものと異なる。国体の語が日本の古典に現れるのは、延喜式所載の出雲国造神賀詞に「出雲臣等が遠祖天穂比命を国体見に遣時に」とあるのが初見であるといわれる。国体は古訓でこれをクニカタと訓じた。また日本書紀の斉明天皇紀に「国体勢」という語句が見え、これをクニノアリカタと訓じた。諸書を対照すると、国体も国体勢も元は地形の意味であったのが転じて国状の意味に用いられたようである。次いで『大鏡異本陰書』や『古事談』に国体の語が見える。これは万葉集にある国柄の語と同義であって、ともにクニガラと訓じ、国風や国姿などの意味に通じる。
日本の近世には国体の語がしばしば文書に表れる。そのうち世に知られたもので最古の例は、元禄2年（1689）序、正徳6年（1717）刊の栗山潜鋒『保建大記』である。この間の元禄11年（1698）の森尚謙『儼塾集』に邦体という語が見える。その後、国体の意義を論じたものに、谷秦山、新井白石、荻生徂徠、松宮観山、高山健貞、賀茂真淵、山岡浚明、林子平、中井竹山、村田春海、平山行蔵、本居宣長、平田篤胤、会沢正志斎、青山延于、佐藤信淵、鶴峯戊申、江川英龍、大槻磐渓、安積艮斎、藤田東湖などがいる。
1853年（嘉永6年）黒船来航以降、国体という語は内治外交上重要なものとして用いられ、詔勅・宣命・その他公文書にも多く見られるようになる。たとえば黒船来航の年の7月、前水戸藩主徳川斉昭が幕府に建言した意見十箇条には、夷賊を退治しないばかりか万が一にもその要求を聞き入れるようでは「御国体に相済み申しまじく」（国体にあいすみません）と記し、同月伊達慶邦が幕府に提出した書に「本朝は万国に卓絶、神代の昔より皇統連綿」、「和漢古今、稀なる御治盛の御国体に御座候」とある。同年8月、孝明天皇が石清水放生会で攘夷を祈る宣命に「四海いよいよ静謐に、国体いよいよ安穏に、護り幸い給えと恐み恐みも申し給わくと申す」と宣い、そのほか同9月の神宮例幣使、安政元年（1854）11月の賀茂臨時祭、安政5年（1858）4月の賀茂祭、6月の伊勢公卿勅使発遣、および石清水八幡宮・賀茂社臨時奉幣などの宣命に国体の語を用いた。文久2年（1862）5月に幕府へ下した勅で「国政は旧により大概は関東〔幕府〕に委ねる。外夷の事の如きに至りては則ち我が国の一大重事なり。その国体に係るは、みな朕に問うて後に議を定めよ」と命じ、元治元年（1864）、将軍徳川家茂へ下した宸翰には「嘉永六年癸丑、洋夷猖獗来港し、国体あやうきこと云うべからず」とある。以上、幕末の公文書に表れた国体の語の例である。
明治維新後、国体の語が公文書にあらわることがますます多くなり、とくに詔勅に国体の語をしばしば用いる。たとえば慶応4年（1868）5月、奥羽士民を告諭するための詔に「政権一途、人心一定するにあらざれば何を以て国体を持し紀綱を振わんや」、「その間、かならず大義を明らかにし国体を弁ずる者あらん」とある。この詔では国体の文字の右にコクタイ、左にミクニブリという振り仮名が付されている。次いで明治2年（1869）2月に薩長両藩主を徴する勅に「およそ国体を正し、強暴に備え、公義を立て、民安を慮り」とあり、同年9月の刑律改撰の勅に「我が大八洲の国体を創立する、邃古は措いて論ぜず、神武以降二千余年、寛恕の政、もって下を率い、忠厚の俗、もって上を奉ず」とあり、同月に服制更改の勅諭に「風俗なるもの移換、もって時の宜しきに随い、国体なるもの不抜、その勢を制す」「朕、いま断然その服制を更め、その風俗を一新し、祖宗以来、尚武の国体を立てんと欲す」とあり、明治15年（1882年）1月の軍人勅諭に「かつは我が国体にもとり、かつは我が祖宗の御制にそむき奉り」云々とある。
以上のように、国体のという語は近世以降頻繁に用いられたが、その意味は必ずしも一定したものではなく、多くは国風、国情、国の体面、国の名分、国の基礎、国の特性などの意味に用いられた。
帝国学士院『帝室制度史』第1巻国体総説によれば、1938年当時用いられた国体という語の意義は教育勅語を基礎としなければならず、この意義における国体は、日本に万世一系の天皇が君臨し、皇統連綿・天壌無窮に君徳が四海を覆い、臣民も天皇の事業を協賛し、義は君臣であれども情は親子のごとく、忠孝一致によって国家の進運を扶持する、日本独自の事実を意味するという。

## 古代中世の国体観念
国体の語が日本人一般に認識されたのは近代のことであるが、国体の語を用いなくともこれと同一の観念が起こったのはかなり古い。すなわち、日本人が自国を外国と比べて自国の国家成立の特色や国家組織の優秀性などを誇ることが多々あった。その特色または優秀性とされるものは、日本が神国であること、皇統が連続して一系であること等である。
古代日本において、我が国は神国なり、という観念が存在したことは、建国に関して神話が遺されていることから分かる。また古代において祭政一致により国を治めていたことも神国思想より起る。そのほか日本書紀の神功皇后の三韓征伐の条で、攻め寄せる日本兵を見た新羅王が「われ聞く。東に神国ありと。日本と謂う。また聖王ありと。天皇と謂う。必ずその国の神兵ならん」と言ったとされるのも、形は新羅王に言わせているが実は新羅王の口を借りて日本国民の観念を述べているのである。また大化の改新にあたって何事も唐の制度を取り入れたが、ただ神祇官を八省の上に置いたのは神国思想に由来するものである。
神国思想は万世一系の思想につながる。たとえば、道鏡が皇位を望んだとき、和気清麻呂が宇佐八幡宮の神託を受けて帰り、「我が国は開闢以来、君臣定まり、臣をもって君と為すことは未だあらざるなり。天の日嗣は必ず皇嗣を立てよ。無道の人は宜しく早く掃除すべし」と奏したというのが、この万世一系思想の現れである。また大化2年（646）に中大兄皇子が詔に奉答して「天に双日なく、国に二王なし。これ故に天の下に兼ね併せて万民を使うべきは、ただ天皇のみ」と言上したとされるのは、天皇の神聖に対する理解を表明したものといわれる。
貞観11年（869）12月14日、新羅の船が襲来した知らせを受けて、その撃退を祈る伊勢神宮への告文に「日本朝は、いわゆる神明の国なり。神明の助け護り賜わば何の兵寇か近く来るべき」とあり、同29日の石清水八幡宮への告文にも「我が朝の神国と畏れ憚り来たれる」とあり、神明を信じて疑わない。平安貴族の日記である小右記や玉葉に「我が国は神国なり」との文言がある。軍記物語である保元物語に「我が国は辺地粟散の界といえども神国たるによりて」とあり、源平盛衰記に「日本はこれ神国なり。伊弉諾伊弉冉尊の御子孫、国の政を助け給う」とあり、また同書で平重盛が父の清盛を諌めるとき「日本はこれ神国なり。神は非礼を受け給わず」と述べたという。これは創作話であったとしても、物語の著者が重盛に仮託して自分の思想を述べたものである。そのほか諸書や和歌に「当朝は神国なり」「神の国」「我朝者神国也」「日本は神の御国」などの語が見える。貞永年間に始めて武家法制が定められると第一に神社を崇敬すべきことを掲げている。蒙古襲来の際にも、文永7年正月の蒙古に送る牒文案に「皇土を以て永く神国と号す」とある。蒙古の軍船が嵐で沈んだことについて、日本国民はこれを神明の加護によるものだと信じたという。
鎌倉時代の末、虎関師錬は著書『元亨釈書』において、日本は皇統連綿として万世に替わることがないと論じた。これは日本の国体の依って定まる所を明らかにしたものだという。
南北朝時代、南朝方の公家北畠親房は『神皇正統記』を著し、同書の始めに「大日本は神国なり。天祖、初めて基（もとい）を開き、日神、永く流れを伝え給う。我が国のみこの事あり、異朝にはその類いなし。それゆえ神国というなり」と述べて日本が神国であることを明示し、さらに進んで万世一系の国体を論じて「ただ我が国のみ天地ひらけし初めより今の世の今日に至るまで日嗣を受け給う事よこしまならず。一種姓におきても、おのずから傍らに伝え給いしすら、なお正に返える道ありてぞ保ちましましける」といい、「これ、しかしながら神明の御誓い新たにして余国に異なるべき謂われなり」と結ぶ。神道については「この国は神国なれば神道に違いては一日も日月を戴きまじく謂われなり」と論じた。
中世の体制は、皇室・摂関家・大寺社・将軍家などの権門勢家が縦割りで支配するものであり、権門勢家間の垣根を越えて日本国の一体感を強調する目的で神国思想が持ち出されることがあった。特に元寇など日本の国防上の危機感が高まったときに神国思想が強調された。

## 近世前期の国体思想
近世の初め、天下人の豊臣秀吉や徳川家康は外国宛書簡で神国思想を表明する。
神国思想や自国優越思想、すなわち日本の国体が特異であるという点について、これを学者が詳細に議論するようになったのは徳川幕府が開かれてからである。その理由は、学問が発達し、日本古代の建国の体制が明らかになったことが一般的理由であるが、さらに、儒家がやたらと唐土を尊び日本を卑下する態度に対して反発がおこったこと、また、江戸の幕府が繁栄しているのと対照的に京都の朝廷が衰微していたので感情的に尊王の思潮が湧いたこと等が理由となった。特に京都在住の学者の間にその傾向があった。

### 儒学
藤原惺窩（1561-1619）は日本近世儒学の先駆けとなった。『千代もと草』には次のように記される。天照大神は日本の主であるが、その神宮は茅葺であり、食事は黒米である。家居を飾らず珍しい物を食べずに天下万民を憐れむ。神武天皇以来、この掟を守って道を行ったため、後白河法皇まで代々子孫に天下を伝えて栄えた、と。また、神道については、万民を憐み慈悲を施すことを極意とする点において神道も儒教も同じであるという。
林羅山（1583-1657）は藤原惺窩に学び、日本儒学の棟梁になった。その著『本朝神社考』で、仏教を憎み、神仏習合を排斥した。また韻文で「倭賦」を作って神国日本の霊秀を詠じた。
山鹿素行（1622-1685）は林羅山に学び別に一家を立てた。兵法家として知られるが本人は儒者を自任した。幕府の忌憚に触れ赤穂に配流された。配流中の寛文9年（1669）に『中朝事実』を著した。同書では、日本の政教の淵源を説き、天照大神の天孫降臨の神勅によって皇統の無窮が永久に定まったことを述べ、また、日本が神国である所以を論じた。この書は日本を中朝、中華、中国と称した初めての例であった。山鹿素行はまた『配所残筆』を著して、他国と異なり優秀である日本の国体の淵源を説いた。
熊沢蕃山（1619-1691）は陽明学者として皇国の尊厳を高唱した。著書『集義外書』で「日本は辺土なれども太陽の出たまう国にして人の気質もっとも霊なり」といい、また著書『集義和書』で、仁義礼知信や智仁勇の論が日本にないようにみえるが、日本においては三種の神器を不言の経典となし、これらの諸徳の教えは全てこの神器によって表象されているのだと論じた。蕃山はまた、日本の皇祖は呉の太伯の後裔であるとの説を立てたが、この説は後に批判された。蕃山の著とされる『三輪物語』には「本朝は三界の根源にして神明をもって元祖とす。神明は宇宙の宗廟なり。我が国開闢の初め天地と共に神明あらわれ給えり。故に国を神国といい道を神道という。」「千界の源、万国の本は、我が国なり。」「我が朝の皇統を至尊と仰ぎ奉ることは本よりの義なり。」と記された。

### 神道流
吉川惟足（1616-1690）は吉田神道を受けて吉川流神道一派を立てた。吉田兼倶『神道大意』について講じ、神国日本が万国に秀でているとして、外教を崇める者を非難して「これ日本が万国の根本の国なり」、「神明最初出現の国という心にて神国というぞ」、「我が国に生まれて神の子孫たる人、神国の粟を食みながら、他邦の道をあがめ、わが先祖の道を知らざるは、たとい万巻の書をそらんずるとも一文不通の盲人というべし。もっとも憐哀すべきかな」と述べた。
度会延佳（1615-1690）は伊勢神道の復興し、『陽復記』を著して主に神儒習合というべき神道説を展開した。唐土の易、陰陽、理気の学を日本の神道と合わせた。度会延経は父延佳の度会神道を継いで家業を興したが主に考証に専念したため神道論や国体論を残さなかった。度会延経の門人の喜早清在は『陽復記衍義』を著して、我が国が国常立尊・天照大神に始まり神武天皇の166代の今日に至るまで他姓を交えず神器を伝えたことは世に比類がないと論じた。度会常典も『神国問答』を著して、我が国が神国である所以、他国に優れている所以を論じた。ついで度会常彰は元文2年（1737）12月『神道弁明』を公にし、日本の国体の成立の君先民後、すなわち「彼は民ありて後に主を立て、この国は農民あらざるの前に既に以て主たり」とし、皇統の天壌無窮を論じた。そして延享5年（1748）に著した『日本国風』巻一に「神国」と題して、日本が神国である所以について、大祖・国常立尊より綿々として今上天皇に至るまで伝えてきた皇統が神胤であり、また国民も全て神孫であることによって説明した。さらに神国と称された所以について、和歌や国史や家伝文書等に現れた神国という語、または神国という観念が現れた場合を考証して説明した。「神国妄謂太伯徐福後」の項に、偏った儒者が妄りに、日本を夏康少康の子孫であるとする魏書の説を用い、または秦の徐福の後裔であるという説や、呉の太伯の子孫であるという説を採るのを攻撃し、一つ一つ史実を考証してそれらの説を否定した。

### 崎門流と前期水戸学
山崎闇斎（1619-1682）は、僧侶をやめて朱子学に入り、さらに神道を修めた。皇国のために万丈の気を吐いたという。闇斎に関しては先哲叢談に載せる有名な逸話がある。あるとき闇斎が弟子たちに向かって問題を出した。孔子と孟子が日本に攻めてきたとしたら、孔孟を学ぶ者はどうすべきか。弟子は誰も答えられない。闇斎の答えは、孔孟と戦ってこれを捕虜とし、もって国恩に報いる、これが孔孟の道である、というものであったという。これは闇斎の人となりをうまく表した逸話であり、闇斎の学問はここに立脚する。闇斎の学統には儒学と神道があるが、どちらも国体の尊厳を高唱した点において同じである。
山崎闇斎が創始した垂加神道に関係して、日本が神国たる所以や皇統が神聖なる所以を述べて、国体の尊厳を説く者は少なくない。たとえば高屋近文『神道啓蒙』、大山為起『唯一論』、伴部安崇『神道問答一名和漢問答』、若林強斎『神道大意』一巻、尾張藩主徳川義直『神祇宝典』自序などがある。
浅見絅斎（1652-1712）は、山崎闇斎門下の著名人であり、『靖献遺言』を著し、勤王を鼓吹した。「関東の地を踏まず、諸侯に仕えず」と誓い、「もし時を得ば義兵を挙げて王室をたすくべし」ということで同書を著したという。これをみずから講じた『靖献遺言講義』では、当時の儒者がいたずらに唐土を尊び自国を卑しむのを攻撃し、皇国を尊ぶべき所以を説いた。また、ある人が天皇に拝謁したと聞いて、皇統の無窮を讃して「天照大神の御血脈、今に絶えず継がせられ候えば、実に人間の種にてはこれなく候、神明に拝せらるる如く思わるる由、さこそ有るべきことに候、我が国の万国に優れて自讃するに勝れたるは、ただこの事に候」（雑話筆記）いった。また『中国弁』という書では、「中国」と「夷狄」という呼称は、唐土から言うのと日本から言うのとでは主客が逆になり、どちらも自国を「中国」と称し、相手を「夷狄」と呼ぶべきであると論じた。また湯武放伐（革命思想）について、同門の佐藤直方がこれを是認したのに対し、浅見絅斎はこれに反対し、「ただ一つの目的は君臣父子の大倫より外これ無く候」と論じた。なお、山崎闇斎門下の浅見絅斎、佐藤直方、三宅尚斎の3人を崎門の三傑という。
水戸黄門徳川光圀（1628-1701）は若いころ伯夷伝を読んで発奮し、修史を志したという。水戸学なるものは光圀の修史のために勃興したものであった。光圀は山崎闇斎流の崎門学者を水戸に招聘した。崎門学者は闇斎流の学統を水戸に移植した。水戸学は闇斎流の国粋思想に負う所が少なくない。近世国体論の中心というべき水戸学の起源は山崎闇斎にあるといわれる。
栗山潜鋒（1671-1706）は、山崎闇斎門下の桑名松雲の門下であり『保建大記』を著した。同書の序に皇統の万世一系を唱えて「天壌無窮」「百王歴々一姓綿々」と記した。同書の本文では、たとえば次の出来事について論じた。それは平安時代末期のこと、宋の明州の刺史（地方長官）が日本の朝廷に供物を献じたが、その送り状が無礼であった。天皇に宛てて「日本国王に賜う」と書いてあったのである。大外記清原頼業は受け取りを拒むべきだと進言したが、後白河法皇は聞き入れなかった。この出来事について栗山潜鋒は以下のように論じる。
- 華と夷は入れ替わることがある。華が夷の礼を用いれば夷であり、夷が華に進めば華である。これが古制である。
- 地球は丸いのだから天地の間は何処でも中心である。どの国も中国を自称して構わない。
- 日本は自国を神国と為し、海内を天下と為し、外国を夷とも蕃と為す。職員令は外人を掌るのを玄蕃と謂い、姓氏録は秦漢の末裔を諸蕃に収める。北畠親房は彼が我を東夷と為すのなら我は彼を西蕃と為すのだと言った。
- 近ごろは、文学が庶民に堕ちて公卿に振るわない。古典を憎んで顧みない。元や明を中華と呼び、自分を東夷と称する。万世父母の国を他人のように思い、歴代天皇の立派な制度を蔑ろにしている。
- むかし隋の主から贈られてきた信書に「皇帝が倭皇に問う」とあったとき廷臣はその無礼を疑った。ましてや一州の刺史が上書の儀を失ったのである。当然、清原頼業に従い、受け取りを拒むべきであった。信書を受け取り返書を送ったことは国体を内外に示すところではない。以上[58]。

ここに出て来る国体という語は近世最初の用例の一つだという。
谷秦山（1663-1718）は闇斎門下の浅見絅斎に学び、別に山崎闇斎の垂加神道をついだ。栗山潜鋒『保建大記』をもって神道を大根とし孔孟を羽翼とした名分上の良書とみなして講釈し、これを門人が記録して『保建大記打聞』と称した。その中で、三種の神器と皇位の関係が不可分であることを論じ、寿永の乱（源平合戦）のとき平家が安徳天皇をつれて西国に落ちたあと後鳥羽天皇が神器のないまま即位したことを、あってはならないものとして攻撃した。この論は後の明治末年の南北朝正閏問題で重視された神器論に通じるものがある。
三宅観瀾（1674-1718）は闇斎門下の浅見絅斎の門下であり、徳川光圀に招聘され、その国史篇修総裁となった。水戸の国体論は観瀾に負うところが大きい。その著『中興鑑言』はもっぱら日本の国体の由来を論じたものであり、そのうち論徳の章において三種の神器と国家と皇道の関係について詳しく説いた。純粋な古道をもって皇道の本領であるとし、仏意も儒意もどちらも斥けた。
徳川綱條が養父光圀の後を継いで水戸藩主であった時、『大日本史』が成った。大日本史の序文に次のようにある。神武天皇が基礎を始めて二千余年、神孫にして神聖なる歴代天皇が承け継ぎ、姦賊の皇位を狙う心を生まず、神器は日月とともに永く照らす。ああ何と盛んなことか。その原因をつきつめると、歴代天皇の仁徳恩沢が民心を固結し国基を盤石にすることに由来する、と。また、水戸の彰考館総裁（修史責任者）安積澹泊は自著『列祖成績』に序して尊王の大義を説いた。

### そのほか近世前期の国体思想
西川如見（1648-1724）は蘭学によって地理学を修め、『日本水土考』を著し、日本列島の地理上の優位性や日本の神国たる所以を論じた。蘭学者が西洋を崇め自国を卑しむ傾向がある中で、西川如見だけは蘭学者でありながら自国尊重の念を失わなかった。その論は後の平田国学に影響を及ぼした。西川如見は『日本水土考』で次のように述べる。
- 我が国は万国の東の頭にあって朝日が最初に照らす地である。日本という国号は当たっている。
- 日本が神国であることは水土自然の理であろう。日本は清陽中正の水土である。このため神明はここに集まる。
- この国の四季は中正である。万国は広大であるが、我が国のように四季の正しい国は多くない。
- 国土は広くもなく狭くもない。人事風俗民情は均一であって治まりやすい。このため日本の皇統は開闢より現在まで不変である。このことは万国の中でも日本でしかない。これも水土の神妙でなかろうか。
- 日本水土の要害は万国でも最上である。浦安の大城に住み、千矛の武器を備えて、天地無窮である。
- その民は神明の子孫であり、その道は神明の遺訓である。
- 清浄潔白を愛し質素朴実を楽しむのは即ち仁勇の道にして知性が自然と充足する。これは自然の神徳である。貴いではないか。以上[66]。

荻生徂徠（1666-1728）に始まる江戸の物門流の人々の国体論は、自国尊重論とは正反対であった。荻生徂徠本人の国体論は見ることはできず、ただ徂徠がみずから東夷と称する極端な唐土崇拝者であったことから推察するしかない。徂徠門下の太宰春台もまた唐土の聖人の道を崇拝し、日本を夷狄の国とするものであって、儒教輸入以前の日本の国体や道徳を取るに足らないものとみなし、日本の神道なるものを否認した。同門の山県周南もまた、古代日本に道はなく、聖人の道が輸入されてはじめて道ができたと説いた。以上のような物門流の極端な唐土崇拝は、一部の儒者の反発を招き、また後年に流行する国学者流の排外熱を誘発するきっかけとなった。
石田梅岩（1685-1744）は、心学の徒であり、『都鄙問答』において日本の皇統が神孫であって唐土とは尊卑が異なることを論じて「我が朝には大神宮の御末を継がせたまい御位に立たせ給う。よって天照皇大神宮を宗廟とあがめ奉り、一天の君の御先祖にてわたらせたまえば、下、万民に至るまで参宮といいて、ことごとく参拝するなり。唐土にはこの例なし」と述べた。
竹内式部（1712-1768）は宝暦事件の張本人として討幕運動の先駆けをなした。『奉公心得書』というものを記して、天皇を神孫とあおぎ君臣の分をまもるべきことを説いて曰く、「代々の帝より今の大君に至るまで、人間の種ならず天照大神の御末なれば、直に神孫と申し奉り」、「この国に生きとし生けるもの、人間はもちろん鳥獣草木に至るまで、みなこの君を敬い尊び、各々品物の才能を尽くして御用に立て、二心なく奉公し奉ることなり。故にこの君に背く者あれば親兄弟たりといえども、すなわちこれを誅して君に帰すること、わが国の大義なり」と。
山県大弐（1725-1767）は山崎闇斎門下の三宅尚斎の門下の加々美桜塢の門下（つまり山崎闇斎の曾孫弟子）であり、その著『柳子新論』において日本の優越と皇統の不可侵を論じた。のち幕末尊王討幕論の先駆者として山県大弐とともに人口に膾炙した。
平賀源内（1728-1780）は戯作者であるが、儒学者のシナ崇拝に反発して近世後期に流行する自国尊重論を先取りし、戯作『風流志道軒伝』にて次のように説いた。
井戸で育った蛙学者が、めった〔やたら〕に唐贔屓になって、我が生まれた日本を東夷と称し、天照大神は呉太伯に違いないと、附会の説(こじつけ説)を言い散らし、文武の道を表にかざり、チンプンカンプンの屁をひっても、知行の米(給与米)を周の升(古代シナの小さい枡)で計り切って渡されなば、その時かえって聖人を恨むべし。誰やらが制札(法律)の多きを見て国の治まらざるを知りたりと云うがごとく、乱れて後に教えは出来、病ありて後に医薬あり。唐の風俗は、日本と違って天子が渡り者と同様にて、気に入らねば取り替えて、天下は一人の天下にあらず天下の天下なりと、減らず口を言い散らして、主の天下をひったくる不埒千万なる国ゆえ、聖人出でて教え給う。日本は自然に仁義を守る国ゆえ、聖人出でずしても太平をなす。
中井竹山（1730-1804）は大阪在住の朱子学者であるが、世間の儒学者流が漢土を尊び自国を卑しめるのを攻撃し、特に荻生徂徠に始まる物門流の態度を非難した。その著『非徴』は荻生徂徠の『論語徴』を攻撃する目的で書かれたものである。また、松平定信の諮詢に答えて『草茅危言』を著し、その第1巻に「王室」の章を設けて、百王不易は四海万国に超越する美事であるが、朝廷が衰微したのは崇神佞仏のため祈祷供養に散財したことが原因であると論じた。

## 近世後期の国体論
近世も後期になると国体論が盛り上がる。儒学と対立する国学が勃興し、復古思想を根拠にして国粋主義を唱える。水戸学も徳川斉昭を中心に発達し、国体という語も普及する。国学者と儒学者の間で和漢の国体に関する論争が盛んになり、国体について論議するものがあらわれる。

### 復古国学
復古国学は、いわゆる迷信に陥った諸派神道説の不純を斥け、純正な古道なるものを解明しようとすることがその原動力であったが、一面において外国を尊び自国を卑しむ物門流儒者に対する反発が復古国学の気運を助長した。復古国学は契沖、荷田春満、賀茂真淵、本居宣長、平田篤胤によって大成されたとされるが、契沖と荷田春満は古語の研究に専念し、いわゆる古道の探求は賀茂真淵から始まる。
賀茂真淵（1697-1769）は『国意考』を著し、古道に関する見識を纏め、シナの国柄が卑しいことを説き、これに比べて日本の優秀な点を示した。その大要で次のようにいう。
- シナは良い人に天子の位を譲るというが、殷の末に紂のような悪王が出たのはどういうわけか。その後も賤しい人が出世して君を殺し帝を自称すれば、世人みな頭を垂れて従い仕える。四方の国を夷などと呼んで卑しめるが、その夷とされる国から出身して唐の帝となった時は誰もが額づいて従った。
- 我が国は、天地の心のままに治まり、儒のような空虚な小理屈を言わなくても古くから代々栄えた。儒教が渡来してから天武の大乱（壬申の乱）がおき、それから奈良の宮（平城京）で衣冠や制度が雅になったが、邪心が多くなった。
- およそ荒山荒野に自然に道ができるように、世の中にも自然に神代の道が広がって、自然に国にできた道の栄えは、皇いよいよ栄え益すものを、かえすがえすも儒の道こそ国を乱すのみ。
- 唐国は心悪しき国であるので、深く教えても表面は善き様子であっても結局は大きな悪事をなして世を乱す。
- 我が国は心の素直な国であるので、少ない教えでもよく守る。天地のままに行うことなので教えなくても宜しいのである。
- 仏教の因果応報の教えというのは事実のように思われるかもしれないが、戦国の頃に一人も殺さないものは平民となり、人を少し殺したのは旗本侍となり、やや多く殺したのは大名となり、さらに一層多く殺したのは一国の主となった。これのどこが因果応報か。我が国固有の武勇の心を鈍らせたのは仏教である。以上[84]。

賀茂真淵の学統を継ぐ者は数十名おり、村田春海、小山田与清、栗田土満などがいる。その中で出藍は本居宣長である。

本居宣長（1730-1801）のライフワークは古事記の研究である。その結果を大成した『古事記伝』には宣長の国体観・神道観が随所に散見する。これを一つに纏めたものが、明和8年（1771）に著した『直日霊』一巻である。同書では国体について次のように言う。
皇大御国は掛くも可畏き神御祖天照大御神の御生ましまする大御国にして、大御神大御手に天つ璽を捧持して万千秋の秋長に吾皇子の所知めさん国なりと言依さし賜えりしまにまに、天雲の向伏すかぎり、谷蟆の渡るきわみ、皇御孫命の大御食国と定まりて、天下には荒ぶる神もなく、まつろわぬ人もなく、千万御世の御末の御代までの天皇命はしも、大御神の御子とましまして天つ神の御心を大御心として、神代も今も隔てなく、神ながら安国と平けく所知看しける大御国になもありければ古えの大御世には道という言挙もさらになかりき
以上の意味は次の通りである。皇国は、神祖天照大神の生まれた国であり、天照大神が天璽を手に持って、万千秋の秋長に我が皇子の所知する国であるよと命じたままに、天雲の棚引く彼方から、ヒキガエルの渡る極地まで、皇孫の食国と定まり、天下に荒神もなく、不服の人もなく、千万世の末代まで天皇は神の子であって、天神の心を心として、神代も今も隔てなく、神ながら安国と平らかに所知する国であればこそ、古世に道という言葉を挙げることもなかった、と。
本居宣長はこういって日本の国柄の尊ぶべきことを説き、これと比べて異国はどうかというと、君主が定まらず邪神が荒ぶるから、人心が悪く習俗が乱れ、国を取れば誰でも直ちに君主となる。上は下に奪われないように構え、下も上の隙をみて奪おうとするから、昔から国は治まりがたい。その治まりがたい国を治めようと努めるから、聖人なるものや仁義礼譲孝悌忠信の教えなどが生まれるのである。聖人の道なるものは、国を治めるために作ったものなのに、かえって国を乱すのである。我が国は古くから、こんな余計な教えがなくとも、下々は乱れることなく、天下は穏やかに治まって、皇統は長久に伝わってきた。その後、書籍が渡来して、漢国のやり方を習うにつけ、それと区別するために皇国の古道を神道と名付けた。時代を経るとますます漢国のやり方を学ぶことが盛んになり、ついに天下の政事までもが漢国のようになり、国が乱れるようになった、というのである。本居宣長によれば、天照大神の仰せのとおりに皇孫が天下を所知し皇位が永遠に動かないことこそ、この道が異国の道より優れて正しく高く貴い証拠であるという。

また本居宣長は『玉くしげ』を著して、日本が異国に優越する理由を天壌無窮の神勅が実現していることに求め、次のように説いた。
さてまた本朝の皇統は、すなわちこの世を照らします天照大御神の御末にましまして、かの天壌無窮の神勅のごとく万々歳の末の代までも動させたまうことなく、天地のあらん限り伝わらせたまう御事、まず道の体本なり。この事かくのごとく、かの神勅のしるし有りて現に違わせたまわざるをもって、神代の古伝説の虚偽ならざるを知るべく、異国の及ぶところにあらざることをも知るべし。
夏目甕麿（1773-1822）は本居宣長の門人であり、文化6年（1809）『古野の若菜』を著し、シナの禅譲の道が皇国の道に相容れないことを述べ、儒教は人の所行を主とし、仏教や老子は人の心を旨とし、皇国は人の素性を宗とする点で違いがあると論じた。
本居大平は本居宣長の養子であり、その学問の正統を継いだ。文政10年（1827）に『古学要』を著して、その中で、日本は異国に対して上位にあり、互いに排斥するものでないと論じ、次のように述べた。曰く、御国（日本）は万国の祖国であり君である。異国は臣である。人身にたとえれば御国は頭で異国は手足であり、人間関係にたとえれば御国は祖先であり異国は族類縁者であり、食い物にたとえれば御国は五穀（主食）で異国は野菜海魚（おかず）の如きものである。そうであるので、先祖がいて族類縁者がいなければ整わないように、頭があっても手足がなければ足らないように、五穀があって野菜海魚がなければ足らないように、異国はみな御国を助け備わりとなるべきものなので、決して憎むべきものではなく相睦ぶべきものである、と。
平田篤胤（1776-1843）は、本居宣長の没後の門人を自称し、その思想をさらに極端にし、内を尊び外を卑しみ、儒教仏教を排斥し、古道を鼓吹することに熱狂した。著書は百余部・数千巻あり、講演したものを含め、すべて皇国の尊厳を闡明するとともに、異国を攻撃し異教を排斥するものばかりである。なかでも日本の古道を闡明し国体の尊厳を説いたものは文化6年（1809）に講演した『古道大意』である。

『古道大意』では、まず神国日本が万国に比類なき尊い国であるとして次のように言う。
我が国は天神の殊なる御恵みによって神の御生まれなされて、よろずの外国等とは天地懸隔な違いで引き比べにならぬ結構な有り難い国で、もっとも神国に相違なく、また我々賤男賤女にいたるまでも神の御末に違いないでござる。
実に御国の人に限りて、すべてこの天地にありとあらゆる万国の人とは、とんと訳が違い、尊く勝れていることは、まずこの御国を神国といい初めたは、もとこの国の人の我れ誉めに申したことではない。まずその濫觴を申さば、万国を開闢なされたるも、みな神世の尊き神々にて、その神たちことごとくこの御国に御出来なされたることなれば、すなわち御国は神の本国なることゆえに、神国と称すは実に宇宙挙げての公論なること、さらに論なきことなり。

これを思うにも皇国は天地のモトで、もろもろの事物、ことごとく万国に優れておる所以もまた、もろもろの外国のものどもの、何もかも皇国に劣るべきことをも、考え知るがよいでござる。
また、日本は小国であるといっても国土の大小は尊卑を分ける基準にならないと論じた。さらに日本が皇統連綿であること、他国に比類ない有り難い国であることと、そうである理由を論じて次のように述べた。
神武天皇は大和国橿原宮と申すにおわしまして天の下を御治めあそばし、この天皇様より当今様まで御血脈が連綿と御続きあそばし百二十代と申すまで動きなく御栄えあそばすと申すは実にこの大地にあるとある国々に比類なき有り難い御国で〔略〕。

天照大御神の殊に大切と御斎きあそばさるる三種の神器を天子の御璽として御授けあそばし、また御口づから、豊葦原の瑞穂の国は我が子孫の次々に知ろし召し天地とともに無窮なるべき国ぞと御祝言を仰せられたる、その神勅むなしからず。

さらに西川如見『日本水土考』やケンプル『日本紀行』を引用し、日本の国土の優秀は世界に比類がないと論じ、外国崇拝の蘭学者を批判した。その際に国体という語を次のように用いた。
近頃、はやり初めたるオランダの学問をする輩は、よく外国の様子も知っていながら、その中には心得ちがいをして、またヤミクモに西の極なる国々を贔屓して、〔…〕万国の絵図などを出して、この通り日本は小国じゃなどというて驚かす。〔…〕こりゃ皆、神国の神国たるを知らず、御国の国体にくらいからのことで、まだしもそのおのおのは人の国の世話ばかりをして国体にくらいことは不便ながらもしかたがなけれども、そのおのれが、おぞけ魂を世に広めてあまねく人にまでそう思わせるが憎いでござる。
平田篤胤は別の著書『大道或門』で皇国の尊貴である所以を述べて次のように述べた。
- 天皇の血統は天照大神より連綿であって、神代より千万年の今に至るまで天下の大君である。
- 君臣の差別は明白に定まっている。天皇より5世までは王を称することを許されており臣下の列ではない。
- 皇国を神国や君子国と称するのは、皇国の自称ではなく、他国がそう称するのである。
- 天下を治めることをマツリゴトと唱えるのは神国の風儀である。神慮によって世を治め神祭をもって第一とするために、政事という文字をマツリゴトと訓ずるのである。祭事と政事は元々一つである。これが神国と称する所以である。
- 皇国は君臣の道が正しく、天子は開闢以来一世である。大いに賞賛すべきである。天照大神の神勅に、子孫万々世に天地とともに長久に天下を治めよという仰せを万人がよく相守るからである。
- 天照大神の魂は伊勢の内宮にいて、その本体は世界万国を照らす日輪である。皇国はその誕生の本国であって天皇はその子孫であるから、世界万国はことごとく皇国に従うべきである。しかも、皇国は君国であり万国は臣国である証拠は別にあるが、今それを言うのは省略する。以上[98]。

矢野玄道は平田篤胤の門人であり、幕末維新期、特に明治初期に皇学派の中心人物として新政に重きをなした。文久3年（1863）に『玉鉾物語』を著して、そのなかの「君臣の道」において、日本が万世一系にして皇統連綿である所以を説いた。
八田知紀も同派の皇学者であって弘化2年（1845）に公にした『桃岡雑記』において、皇国の教えは自然の道であって、天照大神の神勅以来、君臣上下の分が定まっていること、また、文武両道一致であることを論じ、これが我が国体の由来する所であると断じ、あわせてシナの国体を批評した。
復古国学派の人々と儒学者の間で、主として内外の国体の比較論に関して論争が惹起された。

### 後期水戸学
幕末の対外危機をきっかけに、水戸学が日本独自の国柄という意味で国体観念を強く打ち出した。水戸学者会沢正志斎の著書『新論』が国体観念を浮上させる画期となった。『新論』の構想は、危機克服の指針を求めていた志士たちの心を捉え、水戸藩を超えて日本全国に流布した。このことは国体論を一つの思想として独立させた。
内務省神社局 (1921) によれば、国体論の発達は後期水戸学において絶頂に達した。いわゆる復古国学は、国体尊崇が盛んであったが、儒学排斥に熱心になりすぎて、第三者からみて固陋独断に陥ったところがあった。水戸学にはそういうところがない。その特色は、常に視点を高所に置いて、偏せず捕らわれず、徹頭徹尾に批判的な見地に立ち、内に愛国尊王の精神を抱くというものであるという。
水戸学の主要人物は、水戸藩主徳川斉昭を中心として、藤田幽谷、会沢正志斎、藤田東湖などである。
徳川斉昭は天資英邁といわれ、国体に関して自己の見識を持っていた。その見識は、みずから創設した弘道館の趣旨と由来を記した「弘道館記」「弘道館学則」「告志篇」や、天皇に地球儀を献上した時の上表文に見ることができる。
「弘道館記」に曰く、上古に神聖が皇位を立て皇統を垂れ、これによって天地は位置し万物は育成する。それが全宇宙に照臨し宇宙内を統御する所以は、今まで「斯道」に依ってきた。「宝祚(皇位)これをもって無窮に、国体これをもって尊厳に、蒼生(人民)これをもって安寧に、蛮夷戎狄(諸外国)これをもって率服(服従)す」。しかしそれでも歴代天皇は満足せず、外国を参照して善を為すことを楽しんだ。すなわち、西土の堯・舜・夏・殷・周の治教などを取り入れて皇道に役立てた。これによって「斯道」はいよいよ明大になって完成した。しかし中世以降、異端邪説が民を欺き世を迷わし、俗儒曲学が自国を捨て外国に従い、皇化が衰え禍乱が続き、大道が世に明らかにならなくなって久しい、と。
「告志篇」では次のように述べた。そもそも日本は神聖の国であって、天祖（天照大神）天孫（歴代天皇）が皇統を垂れ皇位を建ててから、その明徳は遠い太陽とともに照臨し、皇位の隆盛は天壌とともに窮まり無い。君臣父子の常道から衣食住の日用に至るまで全て天祖の恩賚である。万民が永く飢えや寒さを免れ、天下に皇位を狙う非望の萌しが見られなかったのは有り難いことである。しかし数千年の久しさに盛衰あり治乱あり、戦国後期に至って天下の乱は極まった。東照宮（徳川家康）が三河に起って風雨に身を晒し艱難辛苦し、天朝を助け諸侯を鎮めた。二百余年の今に至るまで天下が泰平であり、人民が塗炭の苦しみを免れ、生まれながらに太平の恩沢を浴びていることは、これまた有り難いことである。「されば人たるものは、かりそめにも神国の尊きゆえんと天祖の恩賚とを忘るべからず」。天朝は天祖の日嗣であり、将軍は東照宮の神孫であり、不肖ながら我（徳川斉昭）は藩祖の血脈を伝え、おのおのは自分の先祖の家系を継承する。この点をよくわきまえ、天祖・東照宮の恩に報いんとするならば先君・先祖の恩に報いんと心掛けるほかにない、と述べた。
「弘道館記」も「告志篇」も皇統が神聖であって万世に無窮であり、国体の尊厳であって君臣の名分が明らかであることを示し、これを体現するには先祖尊崇を根本義としなければならないと述べた。
「弘道館学則」第1条に曰く、弘道館に出入りする者は弘道館記を熟読しその深意を知るべし、「神道」と「聖学」は一致し、忠孝の本はひとつであり、文武はわかれず、学問事業は効果が異ならない、と。また同第2条に曰く、「神道」「聖学」の意味は弘道館記にあるとおりである。すなわち、宝祚の無窮と君臣父子の大倫が天地とともにかわらないのは天下の大道、いわゆる「惟神」である。そして「唐虞三代の治教」は天孫が採用したものであって、これもまた人倫を明にするものである。両者は一致する。学ぶ者は宜しく「神を敬ひ儒を崇び」、もって「忠孝の大訓を遵奉すべし」と。
嘉永6年（1853）に徳川斉昭は天皇に地球儀を献上した。その時の上表文に、日本の建国の国是が生々発展にあること、神孫が永遠不変に統治する尊い国体であることを述べている。上表文に次のようにある。
- 高天原に事始め、遠い皇祖の世々に、天津日嗣の事業として、八坂瓊曲玉のように巧妙に天下を知らし、白銅鏡のように分明に山川海原を観て、遠い国を千尋の栲縄をもって引き寄せ、荒ぶる国を帯剣で平定した跡のように、今「現御神と天下知ろしめす我が天皇の大御代に当たりて」、仁恵は広くあまねく、天益人（天意により増える人民）は手を挙げて楽しみ合った。
- 思うにスサノオ尊は天壁の立つ極地を廻り、オオムナジ・スクナヒコナの二神は兄弟となって天下の国々を経営した。「しかるときは万国も固より我が神州の枝国とぞ云うべかりける」（つまり諸外国は神国日本から枝分かれした国である）。そうならば万国の有りさまを知らなくてはならない。（よって地球儀を献上する）。以上[105]。

藤田幽谷は徳川斉昭に仕えて31人目の彰考館総裁（修史責任者）となり、大義名分を高唱した。寛政3年（1791）18歳の時に『正名論』を著し、皇室が政事の外に超越して万古不易の尊位を保つ所以を論じ、名分を正し名分を厳密にすることが国体の本領であると説いた。具体的には次のようにいう。曰く、天皇は国事に関与せず、単に国王の待遇を受けるだけであるというのはその実質を指している。しかし天に二日なく地に二王なし。よって幕府は王を称するべきではない。幕府は実質的に天下の政を摂している（代行している）から、名分上も摂政を称すべし、と。こうした藤田幽谷の『正名論』は幕府を弁護するものであって当時の時勢が分かる。
会沢正志斎は藤田幽谷の門弟であり33人目の彰考館総裁となった。識見高邁であり、公平な見地で国学を批判し儒学を考察し、両者の間に一家の国体説を樹立し、水戸学の国体尊厳説を大成し、近世国体論の極地に達したといわれる。数々の著書があり、そのすべてが国体を論じ名分を説くものである。そのうち国体論として最も有名なものが『新論』である。
文政8年（1825）会沢正志斎は『新論』を書きあげ水戸藩主に献上した。現状を厳しく批判したため公刊を許されなかったが、秘かに筆写された。『新論』は冒頭に「国体」と題する上中下3章を設けた。儒学でなく国学でもなく一個として独立した見地に立つ。後に栗田寛がこれを天朝正学と命名した。会沢正志斎は『新論』で皇国の尊貴、皇恩の宏大、これを奉体する国民の思想が人為でなく自然に生じることを説いた。次のように述べる。
- 神州は太陽の出づる所、元気の始まる所、天日の嗣が代々皇位について永久に変わらない。もとより大地の元首であって万国の綱紀である。まことによろしく天下を照らし皇化を遠近に及ぼす[111]。
- 第一に「国体」について謂う。これは神聖が忠孝をもって国を建て、そして武をとうとび民の命を重ずるに及ぶ[112]。
- 帝王が四海を保ち長久に治め天下を揺るがさないために頼みとすべきところは、万民を威圧して一世を把持することではない。億兆（人民）心を一にして皆その上に親しんで離れるに忍びないと思うところにこそ誠に頼むべきである[113]。
- 俗儒は、名分に暗く、明や清を華夏や中国と称して「国体」を汚辱する。あるいは時勢を追って名義を乱し、天皇を寓公（亡命者）のように見なし、上は歴代天皇の徳化を傷つけ、下は幕府の義理を害する[114]。
- 昔、天祖が始めて国を建て天下を皇孫に伝えるに及び手づから神器を授けて天位を千万世に伝える。天胤の尊厳を犯すべからず。君臣の分が定まる[110]。
- 忠孝が立って天人の大道が明らかに顕われる。忠をもって貴を貴とし、孝をもって親を親とする。億兆は心を一にして、上下は互いに親しむ。これこそが帝王が天下を保つために頼みとすべきところである。そして祖宗が国を建て基を建てる所以の大体である[110]。

会沢正志斎『迪彜篇』に収める国体論は『新論』に次いで広く読まれた。日本が尊い理由の第一は、万国のなかで日本だけが易姓革命がなく皇統連綿として神世から今に至るからであると論じた。
- 万国は、それぞれ自国の君主を仰いで天とする。どの国も自国を貴び外国を賤しいとすることは同じわけだから、自国を尊び他国を夷蛮戎狄と呼ぶことはよくある習わしである。しかし万国はどこでも易姓革命というものがある。国が乱れるときは君主を殺害し、あるときは追放し、あるときは禅譲させ、あるいは世嗣の絶えるときは他姓の者に継がせる。その天とするところがたびたび変わるのだから、その天地というのも小天地であり、その君主というのも小朝廷である。
- 万国の中でただ神州（日本）のみは天地開闢してから天日嗣が無窮に伝えて一姓綿々としている。庶民が天と仰ぐ皇統は変わらない。その天とするところが偉大であることは宇内に比類がない。今この万民は、天地の間で無双の尊い国に生まれながら、わが「国体」を知らないでいいわけがない。
- 国の体というのは人の身に五体があるようなものであり、国の体を知らないのは自分の身に五体があるのを知らないのも同然である。
- 三種の神器のようなめでたい例は異域で聞かないことなので、神州の尊いことは宇内に無双であり、日嗣の君こそ宇内の至尊と称すべきである。以上[115]。

会沢正志斎は著書『下学邇道』の中で日本の地理上の位置、皇位の安泰などの点から神国日本の優秀を説いて以下のように述べる。
- 一君二民は天地の道である。世界は広く万国は多いけれど至尊が二つであってはならない。東方は神明の舎、太陽の生ずる所、元気の発する所、季節でいえば春であり、万物の始まる所である。そして神州（日本）は大地の首にある。万国の首として四方に君臨すべきである。ゆえに皇統綿々として君臣の分は一定不変である。このことは万国にない。なぜなら天下の至尊は二つとないからである。一君二民の義に誰も疑問を抱かない。
- 神州（日本）は万国の元首である。皇統は二つとない。万民は一君を奉ずる。漢土は神州に次ぐが、その君臣は一定不変でありえず、上古から易姓革命があって、一君はただ万民を養うことができれば成功とされる。その他の夷蛮戎狄はどれも国を始めから作り変える。
- 天地の大道は一君二民の義である。万国の元首は二つとなく、万民一君を奉じる国は二つとなく、天の後胤を絶対に変えてはならず、他国に易姓革命がある。これは天下の道であり、勢いそうならざるをえない。以上[116]。

会沢正志斎『閑聖漫録』に尊王論がある。これによれば、世人は何かと尊王を口にするが王を尊ぶべき理由については漠然として真実を知らない。これは耳学問の弊害であるから今その実事を論じてみせよう、といって、以下の類いを尊王の義とした。
- 東照宮（徳川家康）は政教を天下に施すにあたって、諸侯を率いて京都の朝廷に参じ、君臣の義を正した。皇室は戦国のころ窮乏していたが、東照宮は禁裏を拡張修理して皇室領を増やし、秘籍や宝器で散逸したものを元に戻した。
- 威公（水戸家初代徳川頼房）は神道を崇敬した。
- 義公（水戸家二代徳川光圀）は神儒を学んだ。元旦に京都を遙拝し、親王や公卿の礼を正した。大社から村祠まで修理をくわえ由緒をただし正礼をおこなわせ、淫祠をこわして迷信をとりのぞいた。国史を修めては皇統を正閏し、蛮夷内外の名分を厳格にした。礼儀類典を編纂して朝廷に献上した。
- 以上の類いは全て尊王の義である[117]。

会沢正志斎『退食閑話』は弘道館記を和文で解説したものである。皇統の神聖を論じ、国体の尊厳を説き、人倫の大道が元初より具わっていたことを明らかにしたという。弘道館記に「宝祚以之無窮、国体以之尊厳、蒼生以之安寧」とあることについて次のように解説した。
- 天照大神が三種の神器を授けてから君臣の義は正しく、宝鏡を見るときは我（天照大神）を視るようにせよと命じてから父子の親しみは厚く、忠孝の教えはともに完全である。これによって人心が一定して他に移らず、天皇の位は千万年も変わらない。今日仰ぐところの至尊は即ち天照大神と同体であるので人情風気はおのずと厚く、皇位に野望を抱く者もない。これが宝祚の無窮である理由である[119]。
- 国体の尊厳というのは、海外に多くの国があるけれど天地の間に尊いものは一つしかない道理であるのに、外国において帝王を称する者はたびたび交替する。天朝（日本）の皇統綿々として天壌無窮であることは外国の及ぶところではない。このようなめでたい例についてその基本を考えると、天地の始めから、皇祖の詔勅にある君臣父子の大倫が正しく、人情風気も厚い。このように万国に勝れているので、おのずから国体も尊厳になるのである[120]。
- 蒼生の安寧というのは、古言に惟神（かむながら）と言うように、古くは神聖の教えのままであり君臣父子の大倫が乱れなかったので、外国のような大乱がなかった。しかし、公家が遊楽にふけて神聖の教えが衰え、君臣父子の道も正しくなくなり保元平治の乱がおきて朝廷の権威が衰えてから、戦乱が続いた。やがて東照宮（徳川家康）が禍乱を平らげたおかげで民は戦禍を免れて父母妻子を養って安穏に人生を送ることができるようになった。神聖の教えが正しく、君臣父子の大倫も衰えず、天下の乱も平和に戻った。これによって蒼生（人民）も安寧になったのである[121]。

会沢正志斎『江湖負暄』に「建国の大体、万世といえども変えるべからざる事」と題して、国体が変わるべきでない所以、および三種の神器と国体との関係を論じ、また「建国の大体を明らかにして天下の人心を一にする事」と題して、祀典（祭祀の儀式）を修めて民の迷信を絶ち、歴代天皇の祀典を興し、諸国の名祀を再興し、名賢功徳の神も祀典に列する等は建国の体に添うことを論じた。
そのほか『正志斎文稿』所収の篇に国体に関する議論がある。以上、会沢正志斎の国体論について内務省神社局 (1921) がまとめたところによれば、その要点は、皇統連綿として上下が正しいこと、三種の神器が尊貴であること、皇国の地位が万国に優越して比類ないことであり、その行論は、一糸の乱れもなく1921年（大正10年）の当時でも加えるべき点は多くないという。
藤田東湖は藤田幽谷の子であり会沢正志斎の門に入った。熱烈な尊王愛国の士であり、その有名な「回天詩史」「正気歌」などの詩歌は、神州の光輝や国体の尊厳を絶唱するものである。藤田東湖はまた『弘道館記述義』を著して弘道館記の意義を述べ、日本の国体において皇室は必ず日神の一系であることを論じて次のように言った。曰く、古くは天皇を生じてスメラミコトという。スメラという言葉は統御をいう。ミコトという言葉は尊称である。おそらく宇内を統御する至尊という意味である。天業を称してアマツヒというのは天日である。ツギは継嗣である。これはおそらく日神の後胤でなければ皇緒を継げないことを言う。天日の継嗣は世々神器を奉じて万姓に君臨する。群神の後胤も職を世襲して皇室を輔翼する。これはおそらく神州の基礎を建てる発端である。嗚呼（ああ）、天祖天孫が創業垂統する所以は威厳があって偉大である。宝祚の隆の天壌無窮は偶然ではない、と。藤田東湖はまた会沢正志斎箸『迪彜篇』に序文を寄せて、日本の建国の体はその根底から西土と異なり、その尊厳は確乎として他国と比較にならないことを述べた。
豊田松岡も会沢正志斎の門に入り、彰考館総裁になった。藤田東湖の著書『弘道館述義』に序文を寄せて、いわゆる神聖大道の一源なるものを説いた。また藩主に献じた「禦虜策」において、日本国の神聖なる所以、神明の尊厳を民に知らせて邪教の入る隙のないようにすべきことを論じた。

### 吉田松陰
吉田松陰は幕末の志士として有名である。陽明学に依拠し、その思想系統を山鹿素行に受け、また山崎闇斎流の影響も受けた。吉田松陰の勤王運動はその国体論に由来するといわれる。その国体に関する精神は幕末志士の間で基盤となって明治維新につながった。

吉田松陰は安政3年8月22日に山鹿素行『武教全書』の講義を開始し、その主旨を述べるにあたって皇国の尊厳と士道との関係を論じ、また国々にはそれぞれ特殊の道があり、他国の道を必ずしも日本に用いることができないわけを次のように論じた。
国体というは、神州には神州の体あり、異国は異国の体あり。異国の書を読めば、とにかく異国の事のみ美と思い、我が国をば却って賤しみて、異国を羨むように成り行くこと、学者の通患にて、これ神州の体は異国の体と異なるわけを知らぬゆえなり。ゆえに晦菴の小学にて前にいう士道は大抵知れたれど、これは唐人の作りたる書ゆえ、国体を弁ぜずして遙かに読むときは、同じく異国を羨み我が国体を失うように成り行くことを免れざること、先師深く慮りたまう。これ武教小学を作る所以なり。これをもって国体を考うべし。さて、その士道国体はその切要の事なれば、幼年の時より心掛けさすべきこと、これ学の本意にて志士仁人に成るようにとの教誡なり。（武教小学開講主意）
吉田松陰は『講孟余話』を著して日本固有の国体を強調した。長州藩の老儒山県太崋がこれを批判し、両者の間で論争になった。

吉田松陰は安政の大獄により安政6年（1859）10月27日に刑死するが、その年の春に獄中で「坐獄日録」を記し、皇統の一系と臣道との関係について次のように論じた。
皇統綿々、千万世に伝わりて変易なきこと偶然にあらずして、即ち皇道の基本もまたここにあるなり。天照大神の神器を天孫瓊々杵尊に伝えたまえるや、宝祚之隆、与天壌無窮の御誓あり。されば漢土天竺の臣道はわれ知らず、我が国においては宝祚もとより無窮なれば、臣道もまた無窮なること深く思いを留むべし。

### 幕末の南北正閏論
南北朝正閏論は幕末に盛んになった。かつて徳川光圀が南北朝の正閏をただしたとき諸学者の様々な議論を呼んだ。ある者は南朝正統論を唱え、ある者は北朝を擁護し、ある者は南北両朝ともに正統とした。特に幕末に及んで議論が盛り上がった。山県太華は天保10年に『国史纂論』を公にし、その中で南北朝の正閏を論じ、三種の神器の所在によって皇統の正閏が定まり、その間に疑義を許さないのが国体の根本義であると説いた。速水行道は文久元年『皇統正閏論』の序文において天位の唯一無二であることが国体の本然であるとして南朝の正統を論じた。

## 明治国体論

### 帝国憲法以前
慶応3年（1867）9月、前土佐藩主山内容堂が大政奉還の事を建白して「天下万民と共に皇国数百年の国体を一変し至誠をもって万国に接し王政復古の業を立てざるべからざるの一大機会と存じ奉りそうろう」と述べた。当時の政治家は国体を重要なものと思わず、山内容堂は「国体変換」の文字を祐筆福岡孝弟に書かせた。当時事務を所管した福岡孝弟は「国体変換」と言っていた。明治維新の始め、福岡孝弟も起草に関わった五箇条の御誓文は、旧来の陋習を破り、天地の公道に基づき、智識を世界に求めることを誓った。
維新の前後においては主に米国と英国を先進国としてその文化を仰いだ。米国は日本を開国させた後、日本を新参の弟子かのように指導した。英国は米国と同言語であり、当時はインドを拠点として盛んに東方に進出している時期であった。日本では米英の政治書や修身書が翻訳され、福沢諭吉が英学を根拠に功利主義を掲げて多くの通俗書を著わし実用学を鼓吹した。
英米の実用功利主義が一世を風靡する一方で、日本固有文明の精髄とされた国体が全く忘れ去られたわけでもない。そもそも王政復古の原動力は主に復古国学派の勃興によるものであって、明治維新の政治は国体の本領に返るものと称された。平田派国学者で地位を得た者も少なくなかった。たとえば矢野玄道、大国正隆、福羽美静、平田鉄胤、六人部是香などである。国体観念の中核というべき神祇は、明治新政の初めにおいて重んじられた。
新政府は、太政官七科に神祇科を置き、さらにこれを神祇事務局に改組した。明治2年5月には皇道興隆について天皇から下問する形式により、「祭政一致」「天祖以来固有の皇道復興」「外教に蠱惑せられず」と唱えた。同年7月太政官の上に神祇官を置いて神祇尊崇を示し、同年10月に宣教使を置き、明治3年1月3日（1870年2月2日）に大教宣布の詔を発し、宣教使に「よろしく治教を明らかにし、もって惟神の大道を宣揚すべき」ことを命じた。これは国体を発揮することにほかならないという。
大教宣布は、祭政一致や国体強化を目指した国民教化政策であったが、宣教使の員数不足や教義の未確立などから終始不振であった。神祇官は明治4年8月に神祇省に降格され、大教宣布は仏教側の反対などもあって挫折する、仏教各宗は連署して、神官と合同して宣教の任に当たりたいと政府に請願する。政府は明治5年3月に神祇省と宣教使を廃止し、教部省を置き、翌4月に神官と僧侶を合併して教導職を置く。教部省は宣教を掌り、教導職は宣教の任に当たる。神官と僧侶が合同して宣教するにあたっては、その教旨の基準を定める必要があるということで三条教憲が定められる。これは矢野玄道『三条大意』に基づくもので、おそらく矢野玄道ら皇学派の人々がその議に関わったという。三条教憲の各条は次の通りであり、いずれも国体の趣旨に依拠している。
1. 敬神愛国の旨を体すべき事
2. 天理人道を明らかにすべき事
3. 皇上を奉戴し朝旨を遵守せしむべき事

三条教憲を宣伝するために著された書籍は数多い。いずれも国体の基本と神祇が不可分であることを説いた。これらの書で「道」「皇道」などの語はおよそ神道という意味に近く、「国体」という語も神道の行われる有りさまを指したものであり、多くは神代の状態を意味した。
1873年（明治6年）10月新聞紙条目が発布される。その第10条に「国体を誹し国律を議し、および外法を主張宣説して、国法の妨害を生ぜしむるを禁ず」とあるのは官権が民論に対抗したのである。
国体を主題とした書籍として、1874年（明治7年）に田中知邦『建国之体略記』、太田秀敬『国体訓蒙』、1875年（明治8年）に宇喜多小十郎『国体夜話』、石村貞一『国体大意』などがある。いずれも神話を敷衍し、神代の状態を述べたものである。
1874年（明治7年）加藤弘之は『国体新論』を発表し、当時日本に流入し始めたフランス流の民権平等説に従って、従来の保守的国体思想に反対した。福沢諭吉の「天は人の下に人を造らず人の下に人を造らず」云々と同じ思想に基づき、さらに激越な論調で国学者の国体観を批判した。具体的には以下の通りである。
- 従来称する国体は野鄙陋劣である[154]。
  - 文明開化に至らない国々において、国土は全て君主の私有物であり、人民は全て君主の臣僕であるものと思い、これを国体の正しい姿とすることは、野鄙陋劣の風俗といわざるをえない[155]。
  - 君主も人民も人であり、決して異類の者ではないのに、その権利に天地懸隔の差別を立てるのは何事か。こんな野鄙陋劣の国体に生まれた人民こそ不幸の極みである[155]。
  - 人民もまた、こんな浅ましい国体をも決して不正であるとは思わず、君主の臣僕となって一心に奉事する。このため多少の虐政があっても国乱の起ることなく泰平に長く続く国もあるが、もとより不正な国体であるので、決して人民の安寧幸福を得るに至らない[155]。
  - 日本や漢土などで古来から野鄙陋劣の国体を是認し養成してきたことは実に嘆かわしい。仁徳天皇の「君は民をもって本と為す」と宣う詔勅などは感歎すべきであるが、これによって国体を改正するまでには至らなかった[156]。
  - 本邦において国学者流の輩の論説は厭うべきものが多い。国学者流の輩は、愛国に切実なあまり皇統一系を誇るが、惜しいことに国家君民の真理を知らない。結局、国土人民は全て天皇の私有臣僕であるとして、様々な牽強附会（こじつけ）の妄説を唱え、およそ本邦人民は天皇の勅命であれば何でも甘受するのを真誠の臣道であると説き、これらの姿をもって我が国体と目し、これをもって本邦が万国に卓越する所以であるという。その見は野鄙であり、その説は陋劣であり、実に笑うべきものである[157]。
  - 本邦が皇統一系であって過去に革命がなく今後も天壌無窮であることは望ましいことだが、そうであっても国土人民を天皇の私有臣僕とするような野鄙陋劣の国体を我が国体とする理は決してない[157]。
- 欧州においても、近古の始めまで国土人民を一君主の私有臣僕とした国体であった[158]。
  - 欧州では、近代に人文知識が開けるにしたがい、旧来の陋劣野鄙な国体は次第に廃滅し、現在の公明正大の国体になった[158]。
  - 初め英国のみ他の欧州各国に卓越したが、その後その他の国々も英国に倣うようになった[159]。
  - プロイセン王フリードリヒ2世は、当時各国の国体が天理人性に反し野鄙陋劣であるのを嘆き、公正明大の国体を論説し「われわれ人君は天下を私有し人民を臣僕とする者ではない。国家第一等の高官にすぎない」と言った。フランス王ルイ14世の「朕は天神が現出した者（現人神）である」という暴言と比較してその公私正邪は言うまでもない[160]。
- 欧州の開明論をもって国家君臣の真理を概論し、それによって公明正大なる国体を示そう[154]。
  - 国家君民成立の理は、安寧幸福を求める人の天性にある。
  - この理に合う国体はどういうものかというと、国家において人民を主眼と立て、特に人民の安寧幸福を目的と定め、君主と政府はこの目的を遂げるためにこそ存在するということを国家の大主旨とする国体をいう。
  - これに対し国土人民を君主の私有臣僕とした従来の国体は天理人性に背反する。
  - たとえ万世一系の本邦であっても、天皇と政府はこの理に従って職務を尽くす必要がある。以上[159]。
- 国体と政体は異なる。国体は眼目であり、政体は眼目を達する方法である[160]。
  - 国体は万国ともに理に背くことは許されないが、政体は必ずしも一つである必要がない。
  - 君主政体でも民主政体でも公正明大の国体を維持育成できればよく、政体の可否はその国の沿革由来と人情風習によって定めればよい。
  - 欧州各国の多くは立憲君主政体を用い、米州各国の多くは立憲民主政体を用いる。
  - 君権無限の政体は君主政府の暴政を生じやすい政体であるので良正の政体といえないが、開化未全の国においてはこの政体でもしばらく必要とせざるをえない。しかし、たとえ君権無限の国であってもその国体は理に反することを許されない。以上[160]。

以上のように論じる『国体新論』について、岩倉具視が7年後に回想したところによると、それは島津久光（保守主義者）が左大臣だった時で大いに議論になったが、その時は誰も頓着しなかったという。また内務省神社局 (1921) によれば、『国体新論』は、それまで一般に日本の国体を誇りに思っていた日本国民にとって青天の霹靂であり、あまりに奇抜で過激であったので世に容れられることはなかった。加藤弘之は明治14年に同書を撤回し、同一説を二度と発表しなくなった。しかも、国会開設論に反対し、天賦人権説に反駁し、キリスト教を攻撃するなど、『国体新論』の著者とは全く別人のようになったという。
1876年（明治9年）8月、浦田長民が『大道本義』を著す。浦田長民は伊勢神宮の少宮司であり、神宮大麻の全国配布などに功績を残した。『大道本義』では、一種の神道説を展開し、その中で神祖宏業の遺蹟と皇位尊厳との関係について述べた。
1876年（明治9年）9月、元老院に憲法起草を命ず。明治天皇は元老院議長熾仁親王を召し、右大臣岩倉具視の侍立のもと、我が建国の体（国体）に基づき広く海外各国の成法を斟酌して国憲（憲法）を起草せよとの勅語を下したのである。元老院では国憲取調委員と国憲取調懸を設けて編纂に努力し、翌月には第一草案を脱稿する。その後再度、稿を改める。
1880年（明治13年）12月、元老院が国憲案を天皇に上進する。この国憲起草は日本で初めてのことであり模範とすべきものがなく、全て西洋を模倣したのであって、国体を無視した箇条も少なくなかった。伊藤博文はこの草案を見て、これは各国憲法の焼き直しにすぎないのであって我が国体人情に適したものではないと考え、右大臣岩倉具視に書簡を出してこのことを痛論し、天皇の思し召しをもってこれを未定稿のまま中止させようとした。同月の伊藤博文の奏議に「ただ国会を起してもって君民共治の大局を成就する甚だ望むべきことなりといえども、事いやしくも国体の変換に係る。実に昿古（空前）の大事、決して急躁をもって為すべきにあらず」とある。
1881年（明治14年）国会開設の勅諭が発さられる。その事情は次のようであった。これより先、開拓使官有物払下げ事件が起こり、さらにそれが国会開設問題に飛び火して、薩長の専横のために国会が開設されないとして薩長藩閥を非難する声が高まった。薩長の参議が国会開設に慎重であるのに対し、参議の中で大隈重信が一人だけ国会早期開設の意見書を奉呈していたことが知れ渡り、人々の期待が大隈に集まった。薩長の人々はこれを大隈の陰謀に起因すると考え、10月11日に大隈を除く参議が大臣らとともに開拓使官有物払下中止と大隈追放と国会開設の三事を明治天皇に奏請した。国会開設の奏議は、自由民権運動に対する明治政府首脳部の反動を示すとともに日本憲法の特色を示している点で重要である。特に文中に「憲法の標準は建国の源流に依るはいうを待たず、願わくは各国の長を採酌するも、しかも我が国体の美を失わず、広く民議を興し公に衆意を集めるも、しかも我が皇室の大権を墜さず、乾綱を総覧し、もって万世不抜の基を定める事」とあるのは注意を要する。明治天皇は奏議を受け入れ、翌12日に国会開設の勅諭を発した。
〔前略〕顧みるに、立国の体、国おのおの宜しきを殊にす。非常の事業、実に軽挙に便ならず。わが祖、わが宗、照臨して上に在り。遺烈を揚げ、洪模を弘め、古今を変通して、断じてこれを行う責め、朕が躬に在り。まさに明治二十三年を期し、議員を召し、国会を開き、もって朕が初志を成さんとす。〔後略〕
来たる明治23年（1890年）を期して国会を開く旨が公布されたので、それまで民撰議会開設を一大標語としてきた民権論者はその気勢をそがれた感じになった。
金子堅太郎の回想によれば、1884年（明治17年）9月に明治政府内で国体変換について議論が行われ、その経緯は次のようであったという。憲法起草を命じられた伊藤博文が欧州で憲法調査を終えて帰国した後、この月の閣議で初めて憲法制定について意見を述べ、その時「議会を開けば国体は変換する」と説いた。参議佐佐木高行は「国体の変更には我々は不同意である」と言って反対したが、伊藤の雄弁と博識に追い捲られ、閣議は伊藤の意見で決まりそうになった。閣議の後、佐佐木は制度取調局の金子堅太郎に国体の字義を尋ねて以下のような書簡を送った。
- 国体とは欧米でも唱えるものなのか。いま国体国体と申すのは何何であるのか。
- ある人（伊藤博文）曰く、国体とは、一系の天子が千歳連綿、いわゆる天壌無窮に伝えるのみを意味するのではなく、日本国なり日本人なり言語なり風俗なりを意味するのであると言うのを聞いた。これに小生（佐佐木高行）は甚だ疑惑を生じた。
- 国体の字義は漢語であるので、漢国で何の時から唱えたものか漢学者に聞いてみたが、漢学者のほうが却って心得がないということであった。分けがわからない。
- 欧米に国体に相当する語はないかと思うし、いま国体国体と申すのは近年のことかとも思う。内密に意見を聞きたい。以上[170]。

金子は佐佐木の官邸を訪ねて佐佐木の疑問に答え、さらに意見書をまとめて佐佐木に渡した。金子の意見は次のようであった。
- 国体は時勢とともに変更するという説は、国体と政体とを混同することに起因する。日本で国体と称するものは日本固有の政治的名称である。たとえば水戸の弘道館記に「宝祚以之無窮、国体以之尊厳」というのがそれである。国体は万世一系の皇統が皇位を無窮に継承するという日本特有の政治原則である[171]。
- 欧米でこれと同一の意義を有するものはない。唯一、英国のエドマンド・バークは論説中でフランス革命が「英国の基礎たる政治原則」（ファンダメンタル・ポリチカル・プリンシプル・オフ・イングランド）を破壊すると論じた。この原語こそ日本の国体の意義に近い[171]。英国は君民共治の国柄であり、君民共同して政治をするのが英国の政治の根本、すなわち日本にて国体というものと同じである[172]。
- 欧米の政治学によれば一国の政体は時勢とともに変更することがある。日本においても政体は時勢とともに変更したことがあったが、国体は永久に変更すべきではない[171]。

佐佐木は金子の意見をもとに後日の閣議で伊藤に反撃した。伊藤は佐佐木に金子が入れ知恵したことを知り、制度取調局に行って金子に問い質した。「おい金子、君は国会を開いても国体が変更せぬと言ったそうであるが、それは間違っておる。憲法を布けば国体は変更するものなり。国体というのは英語のナショナル・オルガニゼーションである。鉄道を敷けば山の形が変わる。君が洋服を着れば姿が変わる。西洋の文明を輸入すれば日本の言葉も変われば家も変わる。議会を開けば国体も変わるではないか」と言い、金子は「イヤ、それは閣下のが間違っております。欧州の学者のいう政体は御説のとおり変更するけれども、日本にていう国体は決して変更してはなりませぬ」「閣下は万世一系の天皇が統治せらるる国体を改める御考えですか」等と反駁し、互いに譲らず一時間ほど議論したという。

### 帝国憲法と教育勅語
国体論は帝国憲法と教育勅語により制度と精神の両面で定式化される。帝国憲法は立憲主義を採る一方で、天皇の大権を幅広く定め、日本国民を臣民と位置付ける。教育勅語は臣民の教化をはかり、国体論の経典となる。

1889年（明治22年）2月11日に大日本帝国憲法が発布される。その際の憲法発布勅語は日本の国体についてその根本を尽くしたといえる。憲法発布勅語にいう。
朕、国家の隆昌と臣民の慶福とをもって中心の欣栄とし、朕が祖宗に承くるの大権により、現在および将来の臣民に対し、この不磨の大典を宣布す。おもうに、我が祖、我が宗は、我が臣民祖先の協力輔翼により、我が帝国を肇造し、もって無窮に垂れたり。これ我が神聖なる祖宗の威徳と、ならびに臣民の忠実勇武にして国を愛し公に殉（とな）い、もってその光輝ある国史の成跡を胎（のこ）したるなり。朕、我が臣民は、すなわち祖の忠良なる臣民の子孫なるを回想し、その朕が意を奉体し、朕が事を奨順し、あいともに和衷協同し、ますます我が帝国の光栄を中外に宣揚し、祖宗の遺業を永久に鞏固ならしむるの希望を同じくし、この負担を分つに堪うることを疑わざるなり。
帝国憲法の条文では、大日本帝国は万世一系の天皇が統治し（第1条）、皇位は皇男子孫が継承し（第2条）、天皇は神聖にして侵すべからず（第3条）、天皇は国の元首にして統治権を総攬し憲法の条規によりこれを行う（第4条）と定める。帝国憲法により天皇大権に関することが確定し、これ以後、国体を論じる者は誰でもこの憲法を根拠とする。つまりこの憲法の解釈に託して国体を論じる者が続々と出る。
伊藤博文の私著の形で刊行された半公式注釈書『憲法義解』は次のように説く。
- 天皇の宝祚（皇位）は祖宗に承けて子孫に伝える。国家統治権の存ずる所である。そして、憲法に天皇大権を掲げて条文に明示するが、これは天皇大権が憲法によって新設されることを意味するのではなく、我が固有の国体は憲法によってますます鞏固なることを示すのである[178]。
- 第1条　大日本帝国は万世一系の天皇が統治する。
  - 神祖（神武天皇）が建国して以来、時世に盛衰治乱もあったが、皇統は一系であり皇位は天壌無窮である。本条に立国の大義を掲げ、日本帝国は一系の皇統とともに終始し、古今永遠に唯一無二で恒常不変であることを示し、君民の関係を万世に明らかにする。
  - 統治は皇位にある。大権を統べて国土臣民を治めるのである。古典にいわゆるシラスとは、統治の意味にほかならず、おそらくは、祖宗（歴代天皇）が天職を重んじ、君主の徳は国土臣民を統治することにあって、一人一家が享受する私事でないことを示したものである。これが憲法の根拠であり基礎である。
  - 国土と人民とは国が成立する所の元質であり、一定の領土は一定の邦国を為し、一定の憲法はその間に行われる。一国は一個人のようなものであり、一国の領土は個人の体躯のようなものである。これによって統一完全の版図を成す[179]。
- 第2条　皇位は皇室典範の定めにより皇男子孫が継承する。
  - 皇位継承の順序については新たに勅定する皇室典範において詳しく定める。これを憲法の条文に掲げずに皇室の家法とするのは、将来の臣民に干渉させないことを示す[180]。
- 第3条　天皇は神聖にして侵すべからず。
  - 天皇は、その天性として神聖であって臣民どもの上にあり、つつしんで仰ぐべきであって干犯すべきでない。ゆえに君主は法律を尊重しなければならず、法律は君主を問責する力をもたない。
  - 天皇は、単に不敬をもってその身体を侵害してはならないだけでなく、さらに批判や評論の対象外とする[181]。
- 第4条　天皇は、国の元首にして、統治権を総攬し、この憲法の条規によりこれを行う。
  - 統治の大権は天皇が祖宗に承けて子孫に伝える。立法と行政は何事も天皇がその綱領を総て握る。これは例えば人身に手足や骨々があって神経回路の本源が頭脳にあるようなものである。よって大政の統一は、個人の心が一つであるのと同じである[182]。
  - 統治権を総攬するというのは主権の体であり、憲法の条規によりこれを行うというのは主権の用である。体があって用がなければ専制に失い、用があって体がなければ散漫に失う[182]。

穂積八束が留学から帰国して早々に帝国大学総長から委嘱をうけ帝国憲法発布の翌々日から帝国大学法科大学にて「帝国憲法の法理」を講演する。帝国憲法第1条「大日本帝国は万世一系の天皇これを統治す」について「本条の主意は国体を定むるにあり。国体を定むるとは統治権の主体と客体を定むるということなり。本条の明文によれば統御の主体は万世一系の天皇にあり、しかして統御の客体は大日本帝国にあり」、「万世一系とは公法上いわゆる正統（レヂチメート）たることを決したるなり。我が国体にては初代天皇からの皇統が万世一系の正統の君主であるという意なり。他国の憲法においては王朝（ダイナスチノー）すなわち国王の血統を掲ぐるを通例とすれども、我が邦の憲法には別に朝系を掲ぐるの必要なし。すわなち我が国体の正統は万世一系の天皇であるという主義を表出したまでである」と説く。帝国憲法第3条「天皇は神聖にして侵すべからず」については「君主は即ち国家なり。国家は統御の主体なり。もしこれに向かって権力を適用する者あらば、国家は則ち国家ならず。権力をもって侵すべからずとは国家固有の性質なり。神聖にして侵すべからずとは、天皇すなわち国家の本体をなす所の国体なるがゆえなり」と説く。
有賀長雄は帝国憲法の講義において、万世一系という語はおそらく大日本帝国憲法のみであって他国の憲法に存在できないものであり、これこそ日本の国体がシナや西洋の国体と異なることろである、と説く。
憲法発布のころから国粋主義が勢いを増す。明治の水戸学者内藤耻叟は1889年（明治22年）10月に『国体発揮』を著し、我が国の体面で他国に真似できないところは、皇室が土地所有の主・人民の祖先・教化の本・衣食の原であることによると述べる。穂積八束は1890年（明治23年）5月に国家学会雑誌で国家（即天皇）全能主義を主張する。また同月、皇学を称する一派は惟神学会を組織し機関誌『随有天神（かむながら）』を発行する。こうした動きと時を同じくして教育勅語が渙発される。
1890年（明治23年）10月、明治天皇が教育勅語を下す。先に帝国憲法により法理上から国体の根本を示したのにくわえ、さらに教育上から諭すものであり、ここに道徳的な国是を定め、国体に関して不動の解釈を与えた。教育勅語は明治天皇の意思より出たといっても、その一方で国粋主義流行の結果でもある。またその後の国粋主義を涵養する原動力ともなる。勅語に宣わく「朕おもうに、わが皇祖皇宗、国をはじむること宏遠󠄁に、徳をたつること深厚なり。わが臣民、よく忠に、よく孝に、億兆こころを一にして、世世その美をなせるは、これ我が国体の精華にして、教育の淵源また実にここに存す」という。ここにおいて教育勅語を基礎として国体を論ずることが盛んになり、勅語衍義などの解説書が続々と発表される。

### 宗教教育衝突問題
教育勅語渙発と同じ月、加藤弘之が国家学会雑誌に論文「国家と宗教の関係」を発表する。同論文に以下のようにいう（大意）。
神道は仏教や耶蘇（キリスト教）に比べて宗教として最も劣るから、仏教や耶蘇に圧倒されるのは当然である。神道がこのように圧せられるは日本の国体と大いに関係がある。神道は天皇の祖先や人民の功労者を祭るものだからである。

将来、神道が宗教として耶蘇に圧倒されると、皇室の権威に関係するので事態は容易でない。このため、どこまでも従来のどおり神道を宗旨の外に置く必要ある。耶蘇教徒であっても天皇の先祖である神に拝礼することは耶蘇の主義に背くことにならないだろう。
以上のように論じる加藤弘之は、その3年前に「徳育方法案」と題して演説し、神仏儒に耶蘇を併せて小学校の徳育科に施すべしと主張していた。加藤弘之が所論を豹変させることはいつものことであるが、これも時勢の変遷を反映したものと見ることができる。後年にいわゆる「加藤の耶蘇いじめ」はここに発端する。
教育勅語を全国の学校に遵奉させることになると、唯一神を信仰するキリスト教徒は天父以外に頭を下げないためこれを喜ばず、キリスト教系の学校において教育勅語の尊重や天皇の御真影への拝礼を拒む者があった。またそれと直接関係なくても、明治国家の教育に反抗し、国体観念と相容れない思想をもつキリスト教徒もいた。1892年（明治25年）10月、井上哲次郎は、キリスト教が教育勅語と国体に背戻するとという意見を語り、翌月その意見を『教育時論』に載せる。これがいわゆる宗教教育衝突問題の発端である。
そしてキリスト教徒が騒ぎ始めると、井上哲次郎は「教育と宗教の衝突」という一文を書いて二十数種の雑誌で発表し、さらに増補して単行本とし翌年4月に公刊する。同書で以下のように述べる。
- 教育勅語は全く国家主義に立脚する。しかし我が国の耶蘇（キリスト）教徒は教育勅語奉戴に反対し御真影拝礼に反対する。耶蘇教は徹底して非国家的であるから、これも当然の帰結である。
- 耶蘇教は博愛を主旨として家族も他人も区別しない。現世を捨て来世の自己幸福を願う利己的精神であるので父母を重んぜず先祖崇拝も斥ける。神の外は一切平等なので忠君の観念がなく、国家の興亡にも関心がない。このため欧州においても早くもその実力を失ったのである。しかし我が国のキリスト教徒はその事情に無知である。いたずらに我が国体に反することを文明とし、これを信じない者を野蛮ととする。
- 教育勅語は国家主義を標榜し国体の尊厳を保護しようと欲する。これに耶蘇教が一致することはないだろう。仏教が我が国の精神に同化したように耶蘇教も同化するならば、あながち排斥すべきではない。すでに耶蘇教は我が国体に矛盾せず、また忠君の教えを含むと弁護する者がいるが、牽強附会（こじつけ）でしかない。以上[195]。

これに対してキリスト教徒は全力で争い、仏教家も参戦し、学者も教育家も文筆家も皆この問題に口を挟み、単行本だけでもキリスト教を排斥する側が二十数種、これを弁護する側が十数種、その他に新聞・雑誌・講演にこれを論ずるものは数百種にのぼり、侃々諤々として議論が続く。この議論を総じて見ると、排斥側は井上哲次郎の所論を祖述するものであり、弁護側はこれに答えて、聖書にも忠孝を標榜する語が一つ二つあるとか、宗教の分野は政治教育の類いと全く別分野であり両者が衝突することはないとか、キリスト教は非国家主義であるが反国家主義でないとかと弁じる。排斥側がキリスト教の社会上政治上に害を及ぼした例を挙げると、弁護側は西洋文化の輸入、女子教育の向上、学校外の道徳心の涵養などは主にキリスト教のおかげであると応じる。弁護側が非キリスト教徒を旧弊・頑迷・退歩であると蔑むと、排斥側は、理学が進歩し進化論の発達した今日において迷信にすぎないキリスト教を今さら新思想であるともてはやす信徒こそ最も頑迷であると罵る。最後は論敵の人格攻撃に及び、互いに犬糞的応酬をするに至る。
- （排斥側）磯部武者五郎「政教時論」に曰く、キリスト教は我が国体、すなわち我が国家の特性に適合しない。我が国体は万世一系の天皇を奉戴するを唯一の元素とする。キリスト教は唯一ゴッドに奉仕し、未だに天皇を奉ずることを宣明しない。我が皇国の国体では民の守るべき徳義は敬神・尊王・愛国の三つである。キリスト教はこれと両立しない。博愛を主義とし敵を愛すべしと主張するキリスト教は日本魂と合わない。当然排斥すべきである、と[197]。
- （排斥側）中西午郎「宗教教育衝突断案」に曰く、耶蘇教は、全く非国家主義であるとはいえないものの、我が国体と全く並立できない。我が皇統は天孫であり日本国民は同祖であるという天啓的歴史が国民の脳裡を支配し、忠君愛国の感情は万古を経て不滅である。教育勅語はこの国体に基づいて国民教育の方針を示したものなので耶蘇の教義と合わない。耶蘇教は、君父と他人を差別せず、自国と他国を差別しないので、我が国体と相容れない。儒教・仏教や憲法制度は外国由来であり我が国体と多少衝突したが結局同化した。耶蘇教も同化すれば不可でない、と[198]。
- （排斥側）杉浦重剛「教育弁惑」に曰く、欧州諸国が東洋諸国にキリスト教を扶植しようするのは、名を博愛に借りて実は欲のためである。世界同胞主義の博愛は実行不可能である。日本人の一部がこれを迷信するのは心外である。空想に生まれたゴッドは理学の発達と両立しない。我が国体は皇室を最貴最尊と仰ぐ。キリスト教徒がその教義に忠義の旨もあると弁解するのは牽強（こじつけ）である。そうであるなら何故に御真影や教育勅語の礼拝奉信を拒む信徒を除去しないのか。今後キリスト教が我が邦で隆盛するには、勅語に違背する所を除き、理学に疑われる所を掃わらなければならない、と[199]。
- （弁護側）小崎弘道「基督教と国家」に曰く、汝の隣人を愛せよというのがキリスト教の綱領である。人を愛する教えなので国を愛するのはもちろん、国君に対し忠節を尽くす事あるのをその教えの主旨とする[200]。
- （弁護側）植村正久「今日の宗教及徳育論」に曰く、人類を囚えて自国の観念に禁錮するのは陋俗な国家主義国粋論者の迷夢でしかない。キリスト教は神を愛する主義を第一に置き、その制限の下に自己を愛し他人を愛する。愛国も同じである。正義の愛をもって国を愛す。君主に対するときもこれと大同小異である。君主を重んずべきは新約聖書に明文を載せている。キリスト教は決して不忠の道を主張するものではない[201]。

仏教徒がキリスト教排斥に加担したことも見過ごせない。キリスト教が日本の国体と相容れないのはそれが世界的であって国家的でないからだとすれば仏教も根本義は世界的である点でキリスト教と同じであるが、仏教徒はキリスト教排斥に加担した。キリスト教徒はこの点を指摘し、たとえば大西祝は、世界的であるために我が国体を破壊すると言うならば仏教はもちろん儒教も哲学も理学も詩歌も同じであるのに何故にキリスト教のみを論難するのか、と高調した。仏教徒は聞こえないふりをしてキリスト教攻撃を続け、さらに進んで仏教は国体と深い関係があると論じるに至った。その代表は井上円了である。
井上円了は仏教哲学者であり哲学館（後の東洋大学）を設立した。宗教教育衝突問題以前の1889年（明治22年）9月に『日本政教論』を著して、皇室と仏教が不可分であることを論じた。同書に曰く、仏教は古来皇室と関係深く、また国家鎮護の一助であった。すなわち名実ともに仏教をもって国教に組織したものである。もしこの縁故を廃すれば歴史上の事実を廃することになり「皇室国体の永続を期すること難しかるべし」。歴史上縁起深い寺院を保存し、その宗教を特待しなければならない、と論じた。そこにたまたま宗教教育衝突問題が起こり、井上円了がキリスト教排斥に加担しつつ国体と仏教の関係を説いたものが『日本倫理学案』と『忠孝活論』である。1893年（明治26年）1月著『日本倫理学案』に云う。
- 国が異なれば国体も異なる。その国の独立を継続する限り特有の国体を維持しなければならない。教育も道徳も国体を基に組織しなければならない。上古から中世まで、我邦教育宗教等は、大抵シナ三韓インドから徐々に入って来たが、自然に国風に一変し、国体を維持することを目的するようになった。今後の方針も、あくまで国体を基礎としなければならない。
- 我邦の国体が万国に卓絶するわけは皇統一系天壌無窮の宝祚を戴くことにある。その原因は次の三か条である。(1)皇室あって後に人民あること、(2)君臣が一つであること。(3)忠孝一致を人倫の大本とすること。
- 人民はみな皇室の臣下であり同時にその末裔でもある。したがって君臣一家、忠孝一致を知るべし。この美風は単に倫理上の一国の精華であるだけでなく、国家の団結を鞏固にして国務を強大化するのに大いに有利である。以上[205]。

同年7月著『忠孝活論』は次のように云う。
- 我が国体を論じるには客観・主観の両面から観察しなければならない。
  - 客観上、物界にあって我が国が気候温和・地味豊沃・風景秀美であることは世界に比類ない。また人界にあっては上に一系連綿で一種無類の皇室がある。厳然と永存するものであり、禅譲放伐（革命）により立つものと異なる。
  - 主観上、心界にあっては古来一種の霊が大和魂を成す。精誠な忠孝を発育し、これにより一種神聖な国風を形成した。実に我が国は神国というべきである。
- 皇室は太古純然の気が今日に永続したものであり、すなわち神聖の皇室である。臣民は皇室の分派であって神子皇孫の末裔であり、すなわち神聖の臣民である。そして我が国の忠孝は、臣民の精神界に固有する霊気の発動であり、神聖な皇室から分賦された徳性であるので、この忠孝もまた神聖の忠孝である。以上[206]。

井上円了はここで敢えて仏教に言及しないが、その附録に「仏門忠孝一班論」を添え、仏教にも忠孝の原理があると論じ、仏教を国家主義に結びつけている。

### 君主国体説
1891年（明治24年）2月、カール・ラートゲン講義録『政治学』が翻訳出版され、君主国体という訳語が用いられる。ラートゲンはドイツ人政治学者であり、1882年（明治15年）から1890年（明治22年）まで御雇い教師として帝国大学で政治学を講じていた。阪谷芳郎の聴講ノートに「Forms of State and Government」という章がある。翻訳書では「国体及政体」と訳された。

ラートゲンは「国体及政体」で、理論上・歴史上に国家を分類し、その性質・発達を考究しようとするならば、国体・政体・憲法について、その意義・区別・関係を了解する必要があるとして、次のように講義する。
国体とは国家の形式という意味である。国体を定めるというのは、国家統御の主体と客体を定めるという意味である。
君主国体とは、国家統御の主体を君主として、国家と君主がその本体を同じくし、国家統御の客体を国土と国民より成立するものを称する。
民主国体とは、国家統御の主体を国民全体、すなわち国民の総意として、国家統御の客体を国土国民の各個より成立するものを称する。
政体とは政治の形式という意味である。政体を定めるというのは、主権の作用に形式を与えるという意味である。国家がその主権を作用するにあたり、自己の意思によるものを専制政体と称し、既定の憲法によるものを制限政体と称する。

憲法の意義は二種類あり、一つは材料上・性質上の意義、一つは形式上・効力上の意義である。性質上から定義すれば憲法とは主権の本体と作用、すなわち国体と政体を規定する諸原則の全体である。効力上から定義すれば憲法とは主権者が憲法と称する法令の全体である。
憲法学者の穂積八束は当初、君主国体の概念を憲法学で用いることに否定しており、1892年（明治25年）の講義録で「国体の区別は、君主国、共和国、立憲国等の名称をもってする例ありといえども、これ皆政治論上の区別にして、法理に関係なきものなり」と断じ、翌年も繰り返し同じ趣旨を講する。
時の文部大臣井上毅は、国民教育の基礎として日本古来の国体と明治の政体との要旨を授ける必要があると考えていた。1893年（明治27年）4月、井上毅は山崎哲蔵という人物に初めて連絡をとり食事に誘う。山崎哲蔵はラートゲン『政治学』の翻訳者であり、君主国体という訳語を生み出していた。井上毅は同年夏に穂積八束に指図して小冊子を執筆させ、そのなかで君主国体についても論じさせる。井上毅はその公刊を計画していたが、その点検を終えたところで病死したため公刊の計画は頓挫する。ただ、穂積八束はこの年の講義から、およそ憲法を論ずるにあたっては国体の如何に注目すべきことを講じ、翌年の講義で憲法学上の君主国体説を明確にする。講義に曰く、国体は主権の所在によって区別され、政体は主権を行使する方法によって区別されるのであり、主権が一人に掌理されるものを君主国体と称し、我が帝国の国体は純粋なる君主国体である、と。

### 日清戦争後の国体論
日本国内で保守的国粋主義が台頭しつつあるときに、日清戦争で日本が予想外の大勝を挙げ、日本人が自国の実力を認るようになると、日本のナショナリズムが盛り上がりを見せる。従来は国粋保存といっても漠然としたものであったが、日清戦争後は国粋主義の内容が明瞭になる。このため、この時代を自覚時代と呼ぶ者もいる。
日清戦争の勝利や治外法権の撤廃などを背景に、欧米の論理に囚われない日本独自の国体論が新たな形で登場する。すなわち、日本の国民を先祖を同じくする一大家族に喩え、皇室を国民の本家に位置付ける家族国家論が流行し始める。
1897年（明治29年）9月、穂積八束が『国民教育 憲法大意』を発行する。これは2年前に穂積八束が井上毅の指図を受けて執筆した小冊子であり、日清戦争中に井上毅が病死したことでお蔵入りになっていたものを、この時改めて出版したのである。その第2章「君主国体」で次のように説く。
- 国体は主権の所在により分かれ、政体は統治権の行動の形式により分かれる。特定の一人がその固有の力により国権を総覧し国を統治するものを君主国体と称する。憲法で国家統治の大則を定め、国会・政府・裁判所の統治機関を設け、立法・行政・司法の権を行うものを立憲政体と称する。我が帝国は君主国体にして立憲政体によるものである。
- 君主は固有の権力によって統治する。憲法の委任によって民衆の代表者として君臨する類いは、君主と称していても純正な君主制ではない。外国の歴史には皇帝を称して主権者でない例が往々にしてある。
- 君主は国権の全般を総攬する。統治権の本体と作用とを併せ持つということである。その一部を欠くものは君主制の本領ではない。憲法により統治の機関に国権の行使を司らせても主権は君主に存する。なぜならば君主国体における憲法は君主の権力によって制定したものだからである。
- 欧州で国体を論じる者は、君主は国権を国会と分つとか、あるいは君主は国権の本体であるが行使権をもたないとかいうことをもって立憲君主制の本領となすことがある。これは立憲君主を世襲の大統領と見なすものであって、純正の君主制ではない。
- 政体は国を統治する形式であるため、時勢に応じて変遷する。政体は憲法によって定まる。
- 我が国体は建国以来変更したことがない。政体の変更はあったが、常に純正な君主国体の模範を内外に示してきた。明治憲法の制定によりその基礎をますます固くした。
- 憲法は改正してよい。国体は変更してはならない。国体の変更は帝国の滅亡である。以上[215]。

穂積八束は翌年6月に『国民教育 愛国心』を著す。日本の国体と先祖教との関係を説き、国家主義の気炎を揚げ、以下のように説く。
- 日本固有の国体と国民道徳の基礎は祖先教に淵源する。祖先教とは祖先崇拝の大義をいう。日本民族の固有の体制は血統団体である。固有の国民道徳である忠孝友和信愛は、祖先崇拝の大義を源流とし、血統団体の保持を手本とする。堅固な家国の体制は祖先教に基礎があり、これを千古に建て万世に伝えるのは民族の特質であり国体の精華である。
- 血統はこれを祖先に受け子孫に伝える。その団結は永久である。利害で離合断続するものではない。これを統一するのは祖先の威力である。家にあっては家長が祖先の威力を代表し家族に対し家長権を行い、国にあっては天皇が天祖の威力を代表し国民に対し統治権を行う。
- 父母を敬愛しこれに従順する至情をそのまま父母の父母に及ぼすべし。我らの祖先の祖先は天祖である。天祖は国民の始祖であり皇室は国民の宗家である。父母を拝すべし。ましてや一家の祖先を拝すべし。さらには一国の始祖を拝すべし。
- 人は信仰により行動する。限定された人智は宇宙の真理を知覚できないからである。我らの祖先は不死の霊魂があることを確信し、父母の威霊は幽界にあって子孫を保護すると確信してきた。これが先祖崇拝の大義の淵源であり、敬神が国教である所以である。
- 我らの固有の国体民俗は祖先の祭祀を最も重んじる。先祖崇拝の大義は国民の確信に出る。不朽の国体はこれにより基礎を建て、国民道徳はこれにより深厚である。この民を千古万世に保持するのは、この国体の精華である祖先教の力である。
- 国は個人の合衆であるという説は国史の事実に反する。国民は家族制によって分属する。家を合わせて国を成し、家籍を国籍の基礎とする。もし祖先教を打破し家族制を廃止することがあれば、皇室の神聖なる理由を侵犯する恐れがある。
- 国は統治権により保護される民族の団体である。天皇は統治権を天祖に受け皇胤に伝える。皇位は天祖の霊位である。天皇が国民を保護するのは天祖に対する任務である。国民が皇位に忠順であるのは天祖の威霊に服従するのである。
- 先祖教により構成された血統団体は社会の主力を崇拝する。このため法律の本源であるとともに教義の源泉である。崇拝には理由がある。迷信ではない。
- 外国の主権は強大であるために服従され、我が国の主権は神聖であるために敬愛される。以上[220]。

こうした国家主義的風潮のなかで雑誌『日本主義』が発刊される。これより先、1897年（明治29年）5月に柴田峡治が稲垣乙丙、加藤弘之、湯本武比古、品川弥次郎ら数十名の賛同を得て大日本教会を組織した。その主義は「教育勅語を大経典とし、これを社会全般に普及し、感化の実績を収めんと欲す」ということにあった。大日本教会は1898年（明治30年）5月に機関誌『日本主義』を発刊し、その主義綱領を「日本主義によりて現今我邦における一切の宗教を排撃す。我が国民の性情に反対し、我が建国の精神に背戻し、我が国家の発展を阻害するゆえなり。しかしてこれに代えるに国家主義をもってするなり」、「君臣一家は我が国体の精華なり。これ我が皇祖皇宗の宏遠なる丕図（企画）に基づくものにして、万世臣子の永く景仰すべき所なり。ゆえに国祖および皇宗は日本国民の宗家として無上の崇敬を披瀝すべき所、日本主義はこれゆえに国祖を拝崇して常に建国の抱負を奉体せんことを務む」とする。
木村鷹太郎は日本主義のために最も努力した。その意見は1898年（明治31年）3月に公刊した『日本主義国教論』にあらわれている。同書に以下のようにいう。
- 日本主義は保守的国粋主義でなく、卑屈な外国崇拝でもない。日本の自我を守って生物学の原則に従い、外来の文物を我に同化し、自我を養い、自主の実現を期するものである。
- まずは国教を定める。国教とは、国家が目的・主義・理想を定め、国民にその信奉を求め、その教育を努めるものをいう。つまり国民精神の統一である。そして国家が国民の精神を統一しようと思えば、思想・道徳・宗教・嗜好・祭礼節などを統一し、少しでも国家の目的と理想に合わないものは全て禁止する。特に宗教において国家主義の理想を害するローマカトリックやギリシャ正教やイエズス会などは厳禁する。国家の精神に反する自由は許可しない。
- この意味においての国教は以下のものを基礎条件とする。
  - 国民性が表れ、国体と和合し、国家的であり、歴史上国体を汚したこともなく、国家的生物原理に適合するもの、
  - 快活にして心身ともに健康であり、希望進歩の念を持ち、厭世悲哀を誘わないもの、
  - 教理上も実践上も国体に従い、皇室と密接なる関係を有し、皇室に中心を置き、皇室を至上と崇めるもの、
  - 精神の高尚優美を貴ぶと同時に、実際を重んじ質実を奨励し実力を養成することを教えるもの、
  - 国民的国家的であるため祖国を愛し、平和を理想としても尚武の精神を有するもの、
  - 健全な精神の美術を生み出し、教育的であって科学に反せず、迷信を唱えないもの、
  - 女子を卑しまず、女子に相当の位置を認めるもの、
  - 日本を世界の中心と考える、国民的自信、大抱負を有するもの。
- 我が国の歴史は全て以上の理想によって発展してきた。
- 我らの神とは、我ら国民の祖先とし、国家の至上とし、その徳、その至上権において、我らの理想として崇拝するものである。

以上のような思想を木村鷹太郎が『日本主義』誌上に掲げたところ、すこぶる反響が大きかったという。
高山樗牛も雑誌『日本主義』同人であり、木村鷹太郎とともに日本主義のために努力する。高山樗牛はその主張を雑誌『太陽』に続々と発表する。まず『太陽』明治30年6月号に「日本主義を賛す」と題して以下のように主張する。
- 本邦建国の精神と国民の特性をかんがみ、我らの国家の将来のため、ここに日本主義を賛する。日本主義とは国民の特性にもとづく自主独立の精神によって建国当初の抱負を発揮することを目的とする道徳的原理である。
- 我らは日本主義によって一部の宗教を排撃する。これを国民の性情に反対し、建国の精神に背戻し、国家の発展を阻害するものと見なす。
- 宗教とは現実に到達できない超自然的理想を思慕する信念である。西洋では宗教が文化に大きな影響を及ぼしたが、我が国ではそうでない。仏教も表面上行われたに過ぎない。
- 我が国民の思想は本来現世的である。多少幽界を観想することがあっても現世的思想に比べれば言うに足らない。社会的生活を尊び、国民的団結を重んじ君民一家・忠孝無二の道徳を維持するのは現世的国民として皇祖建国の偉大な企図を大成する運命を担う所以である。
- 宗教は国家の利益と矛盾する。国家は現世に立ち、宗教は来世を尊ぶ。国家は差別を立て、宗教は平等を説く。
- 国家は人類必然の形式である。人は一人で生息できずに家族を成し、家族だけで生活できずに社会を生じ、社会の上に主権を定めてこれを統御する。要点は民衆最大の幸福を企図することにある。この理想は仏教やキリスト教のような宗教と決して相容れない。これが日本主義を立てる理由である。
- 君臣一家は我が国体の精華である。これは皇祖皇宗の宏遠な企図に基づくものであり、万世にわたり臣子が永く仰ぐべきところである。ゆえに、国祖と皇宗は日本国民の宗家として最上の崇敬を受けるべきであり、日本主義は国祖を拝崇して常に建国の抱負を奉体しようと努める。以上[224]。

高山樗牛は続けて「日本主義と哲学」「日本主義に対する世評を慨す」「世界主義と国家主義」「宗教と国家」「基督教徒の妄想」「国家的宗教」「国家至上主義に対する吾人の見解」「国民道徳の危機」等の論文を発表し、日本主義を高唱する。「基督教の逢迎主義」では、キリスト教が国体に迎合しようとするのを笑い、どれほど迎合しても抜本的に改変しない限り日本主義に容れることはできないと説く。また「我国体と新版図」と題して国家主義を論じ、君民一家の国体を次のように主張する。
- 我が国体が世界に冠絶することは、我ら国民が内外に誇るところである。この天下無双の国体は要するに君臣の特殊な関係に由来する。すなわち、国土は皇祖皇宗の創定したところであり、国民は概ね神孫皇族の末裔であり、皆この域内に生息し、一系の皇族に奉仕してきた。皇室は宗家であり、国民は末族である。建国当初の家長制度は二千五百年を経てその範囲を拡張したが、その本来の精神は変わらない。我が国体の特性はこの君民一家という国民的意識に起源する。
- ある論者は、君民一家の国体について、これを重視すれば新版図の民を包含するのが難しくなると指摘して、これを非難する。この新版図の問題を如何するか。それは権力関係しかない。内に君民一家の鞏固な国体をつくり、その力をもって新版図に臨み、一面に仁恵を施すしかない。以上[226]。

高山樗牛はまた「国粋保存主義と日本主義」と題して、明治20年後に起った反動的国粋主義と日本主義との違いについて次のように述べる。
- 国粋保存主義と日本主義は系統が同じだが内容が異なる。日本主義は世界の時局に対処し、国家の独立進歩と国民の安寧幸福を保全するため、適切な国民道徳を立てることにより人心を統一する。
- 縦は過去の歴史に成功や失敗の跡を訪ね、横は世界の大勢に興亡の理を求め、国体・民性を中心に内外の事物に対し精緻な考察を加え、これにより一国の思想を期する。
- 日本主義は、国家の独立と国民の幸福を保全するため、国体の維持と民性の満足を二大制約とする。この二大制約を中核として内外の文物に対し公平な研究を試み、その研究結果により取捨選択を行う。以上[227]。

湯本武比古も雑誌『日本主義』の同人である。雑誌『日本人』明治31年3月号で発表した論文「日本主義を主張する」は日本主義流行の一面である。曰く、我らは日本主義を主張するといっても敢えてみだりに排外を主張しない。国体の精華すなわち国粋の保存を説くといっても敢えてみだりに自己を過大評価しない。旧来の陋習に恋々とすべきでなく、国家の文明富強を進め皇基を振起すべきため智識を世界に求める。ただし西洋の開化を学ぶのは、開化そのものが目的ではなく建国の精神を発揮するための方便である。我らはこの主意により日本主義を主張し国粋保存を説く。これを従来の偏狭頑固と同一視しないことを望む、と。湯本武比古はさらに「帝国主義」と題して曰く、近ごろ急に帝国主義が台頭したが、その意義には一定の説がない。我が国においては欧州の帝国主義をそのまま用いる必要がない。皇国主義すなわち帝国主義とすれば、憲法発布勅語の旨を奉体すれば間違いない、と。
日本主義は、強烈な反響を呼んだが、次のような多少の反対論もあった。
- 姉崎正治いわく、日本主義はその根拠を歴史研究で証明すべきだが、今のところ外形のみを宣揚して内実を示していない、と。
- 早稲田文学記者いわく、日本主義には、熱誠も無く、理想も無く、人物も無い、と。
- 中島徳蔵いわく、日本主義は未だ理論的根拠がない、と。
- 釈雲照は、日本主義の宗教排斥に対して、仏教の立場から反駁した。

当時、日本主義の勢力は強烈であった。例外として久米邦武が1899年（明治32年）2月に、国体論なるものは恋旧心から起った迷想であると断言したこともあったが、世間一般に日本主義的理想をもって国体観を発表したものが多い。たとえば同年の加藤弘之「日支両国の国体の異同」、林甕臣『帝国教典』、1900年（明治33年）鳥尾小弥太『人道要論』、1901年（明治34年）小柳一蔵『人道原論』などがある。同年、湯本武比古と石川岩吉の共著『日本倫理史稿』は建国神話を叙述し「この国体は即ち我が国家主義の倫理思想を胚胎し来たるものなり」と述べる。

### 日露戦争と国体論
1904年（明治37年）1月談判破裂して日露戦争始まった。当時としては日本未曾有の大戦争において、愛国の気勢が熾烈を加え、国体を擁護すべき所以が更に盛んに唱道される。たとえば同年6月に日比野寛が教育勅語の解説書として著した『日本臣道論』は、国体に関して次のように論じる。曰く、我ら臣民の忠孝は国体の精華である。国体とは何かというと、国が存在すれば必ず国体を伴い、国家統治の主宰力を掌握する人の数により国体が異なる。我が帝国は君主国体であり、天下の大権は唯一の聖天子が掌握し、万民は皇室を仰いで奉戴する。至忠は我ら臣民の本願であり、至誠は建国の太古より綿々として我が民族が独有するところである。皇室に献身的奉仕をし、忠勇無二であるのは世界史上に異彩を放つ美点である、と。
日露戦争の戦局が進んで日本が陸戦や海戦で連勝すると国民の意気が昂ぶり、戦勝の要因を探って国体の優秀に及ぶことが盛んになる。井上哲次郎は1904年（明治37年）12月付けで雑誌『日本人』に「日本が強大である原因」と題して、戦勝が国体と関係の深いことを説いて、(1)日本民族が皇室を中心として鞏固な統一を成していること、(2)日本民族が比較的純粋であること、(3)日本文明が今なお壮健であること、(4)一種の武士道が発達したこと、これは全く皇室を中心とする歴史的発達に淵源すること、(5)二千数百年の長い歴史を有すること、(6)宗教に冷淡であり迷信が極めて少ないこと、(7)世界文明の粋を集めてまとめあげつつあること、を列挙する。
日本軍が翌年3月に奉天を陥落させ、5月の日本海海戦に完勝すると、7月には加藤弘之が「吾が立憲的族父統治の政体」と題して講演する。曰く、同じ立憲君主国といっても、欧州諸国と我が国とは異なる。なぜならば、欧州諸国の君主は皆尋常の君主であるが、天皇はこれと違って日本民族の族父であるとともに君主でもあるからだ。我が国は建国以来一帝室が連綿と今日まで続き、しかもこれが日本民族の宗家である。多少は他民族も混合したが、今日は全く日本民族の血統に混じって別民族になっていない。このようにが国は建国から今日まで日本民族の族父たる天皇が君位を保つ国であるので、これを立憲的族父統治国（Die Konstitutionelle Patriarchatie）と称するのを最適とする、と。以上のような加藤の所論は、多くの国体論者が国体の尊厳であって強固な理由として第一に挙げる点である。
国体論は不可侵性を強め、20世紀初頭までにほぼ定着する。これに挑戦した北一輝『国体論及び純正社会主義』は発行禁止処分を受ける。
1907年（明治40年）8月、加藤弘之が『吾国体と基督教』を著す。これは、日露戦争当初から非戦を唱えたキリスト教徒に論戦を挑むものであり、かつて1889～1890年（明治22～23年）頃に国家主義者とキリスト教徒の間で行われた論争を再び引き起こしたものだが、主客の地位が逆転したところに時勢の変化がある。同書に次のように論じる（大意）。
- 宗教なるものが全て迷信であることは今さら論じるまでもない。
- キリスト教も仏教も世界教であって民族教ではないから国家に害がある。人民が世界教を信じれば国家の支配を受ける以外に世界教の支配も受ける。国家は有機体であるから、その分子である国民は万事を国家のために行動すべきなのに、世界教の信者が国家のために身を犠牲にすることはあり得ない。つまり国家主義と合わない。
- 我が国体は、大父である帝室が万世に統治の大権を掌握して臣民を撫育し、族子である我ら臣民が統治を受けて臣子としての道を尽くすというに過ぎない。これは世界唯一の国体である。皇祖皇祖と大功臣を神として崇拝するのは祖先崇拝である。
- 仏教が輸入されて神より尊い仏を持ち出したので、国体が滅びてしまうと当時の廃仏論者は嘆いた。仏教が隆盛になると国体を汚すことが少なくなかった。天皇が三宝（仏・法・僧）の奴と称したこと、本地垂迹説を設けて神を仏の後身としたことなどが顕著な例である。ただ仏教は多少日本に同化した。
- キリスト教は唯一真神なるものを立て、それ以外の崇拝物を全て偶像として排斥する。これが日本の国体と矛盾するのは明らかである。至尊として崇拝すべき天皇の上に唯一真神を戴くなどということは決して国体の許すところではない。以上[237]。

以上のようにキリスト教を排撃する加藤弘之に対し、世論は侃々諤々となり、なかでもキリスト教徒は弁難に努めた。
- 海老名弾正（プロテスタント牧師[239]）曰く、科学主義を称する加藤氏の説が全く我が国体と一致するとは考えられない。御先祖（皇祖）が神として高千穂に天降りしたという事と進化論は矛盾する。加藤氏は進化論者でありながら人君が下等生物の後裔であることに言及しないが、大いに困惑しているに違いない。神こそは人間以上であるから、神に仕える道と君主に仕える道は全く異なる。君主が神の命令に反するならば、断然君主に背いて神に従うべきである、と[240]。
- 山路愛山（メソジスト派機関紙主筆経験者[241]）いわく、古代より儒教・仏教が我が国に入って来て結局は我が国に利益となった。近来のキリスト教も同様の結果になるだろう。国体が生命であるならば、宗教は衣服のようなものであり、身体の成長にしたがって衣服を様々に変えなくてはならない。国の生命さえ盛んであれば外教が輸入されても憂う必要はない。かえって国の利益となるだろう。古来仏教・キリスト教について随分と反対論があっても我が国体が益々盛大になって存在しているのを見ても明らかである、と[242]。
- 石川喜三郎（ロシア正教会神学者[243]）曰く、加藤氏は我が皇帝の上に唯一真神を置いて尊崇するのは我が国体に有害であると論じるが、およそ尊崇すべきものは世の中に様々であり、必ずしも上下をいうべきものではない。唯一真神は宗教上においてこそ人格的のように説くが、学理的にいえば唯一実在、実体などと称するものであって、このような非人格的なものを尊崇することが国体に有害であるならば、たとえば科学法則を尊崇することも不都合でないのか[244]。
- 小山東助（キリスト教に傾倒する思想家[245]）曰く、国家進化論と題し、日露戦争の大勝利によって国体論が健全な発展を失って無謀な国体論と化してしまった。我が国体の進化は外国の開化も採ることに起因したものなので、外国から世界教を輸入しても国体を憂う道理はない、と[246]。
- 浮田和民（熊本バンド）曰く、聖書全般を通じて国体に矛盾する論は少しも無い。加藤氏はキリスト教が国体に大害あると主張するが、キリスト教より儒教のほうが有害である。儒教は堯舜の禅譲（平和的な王朝交替）を理想とするからである。孟子の民主的傾向が最も有害である。古代において我が国体に合わない儒道や仏動が輸入されたのは、つまるところ我が固有文明だけでは間に合わないからである。我が国には古来祖先崇拝があり、中世以来武士道も盛んになったが、これだけでは足りない。今日の日本の国体は族父統治の時代を過ぎ去っている。台湾人もいればアイヌ人もいるし、さらに朝鮮人も満洲人も日本人になるかもしれない。ならば今日に族父統治論を唱えるのは不都合である、と[247]。
- 亀谷聖馨（仏教学者[248]）曰く、仏教が輸入されてから皇室は仏教を重んじ、特に聖武天皇は仏教を廃す時は皇統も廃すぞと宣ったように、国体と仏教の関係は重大であった。伝教大師（最澄）も王城鎮護を標榜して天台宗を開き、その他にも王法為本を教理とし立正安国を眼目とした。こうして仏教は皇室の信仰を得て国体擁護に尽くした、と[249]。
- 井上哲次郎曰く、加藤氏の国体論はあまりに窮屈である。我が国体は神武天皇の時に定まって以降も徐々に進歩発展してきた。国体の形式は一定不変であるが、その内容は複雑な変化を経た。これにより仏教を同化させたのだから、キリスト教を同化させることも出来るはずだ、と[250]。

以上のように加藤弘之の『吾国体と基督教』はキリスト教側だけでなく仏教側その他にも反駁された。内務省神社局 (1921) によれば、加藤弘之は国体を擁護するためにキリスト教を攻撃したというよりも、キリスト教を排斥するために国体論を利用した疑いがある。このため、その論を第三者から見ると、国体に権威を加えず、逆に国体に煩累を及ぼした感じがあるという。
1908年（明治41年）佐藤鉄太郎（海軍軍人）が『帝国国防史論』を著す。同書で国体に論及して曰く「世人あるいは御国体を家族的観念の向上となし、これをシナ思想と同一視する者あり。その根底の不確実にして、しかも浅薄なるは吾輩の嗤うところなり。我が国体は決して家族主義の変化にあらずして、絶対位を中心として確立したる神来の理想的国体なり」と。
1909年（明治42年）5月、佐々木高行（元参議工部卿、侯爵）が國學院雑誌において「国体の淵源」と題して、国民が権威を認めるところを国体と見るべしと論じる。

### 明治末期の国体問題
日本が日露戦争に勝利したのち国体論が盛り上がる時期にあって、国体の問題に関して国民の思想を刺激する事件がおきる。1910年（明治43年）の大逆事件と1911年（明治44年）南北朝正閏問題である。
幸徳秋水ら無政府主義者が天皇暗殺を準備したとされる大逆事件は、それまで国民が夢想すらしなかった大不祥事といわれ、その突発に人々は愕然として、識者は日本の国体を宣明にしなければならないと思い立ち、国体に関する研究が更に盛り上がりを見せる。井上哲次郎が設立していた東亜協会を中心に国体研究会を設けたのも大逆事件の影響であったといわれる。国体研究会の講演は機関誌『東亜之光』に連載される。
山田孝雄が国体論に手を染めたきっかけは大逆事件であったという。山田孝雄は後に文部省『国体の本義』の起草にも関わる著名な国語学・文法学者である。大逆事件に関する報道が解禁された当日、山田孝雄は「深く心に感ずるところあり」として、即日筆を執り、身体論的国家観にもとづく一書を一週日のうちに完成し、これを『大日本国体概論』と題して出版する。同書に「国体は国の体なり。喩えば、人の体あるが如し。人とは何か。之を物理学的に見れば、一個の有機体なり。之を科学的に見れば、各種元素の組織体なり。之を生理学的に見れば、幾多の細胞の組織せる有機体なり」という。ここに見られる類比的思考は西欧で広範に見られる＜自然＞な身体をモデルにした国家有機体説であった。時事新報が「ペストやコレラの病毒の如き」「無政府共産主義の如きものゝ伝来に接し仮初にも之に感染するの偏狂」と表現し、井上哲次郎が「破壊思想の源流」と題して「病気で衰弱した身体にバチルスの入り易い様に毒は直ちに食ひ込んだ」「日露戦後の世間が疲弊した弱身にくひ込んだ病気である」と記し、有機的な国家身体から排除される側であった幸徳秋水ですら「所謂愛国心は実に之が病菌たり、所謂軍国主義は実に之が伝染の媒介たる」ゆえ「愛国的病菌は朝夜上下に蔓延し、帝国主義的ペストは世界列国に伝染し、二十世紀の文明を破毀し尽さずんば已まざらんとす」と同様の比喩を用いた。このように＜隠喩としての病＞は猛威を振るっていた。国家が有機体として想像される時代にあって、山田孝雄はその空気を吸いながら最初の国体論を書いたのだった。
南北朝正閏問題は大逆事件発覚の直後に帝国議会で起こり、国体に関する一大議論を惹起する。南北朝正閏論については、明治時代には大日本史と同じく南朝正統を認めるものが多く、中には南北朝対立説を採るものもあったが特に問題とならずに済んでいた。問題の発端は、国定教科書における南北朝対立に関する編者の所見である。文部省は尋常小学校日本歴史に南北両朝を同等に認め、その教師用参考書に「容易にその間に正閏軽重を論ずべきにあらざるなり」と明記していた。これが皇統一系の国体に反するという理由で一部の小学校教師を激昂させ、やがて新聞記者を動かし、1911年（明治44年）1月19日発行の読売新聞で報じられる。これを読んだ早稲田大学教師の松平康國と牧野謙次郎が善後策を講じ、衆議院議員藤澤元造から帝国議会の質問案として提出することを謀る。藤澤元造は2月16日に質問演説に立つことになるが、政府は百方手を尽くして彼を翻意させ議員辞職に追い込む。
ここに世論が興起する。まず水戸市の教育会が運動を起こし、2月18日に同会長菊池謙二郎から文部大臣に建議書を提出する。建議書に「大日本史が南北朝正閏論を唱道せし以来、これに関する国民の倫理思想は一定し、南朝方の将士は当然忠誠の士にして北朝方の将士は佞姦の輩なりと固く信じて疑わざるところなり」、「もし大日本史の正閏論に誤謬ありて、これに準拠せり倫理思想は大害を生ずるものとせば、これを変改するは正当の業なりといども、正閏論は、国体の上より見るも、史実の上より見るも、また教育の上より見るも、錯誤なきのみならず正当の説なり。いやんや明治三十三年十一月十六日大日本史の撰者たる徳川光圀卿に正一位を追贈せられし時、詔をもって光圀が皇統を正閏し人臣を是非せしことを是認して称美し給いしに於いてをや」という。
また2月21日には国民党が大逆事件ならびに南北朝正閏論に関する決議案を衆議院に提出する。この決議案では、大逆事件について「彼がごとき狂豎を出し、もって国体の尊厳を汚涜する」と断じ、さらに国定教科書について「万世一系の皇祚に対し奉り、敢えて濫りに正閏なしとの妄説を容る」ものとして批判する。衆議院では犬養毅が問責演説に立つが、これは秘密会とされる。3月、貴族院では伯爵徳川達孝や男爵高木兼寛が文部大臣に質問を試み、衆議院では国民党代議士村松恒一郎が質問書を提出する。質問書に「政府、既にその非を認めて教科書の改正に着手したる以上、過去一年間忠奸正邪の別を紊り、国民の思想の動揺を惹起し、国体の基礎を危うくせんとしたるに対し、内閣はなぜ速やかに処決してその責任を明らかにせざるか」と問責する。
この間、大日本国体擁護団なるものが設立され主意書を発表する。3月に国体擁護団は解散し、友声会を結成する。このほか弘道会や丁酉倫理会などがそれぞれ活動し、また新聞雑誌に議論が縦横に出るなどして非常に混乱する。学者も真面目にこの問題を論じるに至り、結局は南朝正統論に決し、責任者である文学博士喜田貞吉を休職処分にし、国定教科書も改訂することになる。5月には史学会より論文集『南北朝正閏論』が出る。6月には文部省が南北朝を吉野朝に改めて教科書を改訂し、問題が決着する。7月には友声会が論文集『正閏断案 国体之擁護』を公刊し、南朝正統を宣揚する。この後も学者たちは、続々と論説を発表し、各種団体を作って南朝正統説を唱える。
南北朝正閏論の主な論者として次の学者を挙げることができる。
- 南北朝対立説は、喜田貞吉、三上参次、久米邦武など[272]。
- 北朝正統説は、吉田東伍、浮田和民など[273]。
- 南朝正統説は、牧野謙次郎、松平康國、穂積八束、井上哲次郎、猪狩史山、笹川臨風、黒板勝美、菊池謙二郎、福本日南、副島義一、姉崎正治、三浦周行など[274]。

国体に関連にさせて南北朝を正閏を論じたものとして例えば以下のものがある。いずれも南朝正統説である。
- 万朝報は「南朝北朝正閏論」という記事を三回連載し、この問題は国体に関することが最も深く、もし皇位が二つあるとすれば国体は国体を為さない、などと論じる[275]。
- 井上哲次郎は「国体上より南朝の正統なるを論ず」という記事などにおいて次のように論じる。曰く、南北朝問題を解決するには国体の立場から見る必要がある。国体は主権の所在により定まる。日本では主権は常に皇位にあり、この国体は万世不易である。しかし過去において一度だけ変がある。すなわち南北朝時代に皇統が二系あったことである。これは史実であるが、国民道徳の立場からはこれを対立と見てはならない。日本では国民道徳の基礎は永遠不変である。なぜならば、国民道徳は国体より出て、国体の基礎は万世一系の皇統であり、この国体が永久不変である以上は国民道徳の基礎も動揺するわけがないからである[276]、と。
- 姉崎正治は『南北朝問題と国体の大義』を著して、歴史家は社会名教上に及ぼす影響を考慮しなければならず、国体の大本が建国とともに定まっている以上、南北朝問題もこれに準拠して解決すべきであることを説く[270]。
- 松平康国は『正閏断案 国体之擁護』所載の論文「史学の趨勢と国体観」において、歴史教育は国体観念の養成に最も重大に関係するから史家は慎重な用意を要すると論じる[277]。

1911年（明治44年）8月、清水梁山という人物が『日本の国体と日蓮上人』を著す。内務省神社局 (1921) によれば同書は「日蓮の国体論なるものを捻出し、牽強附会、もって我が国体と日蓮宗とを結びつけんとせり。その論ずるところ奇怪、ほとんど説くに足らざるものなれど、かくしてまで我が国体と関連を保たんとするところに、当時の思潮を見るべきなり」という。
同年12月には高楠順次郎が『国民道徳の根底』を著し、日本の国体と先祖崇拝の関係を説く。
1912年（明治45年）、加藤玄智が『我建国思想の本義』を著し、祭政一致の肇国主義が日本の国体であると論じて曰く、日本は祭政一致の国柄であり、建国当初は祭政一致をもって成立した。他にも祭政一致の国は数多いが、どれも国民と神とが一定の契約によって保護・被保護の関係を結ぶものであって、日本のように実際の血縁関係にあるものではない。これが日本の国体が特殊である理由である。そして国民一般は、現在の天皇をその神の延長と見做し、いわゆる現人神と信奉する。これが国体の精華であり、万世に益々国家が栄える理由である、と。
同年、丸山正彦（丸山作楽の養子の国学者）が『大日本は神国也』を著して、日本は神聖が基を開き、神孫が継承し、ついに金甌無欠の国体を成立させたので、その神祇の威徳を崇敬することは国体を擁護する所以であると論じる。

## 大正デモクラシーと国体論

### 天皇機関説論争と初期民本主義
時代が明治から大正へ変わる時において、統治権の主体が天皇であるか国家であるかについて憲法学者の間で論争が起こり、国体に関わる事なので論壇で大問題となる。事の発端は美濃部達吉の『憲法講話』である。
美濃部達吉は、大正改元の1年前の1911年（明治44年）夏、文部省が開催した中等教員講習会において憲法の大意を講話し、その講演筆記に多少の修正増補を加え、翌年3月付けで『憲法講話』と題して公刊する。同書では国体について次のように説く。
- 国体に言を借る変装的専制政治の主張を排斥するとして「専門の学者にして憲法の事を論ずる者の間にすらも、なお言を国体に藉りて、ひたすらに専制的の思想を鼓吹し、国民の権利を抑えて、その絶対の服従を要求し、立憲政治の仮想の下に、その実は専制政治を行わんとするの主張を聞くこと稀ならず。〔…〕憲法の根本的精神を明らかにし、一部の人の間に流布する変装的専制政治の主張を排することは、余の最も勉めたる所なりき」と述べる[285]。
- 君主国と民主国を統治権の主体で区別するのは全く誤りだと論じて「国家それ自身が統治権の主体たるもので、君主国も民主国もこの点においては同様であります。君主国と共和国との区別は、もっぱらこの統治権を行う機関が異なるによって生ずるの区別で、決して統治権の主体の如何によるの区別ではない。これを国体と言っても、または政体と言っても、名前は何らでも宜い訳でありますが、ただ国体という語は、従来一般に国家の成り立ちというほどの広い意味に用いられているのが通常で、教育勅語の中にも『これ我が国体の精華にして』云々という語がありますが、これは決して君主国体とかいうようなことを意味しているのでないことは勿論であります。それであるから国体という語を政体と同じ意味に使うことは、混難を惹き起すおそれがあって、むしろ避けた方が正しいであろうと思います。それはいずれにしても君主国と民主国とは統治権の主体の区別であるとするのは全くの誤りであります」という[286]。
- 天皇を統治権の主体とする説は国体に反すると論じて「君主が統治権の主体であるとするのは、かえって我が国体に反し、われわれの団体的自覚に反するの結果となるのであります。〔…〕法律上ある権利を有すというのは、その権利がその人の利益のために存していることを言い表わすのであって、〔…〕もし君主が統治権の主体であると解して、すなわち君主が御一身の利益のために統治権を保有したまうものとするならば、統治権は団体共同の目的のために存するものではなく、ただ君主御自身の目的のためにのみ存するものとなって、君主と国民とは全くその目的を異にするものとなり、したがって国家が一の団体であるとする思想と全く相容れないことになるのであります」という[287]。
- 大臣の輔弼により政治を行うことが日本の国体であると論じて「すべて国務について、君主は国務大臣の輔弼によらなければ大権を行わせらるることが無いために君主は無責任であるのであります。〔…〕我が古来の政体において、藤原氏の時代、武家政治の時代等は勿論、天皇御親政の時代におきましても、その御親政と言うのは、あえて天皇御自身にすべての政治を御専行あらせらるるというのではなく、常に輔弼の大臣が有って、その輔弼によって政治を行わせられたのである。これが実に我が国体の存する所で、これによって国体の尊厳が維持せらるるのであります」という[288]。

帝国大学で美濃部達吉の同僚教授である上杉慎吉は、美濃部の天皇機関説を非難し、この説は天皇が統治権の主体であることを否認するものであり、日本の国体を破壊するものであると指摘する。上杉慎吉は穂積八束の学説を継いで君主国体説に依拠するが、かつては国家法人説・天皇機関説を採っており、1905年（明治38年）の著書『帝国憲法』においてその説を述べていた。同書は1910年（明治43年）4月にも版を重ねていたが、1911年（明治44年）12月付けで公刊した『国民教育 帝国憲法講義』では、君主国体説・国家法人説を維持したまま天皇機関説を放棄する。上杉の新説によれば、機関というのは他人の使用人であり他人の手足である。天皇の意思は最高・独立・絶対的・無制限であり、自己固有の性質によるものである。天皇は国家の機関ではない、という。このように上杉が天皇機関説放棄を明らかにした3か月後に美濃部達吉が『憲法講話』を公刊したのであり、美濃部が同書で「変装的専制政治の主張」と批判したのは上杉の国体論であった。上杉の国体論は、天皇が主権者であることを日本の国体と解するものである。
上杉慎吉は雑誌『太陽』に論文「国体に関する異説」を載せて美濃部達吉に反撃する。上杉によれば、天皇を主権者とする通説に対し美濃部は異説を唱えており、「断じて異説を排斥するの確乎たる自信あり」という。そして上杉は国体について次のように論じる。天皇は統治者であり被治者は臣民である。主権は独り天皇に属し、臣民はこれに服従する。主客の分義は確定して乱れることがない。臣民は統治せず天皇は服従せず。これが国体の解説である。これは穂積八束の説を粗述したものであり、誰もが認めるところでもあるのに、美濃部は独りこれを排斥する。美濃部は天皇を統治権の主体にあらずとし、国家すなわち人民全体の団体を統治権の主体とする。美濃部は我が国を民主国と見なすのである、と。
天皇機関説論争が進行する中、1912年（明治45年/大正元年）7月に明治天皇が崩御する。内務省神社局によれば、日本は国を挙げて悲哀に沈み、慈父を失ったかのように慟哭し、さらに皇室の尊厳に思いを馳せ、ここに皇室を中心とする国体観念に一段の刺激を与えたという。大正時代に入ると、民衆運動が憲政擁護・閥族打破を掲げて桂内閣や山本内閣を倒すために行われる。内務省警保局によれば、この民衆運動は最も顕著なデモクラシー的思想の発露であって、国民思想上の画期として観ることができるという。

明治天皇崩御の前後、井上哲次郎が『国民道徳概論』を著す。これは美濃部達吉『憲法講話』と同様に、前年（明治44年）夏に文部省が開催した中等教員講習会での講義を基にしている。同書では、国体と国民道徳との関係について、日本の国体は万世一系の天皇を基礎として成立し、国法学では主権の所在をもって国体の性質を決めるが、日本の主権は常に皇位にあり、これが憲法制定とともに益々鞏固になったと述べる。また国体と神道との関係について、神道のうち国体に関係あるのは天壌無窮の神勅であり、この神勅が常に日本国民の精神を中心に引き締めると論じる。同書では民主主義が君主国体を調和できることを説いて次のように述べる。
忠君ということに対して、民主というようなことが、段々世に唱道されてきているのであります。中には民本なんという字も使っているが、意味は同じことである。民主主義というようなことは余り大きな声では言わないけれども、何ぞの場合にはそれを言う。しかし民主主義も説きようによっては、君主主義と調和することが出来る。君主というものをチャンと立てて、そうしてこれに対して真心を尽くして仕えるということが人民一般のためになる。すなわち民主主義に合するわけであります。
井上哲次郎は翌年の『東亜之光』2月号でも、民主主義を民本という意味に解釈すれば問題ないとして、次のように述べる。
臣民にヨリ多くの権利を与えるようなことがないというと、いかなる椿事を惹き起こすやも分らぬのであります。民主ということは日本の従来の歴史から見て決して如字的に（文字通りに）了解して言うべきではないのみならず、憲法によってまた然りであるけれども、古来「民は惟れ邦の本なり、本固ければ、邦寧し」というように民本という意味に解釈するのは差し支えない。そうして昔より一層臣民の福利を重んずべきである。これは時勢の変化のためである。
天皇機関説論争でも民主主義は争点の一つになる。人民全体の団体を統治権の主体であるとする説について、上杉慎吉がこの説を民主主義として非難したのに対し、美濃部達吉は、この説を唱える者をすべて民主主義者であるかのように思わせるのは酷い中傷である、と弁じたという。そして上杉は1913年（大正2年）『東亜乃光』5号月に「民主主義と民本主義」を発表し、民本主義と民主主義の用語を厳格に区別して、民本主義は人民のために政治することを意味するが、民主主義は文字通り人民主権論を意味しており君主主義と調和できないと論じる。上杉慎吉によれば、デモクラシーという語は民主（人民主権）の意味にも民本（人民のための政治）の意味にも用いられ、西洋君主国でデモクラシーを称するのは民本の意味であるという。ただし、内務省警保局によれば、西洋でデモクラシーという語が上杉慎吉のいうように単に人民のための政治だけを意味することがあるかどうか不明であり、少なくとも西洋君主国で称するデモクラシーはその意味ではないという。 

上杉慎吉からの攻撃に対し美濃部達吉は様々に弁ずる。その中では1913年（大正2年）に『東亜之光』の3月号から5月号にかけて掲載した論文「所謂国体論に就いて」が最も詳しい。美濃部達吉は同論文で以下のように言う（大意）。
このごろ国体論、特に国体擁護ということが盛んに唱えられている。これは実は反立憲思想に他ならない。すなわち憲法が布かれたのに対し、保守的反動思想を抱く一部の人が国体論に名を借りて世を騒がしているのである。国体についての論争ではなく、立憲思想と反立憲思想の争いである。
一つの論点は、統治権の主体についての学理的な問題である。国法学上、国家は統治権を固有する団体であるとし、したがって統治権の主体は国家自身であるとする見解に対し、彼らは我が国体を破壊するものであるといい、我が国体は君主自身が統治権の主体でなければこれを維持できないという。もう一つの論点は実際の政治に関するものである。政党政治や議院内閣政治を我が国体の容れないところであるとし、特に最近の政治の動揺（大正政変）を国体の危機であるとする。実はこれらの問題は国体と関係がない。
我が国は万世一系の天皇これを統治する国体であり、これは動かしてはならない。問題は天皇が国家を統治するという事の解説に係ることであり、少しも国体に触れない。これを触れたとするのは中傷である。
世の国体論者の中には、日本の国家は外国の国家と全く異なるものと考え、日本の国家にのみ特別の見解を採ろうとする者もいるが、甚だしい誤りである。国家の本質の問題は国体論と無関係である。国体は一国特有であり、国家の本質は各国共通である。ゆえに憲法の明文に拘って国家の本質を解しようとするのも誤りである。

君主は統治権の主体であるという考えは、国家を君主の私有物とみなすものであり、我が国体に容れるものでない。君民が一心同体をなし、和衷協同（心を合わせ互いに協力する）、ともに国家の進運を輔翼し、その間に少しも障りがないことが、我が国体である。

### 大正初期の国体説
大正初期には、国体の主要問題である統治権の問題について議論が沸騰する。これは、天皇機関説論争が国体に関わる事として論壇で大問題となったからである。
1913年（大正2年）3月、朝鮮総督寺内正毅（後の首相）題字、加藤弘之序文、加藤房蔵著作により『国体擁護 日本憲政本論』が公刊される。同書に曰く、憲法の擁護とか責任内閣とか憲政有終の美とかいうのは当世通俗の流行語であって、それはつまるところ政党の意向によって天皇の大政を左右しようとするものであり、明らかに国体の破壊であり、憲法違反である、と。
同年同月、川面凡児が『国体淵源 日本民族宇宙観』を著す。著者は以前から大日本世界教というものを唱え、日本の神道を基本として在来の宗教を総合統一するという全神教なるものを主張していた。同書によると、我が国体は神代より遺伝する宇宙観に淵源し、天御中主尊の旨を奉じて修身・斉家・治国・平天下を理想とする、という。
同年5月、石川岩吉が『国体要義』を著す。著者は国学院大主事と皇典講究所幹事を兼ね、のち昭和に東宮傅育官、宮内省御用掛、国学院大学理事長兼学長に就任する。同書では、国体という語に様々な用法があることを説き、要は、神代の初め、イザナギ・イザナミ両神が国土を修理固成して三貴子（天照大神・ツクヨミ・スサノオ）を得て、天照大神による天孫降臨・天壌無窮の神勅があって、国体の基礎が定まった、と論じる。

同年11月、筧克彦が『国家の研究』を著す。著者は東京帝国大学法学部教授でありながら、古神道に基づく「神ながらの道」に帰依し、教室でかしわ手を打つなど奇矯な言動で知られるが、天皇機関説論争に関しては穂積八束らの天皇主権説を国体に反する権力主義として批判した。『国家の研究』では以下のように説く（大意）。
皇国は、表現人である神聖な自主者・総攬者（天皇）を戴くことを離れずに成立し存在している一心同体である。この意味をもって君臣の分が定まり、古来動揺することがない。これが皇国の国体である。国体とは建国法により定まっている国家の体裁である。
国体は政体と厳格に区別しなくてはならない。政体とは、建国法より下の憲法などによって定まっている国家の体裁であり、これは社会各般の事情に応じて変遷するものである。今日の立憲制度は憲法により定まっている政体である。政体はますます変化発展する必要があり、国体がますます不動強固になるのは必然である。
皇国が精華である理由は、その国体が健全であるからである。なぜ健全であるかというと、国体は随神（かんながら）道、すなわち古神道の大理想・大信仰に基づくからである。

皇国の国体は、各人の真情に存する和魂（にぎたま）を主義として、荒魂（あらたま）を滅却することにある。皇国の国体は現世の秩序を尊重することを精神とする。皇国の国体はこの博大な和魂と、それが現れた仁忠と離れずに存在する本来の一心同体の発揚を旨とする。本来の一心同体を主体とすることをもって皇国の国柄となす。
同年5月に東郷吉太郎が『御国体及其淵源』を著し、君臣一体、忠愛一本の国体を詳説する。
1914年（大正3年）『東亜之光』8月号にFS氏なる人物が「所謂民本主義は無責任的国体」という文を載せる。

### 第一次世界大戦と国体
1914年（大正3年）夏、第一次世界大戦が勃発する。これは世界未曾有の大乱であり、その惨禍は思想界に動揺をもたらす。思想の動揺は大戦初期から徐々に始まり、大戦末期に近づくにつれて表面化する。特に大戦末期のロシア革命と米国参戦により、過激思想と米国流のデモクラシーが日本に押し寄せる。ある者はこれを利用しようとし、ある者はこれを排除しようとし、思想界は未曽有の混乱を呈する。しかもこの間、自由思想も国民教育の普及と新聞雑誌の勢力増大により徐々に内発的になってゆく。
第一次世界大戦の勃発により欧米においてデモクラシー論が盛んになり、日本もその影響を受けてデモクラシーの論議が増えてゆく。明治末年に民本主義という言葉を造語したといわれる茅原華山は1915年（大正4年）1月『中央公論』誌に「新しき世界 将に生まれんとす」と題し、民衆の政治的・経済的勢力が増大する傾向を紹介する。同年4月『太陽』誌上に織田萬が「戦争とデモクラシーの消長」を説き、千賀鶴太郎が「民主主義と開戦」と題して第一次世界大戦とデモクラシーの関係を述べるなど、デモクラシーの議論が広がっていく。同年10月には鈴木正吾が『新愛国心』を著す。同書に次のように言う。
- 序文で曰く「日本に民本政治を実現せしめんとする努力の足跡である」と。

- 「光栄なる謀反人」という節で曰く「我らは危険思想家・謀反人という言葉を、官僚思想に対する危険思想家、官僚政治に対する謀反人という意味に解釈して、躊躇なく承認する」と。
- 「民本政治へ」という節で曰く「『人民のために人民が作った人民の政府』を実現することによって日本人の真の国民性が出て来る」と。
- 「革命の行進曲」という章で曰く「鐘が鳴る、鐘が鳴る」、「偶像の断末魔」、「日本人の美しい偶像は時々刻々と破壊せられて行く」と。
- 著者らが携わる雑誌『第三帝国』でいうところの第三帝国とは「政治的の意味における民本主義である」「デモクラシーが政治の上に現れた帝国である」といい、「そういう帝国を速やかに建設しなければならぬ」、「偶像を片端から壊していかなければならぬ」と主張する。

国体論者は、民本主義の中に日本の国体を害するものがあるかもしれないと恐れ、これに対抗してますます国体を宣明しようとする。ただし従来と異なる新しい国体論が登場したわけではない。当時の主な国体論として、佐藤範雄『世界の大乱と吾帝国』、廣池千九郎『伊勢神宮と国体』、市村光恵『帝国憲法論』、大隈重信『我国体の精髄』、千家尊福『国家の祭祀』、深作安文『国民道徳要義』などがある。
1916年（大正5年）1月、吉野作造が『中央公論』に「憲政の本義を説いて其（その）有終の美を済（な）すの途（みち）を論ず」と題して百頁を超える長大な論文を掲げて民本主義を鼓吹する。吉野作造は民主主義と民本主義を区別する点で上杉慎吉と同じであるが、上杉の民本主義が単なる善政主義に過ぎないのに対して、吉野の民本主義は善政主義に民意権威主義を加え、民意権威主義の要求として参政権拡張と議院中心主義を主張する。吉野の民本主義論は大きな反響を呼び、上杉慎吉、室伏高信、茅原華山、植原悦二郎、大山郁夫など、いわゆる民本主義論者の反対批評を受ける。このほか津村秀松、永井柳太郎、安部磯雄、小山東助などが民本主義を論じる。これらの中では室伏高信の説が異彩を放つ。
1916年（大正5年）7月、内務省神社局長塚本清治が地方官会議の席上で「敬神思想の根本及び国体の関係」を説く。その後『国学院雑誌』に国体に関する論説が数々載る。すなわち、同年11月号に植木直一郎が「国体の基本」と題して、日本の国体が特殊である所以を論じる。翌6年1月号に白鳥庫吉が「国体と儒教」と題して、日本の国体と儒教が異同するところを述べ、同月号に市村瓚次郎が「国体と忠孝」を載せる。河野省三は同年8月号に「我が国体」を載せ、さらに翌月『国民道徳史論』を著し、その第4章に「我が国体」と題して一層具体的に説明する。

### ロシア革命と米国参戦の影響
1917年（大正6年）春のロシア革命と米国参戦により、デモクラシーの波が日本に押し寄せる。米国ではウィルソン大統領が第一次世界大戦に参戦する理由を「民主主義にとって世界を安全にするために」と演説する。米国が民主主義のために戦うと称したことで日本でも民本主義論がますます盛んになる。また、ロシア革命は世界を震撼させる。日本の新聞雑誌にも革命気分に乗じた記事論説が増える。
同年5月、寺内正毅内閣は内閣訓令第1号を発して曰く、欧州戦役の影響は全世界に波及し、その関係するところは単に政治上経済上にどどまらず思想上風教上にも及び、誠に恐るべきものがある。この時にあたって政務の職司にある者は、すべからく立国の大本に鑑み国体の尊崇すべきを思い、国情の異にする海外の事例に左右されずに帝国憲法の根義に考え、自重して適従するところを誤らず、紀律を守り一意に奉公し至誠を君国に尽くし、それによって国民の模範であるべし、と。また、同月、地方官会議において内閣総理大臣が訓示して曰く、近時言論界の風潮は大変に放漫に流れ、好んで危険過激の言論をもてあそび、卑劣猥雑の記事を掲げて国民の思想を誘惑し、そして国体の本義を誤り皇室の尊厳を汚し純朴な風俗を壊す恐れがある。いやしくも国体を破壊し秩序を紊乱し人心を蠱惑するような記事論説は厳重に防ぐ道を講じなければならない。言論界は外国で勃発した政変（ロシア革命）を引援して我が国体に論及するものがある。地方当局者は適宜善導し安寧秩序を保持すべし、と。
同年9月寺内内閣は臨時教育会議官制を公布する。これより4年前、教育勅語の趣旨を徹底して学制を改革することが十数年来の懸案であったため、貴族院の建議に基づき、文部大臣管下に教育調査会を始めて設けた。教育調査会は調査を進めたが懸案の解決に至らなかった。1917年（大正6年）教育調査会を改め、内閣総理大臣直属に臨時教育会議を設け、組織を改造し調査に周到を期することになる。その官制は3月のロシア革命直前に立案され、翌月閣議決定されたが、その後6か月の時を経て、9月に上諭案を改めて再び閣議決定を取り直し、異例の上諭を付して公布される。その上諭に曰く、朕、中外の情勢に照らし、国家の将来に考え、内閣に委員会を置き、教育に関する制度を審議させ、その振興を図らせる、と。官制公布の翌月、臨時教育会議について寺内総理大臣が演示して曰く、我が帝国は万世一系の天皇を戴き、君臣の分は早くに定まり、国体の精華は万国に卓越する。ここに教育勅語の趣旨が存する。欧州大戦勃発以来、交戦各国は戦火の間に学制の革新を図り自強の策を講じている。我が帝国も教育を一層盛んにして国体の精華を宣揚し堅実の志操を涵養して自強の方策を確立すべし。もし欧米の学制を模倣することばかり急いで知らず知らずに国体の精華を傷つけることがあれば国家の憂患はこれより大きいことはない、と。臨時教育会議の中心人物は総裁平田東助、副総裁久保田譲、貴族院議員小松原英太郎、同一木喜徳郎、同江木千之、そして文部大臣岡田良平である。いずれも元老山県有朋の直参子分である。
1917年（大正6年）10月、内務省警保局長永田秀次郎が私人の資格で「民本主義に対する理解」を発表する。曰く、日本において発達した尊皇愛国の思想は、君民一体、民を本とする（民本）君主主義である。外国のデモクラシーは人民の人民のための人民による政治かもしれないが、これを日本に移し替えれば「民意を暢達せしむる政治」または「万機公論に決する政治」に当たる。前者は我が国建国以来の大精神であり、後者は五箇条の御誓文により我が国で行われている、と。
同月、吉野作造が『大学評論』に「民本主義と国体問題」と題して曰く、民本主義は日本の国体に反しないし、君臨すれども統治せずというような英国流も日本の国体に反しない、と。
同年11月から12月にかけて浮田和民は雑誌『太陽』に「欧州動乱と民主政治の新傾向」と題して曰く、一国の政治は君主国体でも共和国体でも当然に民本主義でなければならない。国家は国民全体の国家であって君主は国民のための君主である。民主政治とは必ずしも国体政体に関する憲法上の意義を有するものではない。徐々に選挙権を拡張すれば民主政治であるといえる。今後世界各国は国体政体の如何に関わらず人民多数が政治上の勢力であることは疑いない。将来の民主政治は男女協同になる傾向がある、と。
この間の同年11月（ロシア暦10月）ロシアで十月革命がおき、マルクス主義政権が世界で初めて誕生する。ロシアは、過激思想に導かれて無秩序に陥り、ほとんど阿鼻叫喚の修羅場と化し、その皇室は悲惨な末路を遂げる。日本でロシア革命の関係により発禁処分を受けたものは1917年中に7件あり、そのうち1件は日本の国体を呪い、ロシアに倣うべしと主張するものであった。大阪朝日新聞はロシアの革命と過激派を推奨する記事を頻りに載せる。早稲田大学では学生が騒擾を起こし早稲田革命などの語を用い、まるでロシア革命を真似たかのような観を呈する。
同年12月尾崎行雄が『立憲勤王論』を著して曰く、皇室の尊栄と国民の幸栄により日本は世界無双である。その原因の一つは「君意民心の一致」にある。君意民心の一致のためには議会を設け民心を聴くとともに、声望ある人物を多数党の中から挙げて行政長官に任命する。政党内閣の主張の根拠はここにある、と。以上のように主張する同書は尾崎行雄の年来の主張の結晶であり、尾崎は今こそ適時であると見て同書を発行したといわれる。同書は世間の注目を惹き、後藤武夫らは反対論を著して、尾崎行雄の論は仮面勤王論であり、実は民主主義を鼓吹するものであって我が国体を誤るものであると批判する。
1918年（大正7年）1月、吉野作造が「民本主義の意義を説いて再び憲政有終の美を済（な）すの途（みち）を論ず」と題する長大な論文を発表する。吉野作造はこの2年前に民本主義論を提唱してから民主主義論議の中心であったが、この時になって、これまで思想に多少の混乱があり発表の方法も宜しくなかったといって、この論文を『中央公論』誌に掲げたのである。この論文は2年前の論文を確かめるものにすぎないが、要は憲政の本義として参政権拡充主義である民本主義を主張することである。この論文は再び言論界で問題となり、これに対する批評を誘発する。批評の主なものは、北一輝の弟で早稲田大学教授の北昤吉による「吉野博士の民本主義を評す」である。北昤吉の評によると、吉野作造の民本主義論は主権論に触れないようにしていることから、その論は矛盾・曖昧・不徹底・誤謬を含む。主権論を回避すること処女のごとく、参政権拡張主義をもって虎視眈々と天下を志すこと奸雄のごとし、という。
1918年（大正7年）2月、井上哲次郎が『増訂国民道徳概論』を出版する。これは1912年出版の『国民道徳概論』を増補改訂したものである。1912年版と1918年版の間の異同をみることで、この6年間で井上哲次郎の国体論がどう変化したかが分かる。国体に関しては次の箇所が注目される。
- 「第三章 国体と国民道徳」で日本の国体を他国と比較して議論している箇所において、1912年版では「露国などは少し日本と似たところがある。露国は一種特有なる政教一致の国体を成しておる」などと書いて、帝政ロシアの国体と日本の国体の類似性を示唆していたが、1918年版ではロシア革命の勃発を受けたためか、その箇所を全て削除する。その一方で孔子の子孫やローマ法王など代数が長い系譜との比較を増補する。のちの昭和期に日本の国体は隔絶性を高めていくが、第一次世界大戦期においては必ずしも隔絶性を強調しない形で議論されていたことがわかる[350]。
- 「第四章 神道と国体」で天壌無窮の観念を外国のそれと比較している箇所において、1912年版では外国における唯一の例外として秦の始皇帝の例を挙げていたが、1918年版では周王朝やヘブライ人に天壌無窮の観念があった例を追加する。いずれにしても外国における天壌無窮の観念は現実に無窮でなかったので、日本の天壌無窮とは大きく異なると論じる。また神道と国体の関係について、1912年版では神道に真の威力があるとすればそれは国体に関する側であると述べ、神道は宗教として幼稚であると断定していたが、1918年版ではこうした口調をやや弱め、「これまでの神道は幼稚な感があります」、「宗教としては見劣りがする。もっとも今度神道を革新して大に発展せしめたならば、どうなるか分らぬけれども、今までの神道はそう偉いものではない」と書き改める。さらに神道を革新するために、淫祀邪教的な神道はむしろこれを撲滅すべしといって強圧的態度を示す[351]。
- 「第十章 忠孝一本と国民道徳」で民主主義・民本主義と君主主義の関係について論じる箇所において、1912年版では民主主義も民本主義も同じものであると理解し、民主主義は君主主義と調和できると断言していたが、1918年版では重要な改変を行い、民本主義は君主主義と調和できるが民主主義は君主主義と両立できないと主張する。井上哲次郎はこの6年間の大正デモクラシーの進展をみて、1912年版の説明では対応できないと考えたのである[352]。

1918年（大正7年）3月、浮田和民が『太陽』誌に「国際上の民主主義と日本の国体」と題して、連合国の戦争目的である民主主義というのは国際上の民主主義であると述べ、これが日本の国体に反しない所以を説く。これは国際上の民主主義を実際的に説いた初めての論説である。以下のように言う（大意）。
今後の外交は秘密主義をやめ公開主義でいかなければならない。公開主義の外交はいわゆる民主主義の外交である。
国際上の民主主義というのは、決して各国の内政に干渉し、その国体や政体を変更しようとする主義ではない。英仏の主張は国際上の民族の自由や小国の独立を擁護することを主義とし、これを民主主義と称するのだから、たとえ同盟国中に万世一系の皇室を戴く日本があっても、英仏の主張に少しも矛盾しない。
連合諸国にいわゆる民主主義はドイツ至上主義に反対する立場である。むしろこれを自由主義または民族主義といったほうが穏当で正確であるが、自由主義といっても前代のように消極的なものではなく積極的に人民の意思を成就しようとするものだから民主主義といわなければ世論が満足しない。また民族主義というのは両刃の剣であり、強大民族が弱小民族を強いて屈服させ同化させる意味もあるので、いよいよ国際上に民主主義という語が流行するようになったわけである。

このように民主主義の意味を解すれば、国際上に民主主義の味方であることは決して日本の国体に悪影響を及ぼさない。ましてや民主主義を民本主義と解すれば、それは井上哲次郎の言うように、建国以来の日本の国是である。
浮田和民は翌月にも同誌に「参戦目的と出兵問題」を載せ、日本の参戦目的は国際上の独裁主義を破ることであり、国際上の民主主義のために戦うものにほかならないと説く。この月（1918年4月）は民本主義論が最も賑わった月であり、多くの論者が様々な論説を発表した。その中で例えば稲毛詛風は『雄弁』誌同月号に「外来思想と国民生活」を載せ、民本主義の各種概念と国体の関係を次のように分類する。
- 広義の民本主義
  - 人道的人格主義（普遍的人格主義）… 日本では極めて幼稚であったが是非必要なものである。
  - 個人的人格主義（特殊的人格主義）… 排他的になる弊害があるが、権利思想を承けるものであり、日本国民には必要なものである。

- 狭義の民本主義（政治上の民本主義）
  - 極端なもの（民主主義）
    - 絶対的民主主義 … 全く外来的であり日本の国体に許容されない。
    - 相対的民主主義 … 皇室の存在を認めるものであるが、人民を主権者とし君主を機関視する点において日本の国体に許容されない。

  - 穏当なもの
    - 政治の目的に関するもの（一般国民福利）… 日本も古来この主義である。
    - 政治の運用方針に関するもの（国民の意向に従う）… 日本では十分に発達していないが、国体に許容されないものではない。ただし為政者が自発的に採用するものであって、民衆が主権者に強制するものであってはならない。

1918年（大正7年）6月、『太陽』誌が臨時増刊号「世界の再造」を刊行する。同号は世運に関する各種問題を集めたものであり、その中では美濃部達吉「近代政治の民主的傾向」が民主主義と国体の関係について論及している。曰く、もし民主主義を法律上の意味に解して国民を法律上の最高統治権者とするならば、明らかに日本の国体と両立しない。これに対して、政治上の意味における民主主義は、少しも日本の国体に抵触するものではなく、むしろ更に国体の尊貴を発揮する所以である。この意味における民主主義、すなわち民政主義は明治維新以来の国是であって、五箇条の御誓文に「広く会議を興し万機公論に決すべし」というのは最も直截簡明に民政主義を表現したものである、と。
1918年（大正7年）8月、白虹事件が起こる。大阪朝日新聞は前年以来ロシアの革命と過激派を称賛する論説を頻りに載せ、またシベリア出兵や米騒動に関して寺内正毅内閣を攻撃していた。8月25日に「日本は今や最後の審判を受くべき時期にあらずや」という記事を載せる。記事中に「白虹日を貫けり」という故事成語を引く。この句は、白虹を武器、日を君主の象徴として、臣下の白刃が君主に危害を加える予兆とされる。同紙は新聞紙法第41条安寧秩序紊乱により起訴され、社長は右翼から暴行を受ける。
1918年（大正7年）9月、非立憲的な寺内正毅内閣が米騒動の責任をとって崩壊し、立憲政友会の原敬内閣が誕生する。同年11月、内務省警保局が『我国に於けるデモクラシーの思潮』を出版する。同書は表紙に「秘」と記される秘密文書である。同書本文は同局事務官安武直夫の私稿を別冊として付ける形式である。警保局名義の序文に曰く、世界は今やデモクラシーを中心に回転している。我が国でも、これに関して論議しない新聞雑誌はない。ほとんど現代思潮の中心を為し、一般人心もその影響を著しく受ける。しかし論説の内容は様々であって、デモクラシー・民本主義の観念を補足することは容易でない。これらの論議や思潮の傾向を窺うための参考として本書を出版する、と。

### 臨時教育会議の周辺
寺内内閣倒壊後も審議を続けていた臨時教育会議は、1919年（大正8年）1月に「教育の効果を完からしむべき一般施設に関する建議」を内閣総理大臣原敬に提出する。また、同月には皇典講究所とその管下の国学院大学が天皇の御沙汰により年々の補助金を賜わることになる。その事情は以下のとおりである。
これより先、臨時教育会議では江木千之委員らがその改革案の趣旨を貫徹させるために国学を振起する必要を感じる。官立大学は国学振起を担う状況にないので、私学の中から探したところ、皇典講究所管下の国学院大学が適切であるということで話がまとまり、その拡張を図ることになる。
1918年（大正7年）5月、皇典講究所総裁竹田宮恒久王が令旨の形式をもって皇典講究所と国学院大学の拡張を命じる。令旨に曰く、世界大乱が民心に及ぼす影響が更に甚だしくなりつつある。この時にあたって皇典講究所と国学院大学は設立の趣旨に則り、国体の本義を明らかにし、道義の精神を徹底させ、教育の規模を拡張し、もって国家の柱石たる人材を養成し、斯道のために大成を期さなくてはならない、と。以後の拡張計画はこの令旨に基づくものとされる。同年7月に皇典講究所国学院大学拡張委員会を設け、政府の臨時教育会議からは小松原英太郎が拡張委員長に、江木千之、早川千吉郎が拡張委員に就く。
同年10月に臨時教育会議では平沼騏一郎・北条時敬・早川千吉郎の3委員が「人心の帰嚮統一に関する建議案」を総会に提出する。提出者は3名とも平沼の主催する無窮会のメンバーである。小松原英太郎と江木千之は賛成者に名を連ねる。江木は実質的な提出者の一人でもあると自称している。
同年12月、皇典講究所の組織を改革して理事会を置き、小松原英太郎、江木千之、早川千吉郎らが理事に就く。小松原は皇典講究所長にも選ばれる。そして皇典講究所・国学院大学は拡張趣意書と拡張計画を発表して募金を呼び掛ける。趣意書に曰く「皇典講究所および国学院大学は、尊厳なる国体を講明し、堅実なる国民精神を発揮し、真摯なる方法によって典故文献を研究するを以って目的とする」。「物質的文明に偏したる弊毒は深く民心に浸潤し、国民道徳の頽廃はあまねく思想界の危機たらんとする」。「これ、本所（皇典講究所）ならびに本学（国学院大学）が、大いに内容を改善し、規模を拡張し、ますます本来の意義を発揮して、もって国民精神を振興せんと欲する所以なり」と。また、拡張計画では、第1期事業の「典故文献の講究」について「我が国が世界無比の国体を有すると同時にその典故文献の講究を要すべきもの枚挙にいとまあらず」、「同時に現代思潮もまた調査研究してこれが善導に資する」といい、「講演」について「動揺せる思潮を善導し、目下の危機を救う唯一の方法は、我が世界無比の国体を闡明し、国民の自覚を促すにあり、よってあまねく講演会を開催し、主義宣伝の捷径たらしめんとす」といい、第2期事業の「国法科設置」に「我が国体と民族とに適合する法律の研究は目下の急務なり」という。
この間、臨時教育会議の「人心の帰嚮統一に関する建議案」は、主査委員会で整理修正され、その題名を「教育の効果を完からしむべき一般施設に関する建議」と改め、総会で揉めたあげくに別途修正して可決され、1919年（大正8年）1月に原首相へ提出される。建議に曰く、時局各般の影響により我が思想界の変調は予測できず、誠に憂慮に堪えない。時弊を救わんと欲すれば、国民思想の帰嚮を統一し、その適従するところを定める必要がある。そしてその帰嚮するところは、建国以降扶植培養された本邦固有の文化を基礎とし、時世の進展に伴いその発展大成を期することにある、と。そしてその要目は以下のようにいう。
- 国体の本義を明徴にして、これを中外に顕彰する。
- わが国固有の醇風美俗を維持し、これに副わない法律制度を改正する。
- 各国文化の長を採るとともに、いたずらにその模倣にとどまらず、独創的精神を振作する。
- 建国の精神の正義大道により世界の大勢に処する。
- 社会の協調を図り、一般国民の生活を安定させる。

このうち「国体の本義を明徴に」云々の要目は当初案の「敬神崇祖の念を普及せしむる」という項目を改めたものである。その内容は建議附属の理由書に詳しい。理由書に次のようにいう（大意）。
我が国は建国の初めから君臣の義は確乎として定まる。歴代朝廷の仁恵恩沢が深厚であることは天地のように自然である。
海内一家、億兆人民が仲良く皇室を奉戴し、代々蓄積醸成して、ついに一団として情に厚い美俗を成した。これは他国に類例を見ないものであり、国家組織の善美の極致である。
この国体の本義を明徴にし、これを中外に顕彰するには、すべからくその根本精髄を明確詳細に理解させる必要がある。たとえば以下の事実などについて深く留意させるべきである。
- 建国がひとえに君徳に由来する事実、
- 古来王道を治国の大方針として今日に至る事実、
- 神聖が忠孝をもって国を建て、武をとうとび、民命を重んじた事実、
- 皇室と臣民の関係は自然の結合に成り、義は君臣にして情は父子のごとく、建国より今日まで一日も動揺しない事実、
- われら臣民の先祖が赤誠をもって皇室に仕え、子々孫々その意を継承して今日に至り、もって忠孝一本の良俗を成せる事実、
- 維新の初め、明治天皇が五箇条の御誓文を神明に誓い、皇室みずから進んで立憲政治の発端を啓いた事実、
- 帝国憲法は、皇祖皇宗が臣民祖先の協力輔翼により肇造した帝国の基礎を固め、民生の慶福を増進させるために天皇の決断をもって統治の大法を継承したものである事実。

この本義を一般国民の徹底し、国体尊崇する念を鞏固確実にすることができれば、断じて思想変調のために大義を誤ること（革命）はない。この本義は海外にも発揮宣揚して世界の道徳文化に貢献しなければならない。
国体尊重の念を鞏固にするには、敬神崇祖（神々を敬い祖先を崇めること）の美風を維持し、一層その普及を図る必要がある。報本反始（祖先の恩に報いるという礼記の言葉）は東洋道徳の優秀な点である。特に敬神崇祖の風習は我が万世不変の国体と密接な関係がある。天祖（天照大神）の遺訓を歴代天皇が奉じて国家に君臨し、皇位の隆盛は天壌無窮である。これは国体の尊厳である所以であり、皇室から臣民に至るまで常に敬神崇祖をもって報本反始の義を大事にするのは当然の事に属する。
敬神崇祖の風習は我が国不滅の習俗である家族制度と密接な関係がある。皇室が神祇を敬い祭祀を重んじ、われら臣民も父祖の霊位を祀る。これこそ我が家族制度における慎終追遠民徳帰厚（父母を丁重に弔い祖先を大切にすれば民の徳も厚くなるという論語の言葉）の所以である。
敬神崇祖の風習を振興する方策としては、神社の荘厳を維持すること、祭祀の本旨を周知すること、神官神職の地位を向上させることが最も必要である。

国体の本義を明徴するに最も必要な事項は皇典研究のために適切な施策を行うことにある。帝国大学その他適切な学校に皇学講明の方針を確立し、建国の由来を明らかにし、国体の根基精髄を理解させるべきである。
これと同じ月（1919年1月）、臨時教育会議委員の小松原英太郎が皇典講究所長の立場で宮内省に出向き天皇の御沙汰書を拝受する。御沙汰書には「今般その所（皇典講究所）国学院大学規模拡張の趣を聞きこしめされ、思し召しをもって第1期分大正8年度（1919年度）以降10年間年々1万円まで御補助として下賜そうろう事」とされる。

1919年（大正8年）2月、加藤玄智が『我が国体と神道』を著し、主に宗教の立場から見た神道・国体と外国のそれとの違いを論じる。同書に次のようにいう（大意）。
余（加藤玄智）の専攻する宗教史・宗教学の方面より、我が国体の成立について新研究を試み、その淵源に溯り、そ大本を闡明しようと思う。
日本において天皇は現人神であり、シナ人のいわゆる天または上帝、ユダヤ人のいわゆるヤーヴェの位置を占める。

万世一系の天皇を奉戴する特種の国体にあっては、天皇の即位式が西洋諸国の君主の戴冠式と全く趣が異なる。それは、神を代理する僧侶から王冠を戴くのではなく、天皇がみずから神霊を祭祀して即位を告祭し、その後に臣民に広く告示する、これが大嘗祭である。大嘗祭と戴冠式との差異を考えると、我が国体の性質が西洋諸国のそれと比べて隔絶していることが分かる。
1920年（大正9年）東京帝国大学文学部に神道講座が新設され、加藤玄智がその助教授に就く。
この間の1919年5月に国体論の論説集『国体論纂』が出る。同年8月に物集高見が『国体新論』を著す。

### 内務省神社局『国体論史』
1922年（大正10年）1月、内務省神社局が『国体論史』を出版する。緒言に次のようにいう（大意）。
近時、思想界の動揺に際して、危険思想の防遏や思想の善導ということが識者の間で盛んに唱道されている。なかでも我が国体の淵源を明らかにし、国体に関する理解を国民に徹底させることは最も緊要かつ有効な方法である。ここに本局（内務省神社局）は、嘱託の清原文学士（清原貞雄）をして、主に徳川時代以降の国体に関する所論を調査・編述させ、あわせて国体観の問題に開係ある諸種の事実を叙述させた。これによって国民思想の指導の参考資料とするものである。
そして巻末で余論と称して、国体論者に釘を刺す意見を次のように主張する（大意）。
我が国のことを何事も嘆美・誇張し、世界無比にして天下に卓絶するものであると説くのは、儀式的な祝辞として述べるにはいいが、我が国体の優秀さを国民に心から納得させるには全く無益であり、外国人から見れば誇大妄想狂にすぎない。
国民を心から納得させるには、科学知識に抵触しない理論の上に立たなければならない。神話は国民の理想・精神として尊重すべきだが、ただ尊重するものでしかない。神話を根拠として国体の尊厳を説くのは危い。神話と矛盾する進化論の知識を注入されている国民はこれを信じないからである。固陋な論者はこれを信じない者を賊子と指弾して攻撃する。そうすれば国民を黙らすのは容易かもしれないが、その心を奪うのは不可能である。
そもそも国体とは「一国が国家として存立する状態なり」と言える。この定義は広すぎるかもしれないが、こう言わなければ国体なる語の内容を言い尽くすことはできない。最狭義に統治権の主体の如何を言うことはもちろん、建国の事情によって定まるとか何とか言うのも、国体という語の内容の一部に過ぎず、我が国体の優秀の理由の一部に過ぎない。
我が国体の優秀とは、上下が仲良く和やかに、うち解け合って一体を成し、しかも整然とした秩序があり、国家として最も強固に存続する状態である。この国体の優秀は我が国の社会の成り立ちに由来する。すなわち、上に国民帰向の中心として有史以前より連綿と継続する皇室があり、下に皇室の支流である国民が皇室を奉戴して、有史以来上下の秩序を替えず、また幸いに外国の侮り（支配）を受ける事もなく、国家が一方向に発展することである。一言でいえば、一つの中心点（皇室）に向かって国民が寄り集まって堅固な国家を成したのである。
ある種の社会主義者の言うように、国内に上下の差別なく一切平等にして、国際間に紛争なく和気あいあいと長閑な世界を作るという理論は空想にすぎない。われらはあくまで国を強固にして、主権に対する絶対服従義務のうちに正当な自由の権利を保持し、国家に対する自己犠牲によって相互の幸福を享有しなければならない。このような国家を形成するには、上に命令者として広く国民を納得させる者の存在することが第一必要条件である。我が皇室は最もこの条件に適合し、しかも今（第1次世界大戦後）の世界において唯一の存在である。
悠久の昔、いわゆる天孫民族の一族が大八島（日本列島）に渡来して夷族を平らげた。神話・伝説によって察すれば、現皇室の祖先が始めからその首長として一族を率いたことは疑いない。宗家の家長を首長と戴く一族は、支族に支族を生じ、徐々に発展して国家を形づくり、都を九州から東に遷して大和を占拠し、ついに今日の大日本帝国の基礎を開いたのである。すなわち我が国は、多くの学者が認めるように一大総合家族というべきものであり、その始めから宗家の家長として全族に臨んだものは、現在の皇室の祖宗である。 全国民が心に不満を抱かずに服従できる首長として、これ以上の者はない。
もし死後の霊魂が不滅であるとすれば、その生前に自分を愛護してくれた父祖が、死んで霊魂になったとしても、その愛護を止めることはないと感じる。また自分が子孫の幸福を切実に願うことから類推しても、父祖の霊魂は必ず自分とその子孫を愛護すると感じる。ここに祖先崇拝の信仰が存在する所以がある。その父祖の霊魂に対する信念は自家の古い祖先に及び、さらに一族共通の祖先に及び、ついに大祖先たる皇祖にも及ぶ。これらを総括したものが、日本の神道の根本である。
ある人は先祖崇拝を報本反始の儀礼に過ぎないという。これは神道を宗教と区別する事を曲解したものであり、神道の内容には儀礼だけでなく信仰もある。もし信仰に欠ける儀礼であれば神道は無力である。国民は祖宗の霊がその子孫や国家人民を保護すると信じるからこそ神道に力がある。祖先の霊の保護の下に一家一族を形成し、さらにこれを総合した宗教、すなわち皇祖皇宗の霊の保護の下に我が国を形づくる。渾然一体の一大有機体であり、そこに万世不動の秩序がある。数千年にわたりこの事に馴らされた国民は、教えなくても父祖を敬愛し、また宗家すなわち皇室を尊奉する。前者を孝といい後者を忠という。学者はこれを忠孝一本と名づける。忠を尽せば孝に適うということである。そうして国家として最も自然的に最も鞏固に存在することが我が国体の特色である。
ある人は、この総合家族制を立国の根本義とすることを批難して、我が帝国が朝鮮・台湾・樺太を加えていることに支障を生ずると論じる。しかし、そはやむを得ないことである。根幹となる大和民族の国家を磐石にすれば、発展とともに段々と附属し来た民族には権威と恩恵をもって臨めばいい。もし新附の民族をも同一範型に容れられる立国根本義を求められないこともないが、総合家族ほど堅固になることは到底ありえない。
天孫降臨の神勅によって我が国体は定まったという人も多いが、それは間違いである。神勅の有無にかかわらず、我が国家の社会的成因が、万世一系の皇位を肯定し、その他を否認するのである。神勅はただその事実を表明したものに過ぎない。神代史は歴史と神話が半々のようなものである。神勅は神話として歴史的事実でないと考える者もいる。しかし、国体論においては神勅が事実であろうが神話であろうが根本問題ではない。神勅が史実であるにせよ、神話すなわち民族的理想の表明であるにせよ、社会的事実は変わらず、国体論は動かない。 帝国憲法も教育勅語も元来存在する事実を顕彰したものであり、これによって国体が定まったわけではない。

統治権の主体について国法学者の間にあれこれ議論がある。一方は統治権の主体を国家とする説（美濃部達吉らの国家主体説）、他方は統治権の主体を天皇とする説（上杉慎吉らの天皇主体説）である。前者（美濃部ら）は国家が国家全体の利益のために存在すると説き、後者（上杉ら）は国家が天皇個人の利益のために存在すると説く。後者（上杉ら）は前者（美濃部ら）の説をもって、天皇の神聖を侵し、国体の尊厳を危くするものであると非難する。しかし、我が国において敢えてこの事を宜明する必要があるのか。規定しなくても国民の大多数は忠魂をもって皇室に尽したいと願い、また歴代天皇は自身を顧みずに国民を憐む。これ我が国体の善美の表れである。しかし冷かな法理によって天皇を神聖視することを強制しようとすること（上杉らの天皇主体説）は、いわゆる贔負の引き倒しであって、皇室に対する国民の忠義の熱情に水をさし、歴代天皇の聖徳を無にするものである。

### 治安維持法制定に至る過程

#### 第一次共産党
詳細は「第一次共産党 (日本)」を参照
1922年7月15日、堺利彦、山川均、近藤栄蔵ら8人が、極秘のうちに渋谷の高瀬清の間借り部屋に集まって日本共産党を設立（9月創立説もある）した。一般には「第一次日本共産党」と称されている。設立時の幹部には野坂参三、徳田球一、佐野学、鍋山貞親、赤松克麿らがいる。コミンテルンで活動していた片山潜の援助も結成をうながした。
11月にはコミンテルンに加盟し、「コミンテルン日本支部 日本共産党」となった。この時、コミンテルンから「22年テーゼ（日本共産党綱領草案）」が示されたが、日本での議論がまとまらず、結局草案のまま終わった。
「コミンテルン#日本共産党とコミンテルンテーゼ」も参照
「綱領草案」は、政治面で、君主制の廃止、貴族院の廃止、18歳以上のすべての男女の普通選挙権、団結、出版、集会、ストライキの自由、当時の軍隊、警察、憲兵、秘密警察の廃止などを求めていた。経済面では、8時間労働制の実施、失業保険をふくむ社会保障の充実、最低賃金制の実施、大土地所有の没収と小作地の耕作農民への引き渡し、累進所得税などによる税制の民主化を求めた。さらに、外国にたいするあらゆる干渉の中止、朝鮮、中国、台湾、樺太からの日本軍の完全撤退を求めた。
日本共産党は「君主制の廃止」や「土地の農民への引きわたし」などを要求したため、創設当初から治安警察法などの治安立法により非合法活動という形を取って行動せざるを得なかった。ほかの資本主義国では既存の社会民主主義政党からの分離という形で共産党が結成され、非合法政党となったのとは違い、日本では逆に非合法政党である共産党から離脱した労農派などが、合法的な社会民主主義政党を産みだしていった。
日本共産党は一斉検挙前に中心人物が中国へ亡命したり、主要幹部が起訴されるなどにより、運動が困難となった。堺利彦らは解党を唱え、結果1924年に共産党はいったん解散した。堺や山川らは共産主義運動から離れ、労農派政党の結成を目指した。赤松など国家社会主義等に転向する者もいた。
その後、1925年には普通選挙法と治安維持法が、制定された。

#### 第二次共産党
詳細は「第二次共産党 (日本)」を参照
1926年、かつて解党に反対していた荒畑寒村が事後処理のために作った委員会（ビューロー）の手で共産党は再結党された（第二次日本共産党）。その際の理論的指導者は福本和夫であり、彼の理論は福本イズムと呼ばれた。福本イズムは、ウラジーミル・レーニンの『なにをなすべきか?』にのっとり、「結合の前の分離」を唱えて理論的に純粋な共産主義者の党をつくりあげることを掲げた。福本和夫が政治部長、市川正一、佐野学、徳田球一、渡辺政之輔らが幹部となった。1927年にコミンテルンの指導により福本和夫は失脚させられ、渡辺政之輔ら日本共産党の代表は、コミンテルンと協議して「日本問題にかんする決議」（27年テーゼ）をつくった。「27年テーゼ」は、中国侵略と戦争準備に反対する闘争を党の緊切焦眉の義務と位置づけた。その一方で、社会民主主義との闘争を強調し、ファシズムと社会民主主義を同列に置く「社会ファシズム」論を採用した。「27年テーゼ」が提起した日本の革命や資本主義の性格をめぐって労農派と論争が起こった。
詳細は「日本民主革命論争」および「日本資本主義論争」を参照
当時の党組織は、非合法の党本体と、合法政党や労働団体など諸団体に入って活動する合法部門の2つの柱を持ち、非合法の地下活動を展開しながら、労農党や労働組合などの合法活動に顔を出し活動を支えた。共産党員であった野呂栄太郎らの『日本資本主義発達史講座』などの理論活動や、小林多喜二、宮本百合子らのプロレタリア文学は社会に多大な影響を与えた。
1927年の第16回衆議院議員総選挙では徳田球一、山本懸蔵をはじめとする何人かの党員が労農党から立候補し、選挙戦のなかで「日本共産党」を名乗る印刷物を発行した。総選挙では労働農民党京都府連合会委員長の山本宣治が当選した。彼は非公式にではあるが共産党の推薦を受けており、初めての「日本共産党系の国会議員」が誕生した。しかし、1928年の三・一五事件で治安維持法により1,600人にのぼる党員と支持者が一斉検挙され、1929年の四・一六事件と引き続く弾圧で約1,000人が検挙されて、日本共産党は多数の活動家を失った。また同年、山本宣治は右翼団体構成員に刺殺された。
相次ぐ弾圧で幹部を失うなかで田中清玄らが指導部に入った。田中らは革命近しと判断して、1929年半ばから1930年にかけて川崎武装メーデー事件、東京市電争議における労組幹部宅襲撃や車庫の放火未遂などの暴発事件を起こした。また1930年に水野成夫らが綱領の「君主制廃止」の撤回を主張して分派の日本共産党労働者派を結成したが、日本共産党は「解党派」と呼び除名した。
1931年4月、コミンテルンより「31年政治テーゼ草案」が出された。この草案は当面する日本革命の課題を社会主義革命としていた。
このころには、戦争反対の活動に力をいれ、1931年8月1日の反戦デーにおいて非合法集会・デモ行進を組織した。1931年9月に発生した満州事変に際しては「奉天ならびに一切の占領地から、即時軍隊を撤退せよ」「帝国主義日本と中国反動の一切の軍事行動に反対せよ」とする声明を出した。1932年には軍艦や兵営の中にも党組織をつくり、「兵士の友」や「聳ゆるマスト」などの陸海軍兵士にむけたパンフレットを発行した。
1932年5月、コミンテルンにて「32年テーゼ」が決定され、戦前における活動方針が決定された。このテーゼは日本の支配構造を、絶対主義的天皇制を主柱とし、地主的土地所有と独占資本主義という3つの要素の結合と規定した。ブルジョア民主主義革命を通じて社会主義革命に至るとする二段階革命論の革命路線を確立した。民主主義革命の主要任務を、天皇制の打倒、寄生的土地所有の廃止、7時間労働制の実現と規定し、中心的スローガンを「帝国主義戦争および警察的天皇制反対の、米と土地と自由のため、労働者農民の政府のための人民革命」とした。
同月、全協の活動家であった松原がスパイとしてリンチされ、赤旗に除名公告が掲載された。8月15日には朝鮮人活動家の尹基協がスパイ容疑で射殺された。松原も尹も、スパイ容疑は濡れ衣というのが有力である。立花隆は、「スパイM」（飯塚盈延）を通じて日本共産党の中枢を掌握した当局が、全協をもコントロール下に置こうとして仕組んだ事件と推測している。この頃から党内部でのスパイ狩りが始まり出した。
10月に熱海で全国代表者会議が極秘裏に招集されたが、当局により参加者らが逮捕された（熱海事件）。同月、赤色ギャング事件が発生している。松本清張は『昭和史発掘』の中で、これら共産党へのマイナスイメージとなる事件は当局が潜入させた「スパイM」が主導したとしている。日本共産党も同じ見解であり、特高警察が、共産党を壊滅させるための戦略として、共産党内部に協力者をつくり出して工作を行わせたとしている。警察の工作員や協力者が共産党の幹部になり、彼らの働きで暴力的事件を起こさせ、日本共産党の社会的信用を失墜させることにより、後継の加入を阻止する壊滅作戦を図ったとされている。実際にスパイであったことを公判で自白して、治安維持法違反の容疑を否定したものもいた。
さらに1933年6月12日、委員長であった佐野学、幹部の鍋山貞親が獄中から転向声明を出した（共同被告同志に告ぐる書）。こうした一連の事件によって、獄中でも党員に動揺が走り大量転向が起きた。書記長であった田中清玄の転向・離党もこの時期である。闘争方針の中心に「スパイ・挑発者の党からの追放」が据えられ、党内の疑心暗鬼は深まり、結束は大いに乱れた。1934年には宮内勇ら多数の党員が袴田ら党中央を批判して分派の「多数派」を結成したが、コミンテルンの批判を受けて1935年に解散した。1935年3月に獄外で活動していたただひとりの中央委員であった袴田里見の検挙によって中央部が壊滅、統一的な運動は不可能になった。
1936年のフランスやスペインで「人民戦線」とよばれる統一戦線政府が成立し、コミンテルン第7回大会（1935年）が人民戦線戦術を決議すると、野坂参三らは「日本の共産主義者へのてがみ」を発表して日本における人民戦線運動を呼び掛けたが、党組織は壊滅しており現実の運動とはならなかった。
日中戦争に際しては、戦争反対とともに、出征兵士の家族の生活保障や国防献金徴収反対などの「生活闘争」との結合を企図した。
その後も、関西には同党の再建をめざす運動や、個々の党員による活動は存在したが、いずれも当局によって弾圧された。1937年12月から1938年にかけて労農派に治安維持法が適用され、930人が検挙された（人民戦線事件）。また、国外に亡命していた野坂は、延安で日本軍捕虜の教育活動をして、戦後の運動再建に備えていた。また宮本顕治は、裁判の中で日本において日本共産党の活動が生まれるのは必然的なものだと主張するなど、法廷や裁判で獄中闘争を続けていた。
1921年（大正10年）5月に日本の共産主義者は上海に渡航して資金を獲得し、その資金をもって帰国して過激な主義運動を開始する。政府はこれを取り締まるため、1922年（大正11年）3月に過激社会運動取締法案を議会に提出する。この法案は、朝憲を紊乱する事項や社会の根本組織を不法に変革する事項について、これを宣伝等した者を罰するものである。これは貴族院で修正のうえ可決されるが、衆議院で審議未了に終わり、廃案になる。日本共産党は同年末にロシアで行われたコミンテルン第4回大会で承認され、ここにコミンテルン日本支部として日本共産党が成立する。通説によるとコミンテルンのブハーリンが起草した「日本共産党綱領草案」は「君主制の廃止」を要求しており、この点が翌年3月の石神井臨時党大会で問題視され、綱領草案は審議未了に終わったという。一説には綱領草案に「君主制の廃止」の要求はなく、実際は「完全に民主的な政府」の要求であったとも指摘されている。
1923年（大正12年）9月1日の関東大震災をきっかけに大正デモクラシーは曲がり角を迎える。震災前まで日本国内では大正デモクラシーの民衆運動が高まり、それに反発する右翼が台頭し、現職総理大臣原敬の暗殺や元老山県有朋の死去もあって、天皇制支配体制が揺らいでいた。また国際的にも、ワシントン体制で英米と対立し、中国人や朝鮮人の反日運動を被り、シベリア出兵に失敗するなど、孤立しつつあった。そこに関東大震災が突発する。

#### 関東大震災
政府は大地震の翌2日に戒厳を布き、5日に内閣告諭を発して人々の朝鮮人迫害を戒め、7日治安維持令を発して人心の動揺を抑えるが、この間多数の朝鮮人が自警団らに殺傷される。また亀戸事件で社会主義者10人が警護兵に殺害され、16日には甘粕事件で無政府主義者大杉栄とその家族が憲兵に殺害される。こうした事件に対する批判は少なく、むしろ軍隊と警察は治安維持と被災者救護を通じて民衆の間で威信を高め、内村鑑三や美濃部達吉ですら軍隊と戒厳に謝意を表わす。財界人の間では天譴論というものが唱えられる。天譴論とは、震災を国民への天罰として捉えるもので、それは国民が贅沢に馴れて勝手気ままに危険思想に染まりつつあることに対する天罰なのだという。政府は11月に天皇の名で国民精神作興ニ関スル詔書を出し、軽佻詭激（軽はずみな過激行為）を戒めるが、この詔書に署名した摂政皇太子裕仁親王は翌月虎ノ門事件で暗殺未遂に遭う。犯人難波大助は主義者であったため、主義者に対する嫌悪感が民衆の間に広まる。
関東大震災の6日後に発せられた治安維持令は、生命身体財産に危害を及ぼす犯罪を扇動した者、安寧秩序を紊乱する目的で治安を害する事項を流布した者、人心を惑乱する目的で流言浮説をなした者を処罰するものである。これは緊急勅令であったが、治安維持に相当の効果があるということで同年12月に帝国議会の承諾を得て恒久化する。治安維持令は1925年治安維持法制定時に廃止されるまで効力を持つ。

#### 治安維持法制定
この間、共産主義その他の急進運動は著しく発展し、ロシア第3インターナショナル（コミンテルン）と通謀して資金提供その他の援助を受け、過激運動を計画し実行しようとする。これに加えて日露間に修好の基本条約が締結されたため、国交が徐々に回復して両国間の往来が頻繁になれば過激運動家が各種の機会を得ることも予想された。日本政府は、従来の法規制は抜け穴が多く罰則も軽いので取り締まりの効果が薄いという理由で治安維持法案を帝国議会に提出する。治安維持法案は第1条に「国体もしくは政体を変革し、または私有財產制度を否認することを目的として結社を組織し、または情を知りてこれに加入したる者は、ハ十年以下の懲役または禁錮に処す」「前項の未遂罪はこれを罰す」というものであり、国体とともに政体を挙げていたが、衆議院は政体のことを条文に掲げる必要がないとして「もしくは政体」の文字を削除して法案を可決する。治安維持法公布後に内務省警保局が官報に載せた各条義解によると、国体とその変革というのは次のことを意味する（大意）。
国体とは誰が主権者であるかの問題である。我が帝国は万世一系の天皇に統治される君主国体である。国体は歴史にもとづく国民の確信によって定まるものであり、成典（帝国憲法）によって定まるものではない。成典に国体に関する規定があるのは、ただ主権者がみずから既定の国体を宣言したに過ぎない。憲法第1条に大日本帝国は万世一系の天皇これを統治すると定め、第4条に天皇は国の元首にして統治権の総攬者であることを明らかにした。したがって、天皇以外が統治権の総攬者であることはなく、天皇に統治されない国土はなく、天皇以外が天皇に淵源しないで統治権を分担することはない。

治安維持法第1条にいわゆる国体の変革とは、国民の確信である国体の本質に変更を加えることをいうのである。君主国体を変えて共和国体やソビエト組織にしたり、一切の権力を無視して国家の存在を否認したり、要するに統治権の総攬者である天皇の絶対性を変更する色彩のあるものは国体の変革である。そして暴動を要件としない点で内乱罪の予備や陰謀と異なるのである。
1926年、全日本学生社会科学連合会（学連）に属する学生ら38名が治安維持法違反等の疑いで検挙される。学連事件である。検挙後の5月に検事総長小山松吉が訓示して「学術研究の範囲を超越し、いやしくも国体を変革し、または社会組織の根底を破壊せんとする言論をなし、もしくはその実行に関する協議をなすに至りては、毫も仮籍する所なく、これを糾弾せざるべからず」と指示する。

#### 井上哲次郎不敬著書事件
1925年（大正14年）9月、井上哲次郎が『我が国体と国民道徳』を著す。同書に曰く、我が国体は既に分かり切ったものと思い込んで実はよく知らない者が多く、精神面を度外視して表面だけ考えたり、英国や旧ドイツ帝国や旧ロシア帝国などと同じように考えたり、民主思想と絶対に相容れないものと考えたりする、その誤謬は実に様々である、と述べ、国体は民主思想と矛盾するものではないと語る。井上哲次郎はこれまで万世一系の血統を重視していたが、同書ではポイントを移して王道（仁政）を重視し、民本主義や人道主義が国体に根差すと主張する。これは、大正天皇の病気療養に国体論の不安を見た井上哲次郎が、国体論を再編して国体の正統性について説得的な論拠を提供しようと試みたものと評される。
井上哲次郎の『我が国体と国民道徳』は公刊後1年経った1926年（大正15年）9月ごろから頭山満ら国家主義者に猛烈に批判され、翌年1月に発禁処分を受ける。当時の批判は「彼（井上哲次郎）は全く時代思潮の追随者で、彼自身の見識も意見も有るものではない」、「震災前に出版していた国民道徳概論には国体破壊の恐れある言論はほとんどない」のに、『我が国体と国民道徳』については「なるほどこれは怪しからぬ。かれ井上氏は何時の間にこんな物を書くほどに、それも国民道徳と銘を打って、全国の児童の頭に植えつけるような書物に書くほどに悪化したろうか」というものであった。具体的には、三種の神器のうち鏡と剣は模造品であるなどと記した部分があり、これが不敬であるとされたこと、またそれよりむしろドイツ・オーストリア・ロシアの君主国体が倒れたことについて「このように国体というものがガラリガラリと一変して行くのを引き続いて見た」などという記述が問題視されたことが挙げられる。この不敬事件は、井上哲次郎の国体論再編の試みが伝統的国体論から攻撃を受けて挫折したものと評される。井上哲次郎は公職を辞めざるを得なくなり、以後著述に専念する。

## 昭和戦前・戦中期の国体論
昭和になると、国体論は人々の思想を規制するうえで猛威をふるう。昭和の直前の1925年に制定された治安維持法は国体の変革を目的とした結社を禁止した。その3年後の緊急勅令は国体変革に関する最高刑を死刑に引き上げた。こうした動きの背景には、国体を天皇制として相対化するマルクス主義に対する恐怖と敵意があった。治安維持法でいうところの「国体」は大審院判決で「我帝国は万世一系の天皇君臨し統治権を総覧し給ふことを以て其の国体と為し治安維持法に所謂国体の意義亦此の如くすへきものとす」とされた。

### 日本初の男子普通選挙の前後
昭和の初め、衆議院で初の男子普通選挙が行われ、その選挙結果に基づき第55回帝国議会が開かれるが、その前後では国体にまつわる様々な問題が惹起される。国民の総意に基づく議会中心主義を掲げる立憲民政党綱領問題、君主制の廃止を謳う日本共産党に対する弾圧、パリ不戦条約の人民ノ名ニ於テ問題などである。

#### 立憲民政党綱領問題
日本初の男子普通選挙を控えて、1927年6月、立憲民政党が創立される。創立趣意書に「国体の精華にかんがみ一君万民の大義を体し国民の総意によりて責任政治の徹底を期するものである」と述べ、党の政綱に「国民の総意を帝国議会に反映し、天皇統治の下議会中心政治を微底せしむべし」と宣言する。時の政権は、同党と対立する立憲政友会の田中義一内閣である。翌年2月に初の普通選挙が行われる際、同内閣の内務大臣鈴木喜三郎は、投票前日に声明書を発表し、立憲民政党の政綱について「議会中心主義などという思想は民主主義の潮流にさおさした英米流のものであって、我が国体とは相容れない。畢竟かくのごとき思想は主権は一に天皇にありとの大義を紊乱し、帝国憲法の大精神を蹂躙するものであって断じて許すべからざるものである」と批判する。しかしこの声明書は逆に鈴木内相への不信任の雰囲気を強める。新聞には、民政党が国体に反するというなら何ゆえ治安警察法で解散させないのかと指摘され、貴族院からは皇室を政争の具にするものとして非難される。選挙後の帝国議会において、鈴木内相は過度の選挙干渉を責められて辞職に追い込まれる。

#### 日本共産党弾圧と治安維持法改正
この間の1927年7月、コミンテルンが日本の君主制の廃止を謳う「日本問題に関する決議」を採択する。いわゆる27年テーゼである。日本共産党は27年テーゼに基づき活動を始め、翌年2月の衆議院選挙に11名の党員を労働農民党から立候補させて公然と大衆宣伝を行う。選挙運動では、日本共産党の名を入れたビラをまき、共産党のテーゼを大衆に宣伝する。
田中内閣は共産党が国民に影響することを恐れて密かに内偵を進め、3月15日未明、共産党の党員やシンパなどの約1600名を一斉検挙する。三一五事件である。文部大臣水野練太郎は訓令を発し、この事件を「国家のため一大恨事」と断じ、「極端なる偏倚の思想を根絶し懐疑不安の流弊を一掃する」こと、そして「学生生徒をしてこれに感染することなからしめんがため、特に心力を傾注してわが建国の本義を体得せしめ国体観念を明徴ならしめ、もつて堅実なる思想を涵養するに勉むる」ことを指示する。衆議院では、尾崎行雄提出「思想的国難に関する決議」が圧倒多数で採択される。貴族院議員は各派代表が揃って田中首相を訪問し「日本共産党の主義行動は根本的に我が国体を破壊せんとするものの如くなれど、かかる行動に対しては徹底的に弾圧を加うる意思なるや否や」などと問い詰める。各種の教育団体は一様に国体観念の涵養を高唱する。たとえば全国聯合小学校教員会総会は「国体観念の涵養に努め国民精神の振興を図り以て国運の進展に貢献せんことを期す」という宣言を決議する。また教育社会の中央機関を自認する帝国教育会は、全国聯合教育会の決議を受けて、思想問題研究会を設置する。
田中内閣は治安維持法の国体変革罪の最高刑を死刑に引き上げる法案を帝国議会に提出するが、法案を審議する委員会の委員長席を野党に取られて、法案は審議未了で廃案になる。そこで田中内閣は緊急勅令により治安維持法改正を強行する。緊急勅令を出すには緊急性の口実が必要であり、これについては原法相が名古屋の第3師団が山東出兵に出征する際に反戦を働きかけた者がいた事案を示し、「彼らに対し厳重なる警戒を加えるにあらざれば、彼らはますます国体変革を目標としてこの大胆不敵の売国的運動を継続し、我が国の治安を根本的に破壊せんことを努むるの恐れある」と説明する記事を新聞に載せる。治安維持法改正緊急勅令案を審査する枢密院では緊急性について疑義が出され異例なほど紛糾するが、結局多数をもって可決される。枢密院の審査委員会では「危険思想の青年間に流布することの恐るべき次第」「学校教育においては国体観念を明らかにし国民的信念を涵養すること最も必要なり」といったと発言が相次ぎ、その結果として審査報告書に付せられた警告条項に「思想の善導につき当局は学校教育たると社会教育たるとを問わず教育の改善に最も力を致すべき」との要求が掲げられる。枢密顧問官らは特高警察や思想検事の拡充よりも思想善導を優先させたのである。

#### 人民ノ名ニ於テ問題
この間の1928年3月（前述三一五事件と同じ月）、パリで日本政府代表が不戦条約に署名調印する。その第1条に「人民の名において」とあり、野党はこれをそのまま批准すれば国体を変更することになると批判する。

不戦条約は英文と仏文で書かれ、その第1条には英文で"The high contracting parties solemnly declare in the name of their respective people ..."とある。これを和訳すれば「締盟国は各々その人民の名において厳粛に宣言する」となり、当時の外務省もそのように翻訳して国際時報に載せていた。この字句が物議を醸すと政府は急に訳文を隠し、議員が訳文の開示を要求しても、まだ翻訳が出来ていないと答弁する。尾崎行雄は、1929年2月に政府へ提出した質問主意書において、我らは軍国主義に反対するから不戦条約自体には賛成であるし、この問題は天皇大権に関係するから政争の具にしてはならないと言いつつも、次のように指摘する。
我が国と同じく不戦条約に調印したる米、仏、曼〔ドイツ〕、チェコスロバキア、ポーランド等の共和国は申すに及ばす、英、白〔ベルギー〕、伊〔イタリア〕等の君主国といえどもその君主はただ君臨するだけで統治せざる国柄であるから、人民をもって条約締結の主体となすのは当然の次第であるが、ひとり我が国に至りては、天皇は統治権を総攬し（憲法第四条）、また条約締結権を専有したまう（憲法十三条）であるから、人民をもって条約の主体となすことはできない。 しかし不戦条約第一条をかのままにしておいて御批准なされば人民をもって該条約の主体となすことになる。それは憲法第一条、第四条および第十三条に違反し、国体を変更し、条約締結の大権を天皇陛下の御手より人民に移すことになる。ゆえに政府は、まず勅命を請うて憲法を改正せざる限りは、かのまま該条約の御批准を奏請することはできないはずである。
日本政府は同年6月27日に不戦条約の批准を受ける際に異例の「宣言」を発し、不戦条約第1条中の「其ノ各自ノ人民ニ於テ」という字句は帝国憲法の条文からみて日本国に限り適用されないものと了解すると宣言し、この宣言を前提に批准する旨を批准書に書き入れて天皇の批准を受ける。それと同じ日、田中義一首相は張作霖爆殺事件について天皇に奏上し、犯人不明のまま責任者の行政処分のみで済ますと説明する。これが従来の説明と全く異なることから、天皇は強い口調でその齟齬を詰問し、さらに田中に辞表提出を求める。田中内閣は不戦条約批准問題で苦境に立ち、張作霖爆殺事件の責任問題で昭和天皇に咎められたことで、総辞職に追い込まれる。田中内閣に代わって立憲民政党の浜口内閣が成立し、不戦条約を公布する。その上諭は「右帝国政府の宣言を存して批准し、ここに右帝国政府の宣言とともにこれを公布せしむ」という異例の表記になる。

### 民政党内閣の教化運動
1929年7月に成立した浜口内閣は「十大政綱」を発表し、国体観念の涵養に留意して国民精神の作興に努めることを宣言する。そして教化総動員運動というものを急遽計画し、9月から12月にかけてこれを全国で実施する。この運動は、各地の教化団体・青年団体・宗教団体・婦人団体を中心として一般国民を巻き込む意図があり、その目的を「国体観念を明徴にし国民精神を作興すること」「経済生活の改善を図り国力を培養すること」の2点に集約し、その根拠を昭和天皇の践祚後勅語と即位礼勅語に求める。この運動は推進者の小橋文相が鉄道疑獄で辞任したことから尻すぼみで終わるが、各地社会教育団体が自発的に運動に参加したことから、一般国民の間に異端排斥の風潮を強める。
文部省は1930年度から学生生徒の思想善導を実施する。その中に特別講義制度があり、これは「我が国特殊の国体、国情、国民性等を明徴に」すること等のため、各校が外部講師に依頼して特別講義を実施するものである。初年度はまず官立高校で始め次年度から範囲を官立専門学校・実業専門学校、高等師範、大学予科に広げる。講師としては鹿子木員信・新渡戸稲造・高田保馬・川合貞一・前田多門・紀平正美の講義が多く、そのほか三上参次・辻善之助・柳田国男・大川周明らも動員される。教養話や時事談もあるが全体としては国体明徴等に関する講話が多い。当初は各校年間10時間程度実施する予定であったが、実際には初年度に4時間あまり、次年度に2時間たらずしか実施できていない。これは、高校ですらストライキや騒擾が頻発する当時にあっては、有名高士の説教自体が学生生徒から攻撃されたからである。

### 満洲事変勃発
1931年に満州事変が勃発すると一般国民の間で排外熱と好戦熱が高まり、社会民主主義者は戦争協力になだれ込む。学校全体を巻き込むストライキや騒擾は翌年から激減する。文部省学生部は特別講義制度を自賛する。文部省学生部によると、学生らが外来思想に対する追随的・妄信的・無批判的な態度から脱却して、我が国特殊の国体、国情、国民性等に十分な考慮を払い、現実の社会問題、思想問題に対して批判的識見を持ち始めたのは特別講義制度のおかげなのだという。
満州事変後、右翼学生が国家主義を前面に掲げて団体を結成しはじめる。文部省は、右翼学生団体を主義や綱領により大別し、その分類の筆頭に、天皇中心主義を信奉し、皇道精神と日本精神の涵養と発揚に努め、国体観念を明徴させようとするものを挙げている。ほかは、国防を研究するもの、満蒙進出を図るもの、学風の堅実化を図るものである。文部省は右翼学生団体に対して左翼学生運動への対抗者として積極的に支援する。たとえば文部省学生部の帝国議会向け資料には、右翼学生団体について、おおむね研究や修養を主とする穏健なものが多く、中には特に国体観念・国民精神等を明徴にしようとする真面目な団体もあるから、一方において極左思想の激しい今日にあっては、この種の団体に対してその健全な発達を助成すべきものと思われる、と記されている。

### 学生思想問題調査委員会
1932年（昭和7年）5月、文部省の学生思想問題調査委員会が文部大臣の諮問に答申を出す。同委員会は前年に文部大臣の諮問機関として設けられたものであり、その委員の大多数は、左傾思想（マルクス主義）が国体に反する危険思想であることを共通認識とし、左傾の原因について「我が国体思想の涵養が不充分なりしことが、マルキシズム勢力の原因の一つ」と判断し、具体的な対策として「我が国体・国民精神の原理を闡明し、国民文化を発揚し、外来思想を批判し、マルキシズムに対抗するに足る理論体系の建設を目的とする、有力なる研究機関を設くること」を提唱する。これは国民精神文化研究所の創設に結びつく。

学生思想問題調査委員会の中で少数派であった河合栄治郎と蠟山政道は、委員会の答申とは別に自分たちの少数意見を『学生思想問題』として公刊する。同書に次のように言う（大意）。
国体思想それ自体を尊重し、その涵養が重要であることを認めるが、元来国体思想はマルキシズムと全面的に対立するものではない。
国体思想とマルキシズム勢力の原因は全く関係ない。国体思想が涵養されないことでマルキシズムが勢力を持ったわけでもなければ、国体思想が涵養されたからといってマルキシズムの勢力が阻止されるものでもない。

国家主義の不充分であったことはマルキシズム勢力の一因となるとともに、また国家主義が充分であることは逆にマルキシズム勢力の一因ともなる。国家主義とマルキシズムとの関係は決して単純ではないことを注意すべきである。
このような河合・蝋山の意見が委員会の大勢と対立することは明らかである。この委員会の発展形といえる後の思想対策協議委員では、河合や蝋山のような見解はありえないものとなり、それ以降の思想全般のあり方についてもそのような見解を批判し否定する方向が唯一絶対化する。

### 国民精神文化研究所の設立
1932年8月文部省は国民精神文化研究所を設立する。これは学生思想問題調査委員会多数派による答申を受けたものである。高等学府の学者は大方反対者であり、国民精神文化研究所の仕事に直接参加することを拒んだという。所長は東大教授の吉田熊次に決まりかけるが本人に断られ、文部次官が所長事務取扱を兼ねる形で取りつくろう。実際には学生部長伊東延吉と事業部長紀平正美が中心となって運営する。研究部長は当初欠員であり、のち吉田熊次が就く。専任の所長には1934年5月、社会教育局長であった関屋龍吉が就く。当時この人事は左遷と評されたという。
研究部には、歴史科、国文学科、哲学科、教育科、法政科、経済科、思想科が各科が置かれる。研究成果は出版、講演会、講習会などを通じて普及が図られる。出版物として、紀要『国民精神文化研究』をメインに、パンフレット『国民精神文化類輯』、機関誌『国民精神文化研究所々報』などを発行する。初期の『国民精神文化研究』には、河野省三の論文「我が上代の国体観念」のような、国体観念や国民精神の闡明を目的とする論文が数多く掲載される。
研究部以上に重要なのは事業部である。これは学校教員の思想対策と転向学生を扱う。事業部は教員研究科と研究生指導科に分かれる。
教員研究科は師範学校教員の思想再教育を目的とするものである。これは後に中等学校教員も対象にする。研究員募集の通牒には、国体観念と国民精神に関する根本的研究を積まさせて思想上の指導訓育に尽力させる、とある。第1期研究員の修了後の所感は「特に知識的よりも信念的には一層国体観、人生観が深められた」「左右両思想への批判と国体観念、日本精神に対する明確なる信念を得た」などの感想が圧倒的に多い。研究員たちは学校教師として帰任した後、生徒の思想善導の中心となり、また地域の講演会や講習会の講師として引っ張りだこになり、国体観念を熱心に鼓吹していく。
研究生指導科では、思想上の理由で退学した学生生徒の指導矯正を図る。いわゆる転向の促進である。指導方針は「時代思想を批判し、日本精神を闡明ならしむるを主眼とす。まず過去の生活態度に対する反省とマルクス主義の理論的批判に努力せしめ、ついで我が国体・国民精神についての研究をなさしめ、もって日本人としての確固たる生活原理を樹立せしむるよう指導をなす」とされる。入所者に指導矯正を繰りかえし、入所者が我が国体・国民精神の真髄を体得し、日本人としての自覚を強固にして、日本思想界の刷新のため力を尽くし皇国に報いんとする念願を持つに至らしめたという。
国民精神文化研究所の中心人物である伊東延吉は1933年6月に同所の機関誌に「思想問題と国民精神文化研究所」と題して、「我国体は永久不変であり、永遠に栄え、皇位は真に万世一系である。この真我を把握し、この国体を体認する。そこより我国の学問が発展し、我国の教育が建設せられる」という認識を示し、欧米流の分析・実証・理論を排して「全的綜合、内面的把握、人格的証悟、実体的把握」なるものが必要であると主張する。そして、かつて学生思想問題調査委員会で河合と蝋山が示した異見を否定する。

### 1933年思想対策ブーム
1933年（昭和8年）は思想問題に明け暮れる。前年末の司法官赤化事件に始まり、2月の長野県教員赤化事件、滝川事件、佐野鍋山転向などが勃発し、支配層は思想対策に狂奔する。

#### 国際連盟脱退
1933年3月、日本は国際連盟を脱退し、国際的に孤立を深める。この事態は、満州事変後の非常時意識を急速に高め、思想問題の切迫化と相まって思想対策ブームを創り出す。鳩山一郎文相は訓令を発し、教育教化の関係者に対し、みずから率先して学生生徒を誘導し一般民衆を鼓舞し国民精神を振作して時難の匡救に邁進すべし等と指示し、その具体策として非常時国民運動の実施を求める。文部省は外務省や陸海軍省と協議して国民教育読本『非常時と国民の覚悟』10万部を全国の学校や社会教育団体に配布する。その結語で「国民精神を振作せんが為には之が障碍たる唯物思想の撲滅を期し、国民的信念の涵養に力めなければならぬ」ことを強調する。

#### 思想対策協議委員
思想対策協議委員が政府に設置される。きっかけは帝国議会の思想対策決議である。衆議院で提案理由の説明した山本梯二郎議員は国民教育の確信を強調し、国体観念と道義観念の注入と、危険思想の持主に大斧鉞を加える勇断を政府に要求する。斉藤実内閣は「中正堅実なる思想対策の確立を期するため」思想対策協議委員の設置を閣議決定する。その委員会は内務・司法・陸軍・海軍・文部の各省の勅任官らで構成される。陸軍省は教育振興のため国体観念宣揚などを要求する。
思想対策協議委員は8月に思想対策方針具体案を立案し、閣議決定をみる。それは「積極的に日本精神を闡明しこれを普及徹底せしめ国民精神の作興に努むることをもってその根幹となすも、一面において不穏思想を究明して、その是正を図ること、また緊要なり」といい、具体的には国民精神文化研究所の拡充や各道府県での国民精神文化講習所の新設などを計画する。途中案では、日本精神の聖書経典とも称すべき簡明平易な国民読本を国民精神文化研究所研究部で編纂し広く普及させることが企画される。これは委員会で立ち消えるが、ここに後の『国体の本義』の萌芽があったことは注目される。

#### 滝川事件
滝川事件では京都帝国大学教授滝川幸辰が休職処分になる。この事件は文部省の思想統制の範囲がマルクス主義の枠を越えて、自由主義にまで広がったことを意味する。文部省国民精神文化研究所の伊東延吉が滝川事件について「唯物論とかマルキシズムとか云ふことで問題にしてゐるのではない。その客観主義自体が問題で、あれを進めていくと××否認、××否認になる」（××は原文のまま）と発言したように、文部省は国体否認・国家否認と見なした思想を排除するようになる。文部省は滝川事件を済ませると、その後は一挙に国体に反するとみなした思想や学説を思想統制の対象としていく。

#### 日本共産党幹部転向声明
6月に日本共産党幹部の佐野学と鍋山貞親が転向を声明する。声明書に日本の君主制（国体）について次のようにいう（大意）。
日本の君主制をロシアのツァーリズム（絶対君主主義）と同視する党の反君主主義が過ちであることを認める。日本の君主制は民族的統一を表現している。君主制に対する大衆の自然的感情をありのままに把握する必要がある。日本の民族的統一は下からの人民的国家権力成立の強い保障である。
この転向声明が左傾学生生徒に与えた影響について文部省は次にようにまとめている（大意）。
英雄的・先覚者的・殉教者的な気分を抱いて共産主義社会とその指導者に憧れていた学生に対し、理論面よりも感情面から衝撃を与え、その転向に影響があったと認められる。〔…〕従来かれらが盲目的に共産主義やソビエト・ロシアを賛美していたのに対し、これを打破し、かれらに反省と再考の機会を与え、またその理論的誤謬を認識させ、進んでその思想の清算を決意させ、また我が国体と国民の特殊性を考察する機会を与えた。
東大学生課によると、左傾学生も佐野と鍋山の転向声明に影響され、転向動機に「国体」「民族性」「特異性」が目立ちはじる。

### 文部省の対応
1934年6月文部省は学生部を昇格し思想局に改組する。思想局は創設の翌月に思想問題に関する資料展覧会を開催し、その目録で「国民全体が深く我が国体の精華と国民精神の本義とを自覚し、いやしくもこれに背反するがごとき思想は一刻一片も存在を許容せざる覚悟を有することが必要である」と訴える。さらに11月に『思想局要項』を刊行し、「根本的対策」として「今日我が国思想問題に対する根本的対策としては我が国独自の国体観念、国民精神の真の体得に努め、我が国固有文化の発揚を図り、これに基く教育学問の振作創造につとめ、外来思想の咀嚼摂取に意を用い、マルキシズム等の謬れる思想の矯正根絶を期し、以って現下の時勢に処し国民のむかう所を明らかならしむる」ことを思想局の第一の役割として自認する。
1934年9月、吉田熊次が国民精神文化研究所の研究部長に就任する。かつて吉田は同所発足時に所長就任を要請されたときはこれを断っていた。吉田は「思いつきや神がかりの国体論」を厳しく批判したという。吉田が研究部長就任にあたり「我が国の思想界・学界は世界のあらゆる主義・主張を包容するがゆえに、これらを融合し整理して、我が国民精神を培養することが特に本研究部の任務でなければならぬ」と述べたのは、おそらく同所事業部長紀平正美に代表される「思いつきや神がかりの国体論」を牽制したものとみられる。
地方の学校では危険思想を未然に防ぐため思想調査が行われる。極端な事例は鳥取県立倉吉高等女学校が1935年10月に発表した「思想調査案」である。これは国体観念の調査を全学年の課題とし、女子生徒に「皇室の御恩徳について最も感激したこと」「国史を学んで我が国体が最も有難いと感じたこと」「今までに読んだ書物や聞いた御話の中で国体に関し最も関心したこと」「現代の社会で我が国体の有難さを強く感じたこと」「国体に関して疑問があれば述べよ」と試問して思想性向を調査し、各学期に性向調査会を開き、その結果を性向調査簿に記入する。女子生徒が町内の書店で購入した書籍雑誌までも調査する。

### 天皇機関説事件・国体明徴運動
1935年（昭和10年）の天皇機関説事件をきっかけに国体明徴運動が盛り上がりをみせる。後年（1940年）、東京地裁検事局の思想特別研究員玉沢光三郎は国体明徴運動の影響を次のように論じる。
天皇機関説排撃に端を発した国体明徴運動は、皇国日本における絶対的生命的な根本問題を取上げた一大精神運動であった。しかも言論絶対主義の下に、あくまで合法的に進められたため、各分野における革新分子は期せずして一致してこの運動に参加し、全国的に波及して一大国民運動にまで進展し、三十年来唱導された学説を一挙に葬り去ったばかりでなく、社会の各部層に深甚な反響を及ぼし、思想・政治・教育・宗教等あらゆる部面に少なからざる影響を与えて時代を著しく推進せしめたと同時に、革新運動の一大躍進を招来し画期的成果を挙げしめた。

国体明徴運動は著しく国民精神を昂揚せしめて、日本精神の自覚内省を促したと同時に、日本文化の優秀性を認識せしめ、更には日本精神に立脚した新日本の建設、新文化の開拓等の風潮を促進せしめた。
田中耕太郎は戦後に「国体明徴運動こそは思想的に日本を破滅へ導いた過激国家主義の先駆であった」と断じる。

#### 天皇機関説事件の発端
天皇機関説事件は、1935年2月18日に貴族院で菊池武夫議員が美濃部達吉を攻撃して始まる。3月の貴族院「政教刷新に関する建議」と衆議院「国体に関する決議」に至るまでの間、政府の議会答弁は、天皇機関説には反対するが議論は学者に任せるという「敬遠主義」に終始する。

#### 文部省の初期対応
3月には文部省が省議で、国体明徴に関して時局対策施設費10万円をもって講演会開催やパンフレツト頒布を行い、学制改革に関して国史・修身・読本の授業方法について考慮すると決定する。
4月に内務省が美濃部の著書5冊の発禁などの行政処分を下すと、文部省は全国の教育関係者に「国体明徴に関する訓令」を発し、いやしくも国体の本義に疑惑を生じさせるような言説は厳に戒め、常に国体の精華の発揚を念頭におくべきことを指示する。この訓令は教育の現場で評判が悪かったという。教育現場では国体明徴について既に「国体観念の涵養」などの表現をもってその実施に努めていたという自負があったからである。文部省はこの程度の訓令で事を済ます気でいたが、国体明徴問題は軍部を巻き込んでヒートアップする。
5月に陸海軍大臣からの要求を受け、文部省は国体明徴に照らして小学校の国語や修身の教科書を修正することを表明する。
6月松田文部大臣は地方長官会議で訓示して「ますます国体の精華を発揚すべきこと」「あまねく我が国体の万邦に比類なき所以を体得せりむるように指導せられんこと」を強調するが、機関説排撃を明言しない。

#### 文部省の方針転換
事態は文部省の楽観的見通しを裏切って機関説排撃の国体明徴運動が勢いを増す。7月に文部省は方針を転換する。文部省は全国の学校長ら350名を対象に5日間の憲法講習会を開く。金子堅太郎「帝国憲法制定の精神」、筧克彦「帝国憲法の根本義」、西晋一郎「日本国体の本義」、牧健二「帝国憲法の歴史的基礎」、大串兎代夫「最近に於ける国家学説」である。この連続講習は、たとえば日本法制史の牧健二が「帝国憲法の成立はどうしてもこれを国史に顧みて研究しないと判らない」「日本の歴史を一貫して国家の規範として現れた光輝ある国体を顧みて理解されなければならない」としつつ、「帝国憲法における国体を明徴ならしめることは、同時に立憲政治をして真にその価値を発揮せしめる所以でもあります」と述べるなど、必ずしも機関説排撃一辺倒であったわけではない。
つづいて文部省は全国学校の法制経済科・修身科の担任教員と学生生徒主事を合計177人招集して協議会を開く。文部大臣がその席上で「一方においては国体の本義に疑惑を生ずるがごとき言説は厳にこれを戒むるとともに、一方においては積極的に我が国体に則りたる憲法学の発展完成に向かって努力すべき」と訓示し、機関説排撃を明言するとともに日本憲法学の確立に論及する。この協議会の議題は、法制経済科や修身科の授業に国体明徴の効果を挙げる方法であり、それはおおよそ次のような結果になる。
- 法制科においては、憲法発布の際の御告文・勅語・上諭を明らかにし、これにもとづき講義する。
- 今後は教師みずから国史を充分に研究して、もって我が国体の真義を体得する。
- 国体の明徴は歴史の正しい認識にもとづくため、文科方面はもちろん、理科方面（進化論など）でも国史の真髄を理解させる。
- 諸外国と比較研究することにより我が国の尊厳性を把握させる。
- 国体の明徴を期するには知育偏重を排して徳育を重視し、理論より実践の指導に努める。

ここに全国の思想教育担当者を集めて機関説排撃と国体明徴の徹底について意思統一がなされたことは文部省の教学統制上の画期である。
文部省は各種講習会を多数開催し、国体明徴の徹底を図る。読売新聞はこれを皮肉って「国体明徴の徹底に講習会を盛んに開くそうである。いかに叩き込んだところで消化が出来なければ国民の栄養にはなるまい。文部省あたりの明徴から出直してかかる必要はないか」というコラムを載せる。
1936年度文部省予算の当初案では各帝国大学に国体講座を設置する計画があった。読売新聞の報道によれば、各大学は国体について憲法学の一部として講義しているだけである。国体の本義を講義すべき国法学も大部分は各国の学説を研究する比較憲法学のようである。国体観念を史的に観察する法制史も各教授が特定の時代の専門研究に走りすぎている。文部省はこれらの点を遺憾とし、何としても国体の本義に関するまとまった講座を新設する必要を痛感している、という。しかし、おそらく適任者も見つからないためこの段階では国体講座の開設は見送られる。

#### 二二六事件後
1936年2月26日、二二六事件が勃発する。殺害された教育総監渡辺錠太郎は、前年に天皇機関説を擁護した̚ことがあり、このことが殺害理由の一つになったという。
1936年5月貴族院本会議において天皇機関説について質疑が出て、広田弘毅首相は「厳正にこれを取締ってまいりたいと思う」と答弁し、平生釟三郎文相も「天皇は統治権の主体であって統治権は一に天皇に存すという国体の本義に反したる学説の講義もしくは講演は、何処の学校においても絶対に禁止しておるのであります」と答弁する。同月、文部省は「学校教育刷新充実に関する経費」18万4千円の追加予算を議会に提出し認めらる。これは「小学校より大学に至る各階級の学校に使用せる教科書、教授要目、プリント等につき、いやしくも国体明徴に関係を有せるものは総べてこれを再検討し根本的にこれが改訂を行う」ものである。同時に教授要目も急ぎ改訂される。
1936年6月思想局長伊東延吉が専門学務局長を兼任する。翌月、伊東延吉は思想局長名で大学に通牒を発し、日本文化講義、すなわち「日本文化、国体の本義に関する特別講義」の実施を指示する。これに対し東大で反発の声が上がる。9月の評議会の場で、法学部長穂積重遠は、学生は忙しく講座実施は困難である、そんな時間があるなら自然科学の講義を切望すると述べ、また経済学部長河合栄治郎は大学自治に影響が及ぶ懸念を示すなど、反対の意向を表明したのである。東大では通牒通りの実施はできないと文部省に返答する。

#### 日本諸学振興委員会の設置
1936年9月、日本諸学振興委員会が文部省訓令により設置される。訓令第1条は「国体、日本精神の本義に基き各種の学問の内容および方法を研究・批判し我が国独自の学問、文化の創造、発展に貢献し、ひいて教育の刷新に資するため、日本諸学振興委員会を設く」であり、学会や公開講演会などを開催することとされる。委員長は文部次官が兼ね、専門学務局長兼思想局長の伊東延吉が常任委員となる。
日本諸学振興委員会設置の背景には国民精神文化研究所が研究面において成果を出せず、学界からの評価も低いという事情があった。この点に気づいた文部省は、人文に関する学問の各科にわたって日本精神・国体観念を徹底させ、これを基として研究させる方策に転換し、既に刷新に着手している教育の分野に加えて、学問の分野についてもその刷新を盛んに唱導しはじめる。
日本諸学振興委員会の初回は教育学会である。文部大臣の挨拶によると、学問の統制を教育学から始める意図が込められ、それも個人主義や自由主義に基づく欧米流の教育学を否定し、国体・日本精神の本義に基づくものという枠に嵌められていることが分かる。

#### 林内閣の祭政一致
1936年11月教学刷新評議会が設置される。これは林陸相（次期首相）が岡田首相に対し国体明徴について特別の機関を設けてもらいたいと注文をつけたように、軍部の圧力によって設置されたものである。評議会を設置する目的は「国体観念、日本精神を根本として現下我が国の学問、教育刷新の方途を議し文政上必要なる方針と主なる事項とを決定し以てその振興を図らん」こととされる。
1937年2月、林銑十郎内閣は発足時に「政綱に関する内閣声明」を発表し、その第1に「国体観念をいよいよ明徴にし、敬神尊皇の大義をますます闡明し、祭政一致の精神を発揚して国運進暢の源流を深からしめんことを期す」と掲げる。
1937年3月、文部省が中等学校や師範学校の教授要目を改正する。これにより、修身は教育勅語の趣旨を奉体して国体の本義を明徴にし国民道徳を会得させることになる。また、公民科は、国体と国憲の本義、特に肇国の精神と憲法発布の由来を知らしめ、もって我が国の統治の根本観念が他国と異る所以を明らかにし、これに基づき立憲政治と地方自治の大要を会得させ、特に遵法奉公の念を涵養することになる。
1937年3月同志社大学が「同志社教育綱領」を制定する。これは教育勅語と詔書を奉戴しキリストに拠る信念の力をもって聖旨（天皇の意思）の実践躬行（自発的実行）を期するというものである。同大学では前々年の神棚事件や前年の国体明徴論文掲載拒否事件などの内紛が起きていた。教育綱領制定後も教育綱領に反すると疑われる教授らの罷免を国体明徴派の4教授が要求する紛争が起きる。専門学務局長兼思想局長伊東延吉は同志社の理事を呼びつけ「政府当局の国体明徴の根本方針に立脚して善処すべき事」の意向を伝え、罷免要求を受けた側の教授らについては「思想清美」できるまで授業を差し止め、罷免要求を行った国体明徴派4教授の処分については絶対不賛成であると明言する。文部省は国体明徴の観点から同志社のキリスト教教育を狙い撃ちにしたといえる。

### 文部省『国体の本義』
1937年3月文部省が『国体の本義』を発行する。その4年前の思想対策協議委員の当初案で日本精神の聖書経典ともいえる国民読本を編纂する案があり、また2年前の国体明徴運動時の予算要求では、修身編・国史編・法制編の三部構成の冊子「国体本義」の編纂頒布を盛り込んだことからも分かるように、『国体の本義』編纂は文部省にとって宿願であった。前年4月文部省が編纂委員会を組織し作成に着手することになったと報じられる。その際の思想局長伊東延吉の談話に次のようにいう。
国民全般に国体の本義に関する理解を十分ならしめたいという意味からこの事業を思い立ったのである。それでなるべく平易に了解されるように編纂したいと思っている。国体の本義というと、とにかく古い歴史的な事ばかりのように解せられがちであるが、今度のは歴史的であるとともに社会的にも十分検討して時代認識に立って国体の本義を明かにする方針である。出来上ったら小中学校の教職員および学生生徒、学事関係者に配布するほか、一般国民にも容易く購読の出来るようにしたいと思っている。
編纂委員は14人、吉田熊次・紀平正美・和辻哲郎・井上孚麿・作田荘一・黒板勝美・大塚武松・久松潜一・山田孝雄・飯島忠夫・藤懸静也・宮地直一・河野省三・宇井伯寿が委嘱される。編纂調査嘱託には国民精神文化研究所から山本勝市・大串兎代夫・志田延義が指名され、文部省から7人が指名される。編纂委員は大所高所から注文をつけるだけで、実質的には編纂調査嘱託が執筆し、最終段階で思想局長伊東延吉みずから加筆修正したと推測される。編纂委員の和辻哲郎は「国体概念の根本的規定等において現代のインテリゲンチヤを納得せしめるよう論述し得るか相当重大なる問題」と注文をつける。
文部省は『国体の本義』について自ら解説し「本書の編纂に当つて特に意を用いた点は、現在における国体の明徴は我が国民の間に久しきにわたって浸潤してゐる欧米の思想、文化の醇化を契機とせずしては、その効果を全うし得ないという精神からして、我が国体、国家生活、国民精神文化を説くに際し、努めて欧米のそれらに触れ批判を下した点にある」とする。
緒言で「西洋個人本位の思想は、更に新しい旗幟の下に実証主義および自然主義として入り来り、それと前後して理想主義的思想・学説も迎えられ、また続いて民主主義・社会主義・無政府主義・共産主義の侵入となり、最近に至ってはファッシズム等の輸入を見、遂に今日われらの当面するごとき思想上・社会上の混乱を惹起し、国体に関する根本的自覚を喚起するに至った」。「今日我が国民の思想の相剋、生活の動揺、文化の混乱」は「真に我が国体の本義を体得することによってのみ解決せらる」。「今や個人主義の行き詰りにおいてその打開に苦しむ世界人類のためでなければならぬ。ここに我らの重大なる世界史的使命がある」という。
刊本では冒頭で「本書は国体を明徴にし、国民精神を涵養振作すべき刻下の急務に鑑みて編纂した」。「我が国体は宏大深遠であって、本書の叙述がよくその真義を尽くし得ないことをおそれる」とする。草稿段階では、本書以外の研究を拘束するものではない旨の記述があったが、これは最終的に削られる。また、草稿段階では多少の理性的客観的姿勢もあったが、刊本では国体の本義の闡明が世界人類のため世界史的使命を持つ等の記述に論理の飛躍が見られ、理性や客観性は消し飛んでいる。
結語では「国体を基として西洋文化を摂取醇化し、以て新しき日本文化を創造し、進んで世界文化の進展に貢献するにある」、「西洋思想の摂取醇化と国体の明徴とは相離るべからざる関係にある」として偏狭な国体論を戒めているのに対し、本文では、西洋近代思想は個人主義に帰結すること、それに由来する主義は自由主義・民主主義から共産主義・無政府主義に至るまで全て日本の国体に容認されないことの説明に最大の力を注いでいる。このような不整合は起草関係者自身も認識しているところであり、不整合のわけは結論が各章から導かれるという順序ではなく、あるべき結論を先に決めてかかったからだという。
文部省は 『国体の本義』の普及徹底を図り、30万部を全国中等学校以下の教員その他教育関係者に配布する。市販版は1年後に20万部を越え、1943年3月には190万部に達する。
『国体の本義』の解説書のなかで最も早く刊行された三浦藤作『国体の本義精解』は短期間に版を重ね1941年1月までに120版に至る。三浦は『国体の本義』を礼賛し「最も広汎な視野の上に、最も正確な資料に基づき、最も厳密な態度を取り、我が国体をあらゆる角度から凝視し、最も普遍妥当性ある国体論を樹立しようとした努力の結晶である」と評価する。
戦後の国立教育研究所は『国体の本義』について「中等学校教育の修身科の教科書の『聖典』になり、また、高等学校、専門学校、軍関係学校の入学試験にとっての必読書ともなって、日本の青少年の人間形成に大きな役割を果たした」と指摘する。しかし『国体の本義』は刊行後直ちに聖典になったわけではない。帝国議会では『国体の本義』に対する批判が沸き起こる。『国体の本義』にある「君民共治でもなく、三権の分立主義でも法治主義でもなくして、一に天皇の御親政である」という一節が批判されたり、『国体の本義』は国体の本義に重大な疑惑を抱かせると反対されたり、『国体の本義』は前の林内閣の産物であるから今の近衛内閣で見直す必要があると指摘されたりする。こうした批判はしばらく続いたようであるが、刊行後まもなく日中戦争が勃発し、国民精神総動員とともに国体明徴が一層強調されるようになると、批判は次第にタブー化し、『国体の本義』は聖典化する。
『国体の本義』編纂を取り仕切った伊東延吉は、『国民の本義』の市販版を出した翌月、専門学務局長兼思想局長から文部次官に昇任する。

### 第一次近衛内閣と日中戦争の勃発

#### 国民教化運動
1937年4月、情報委員会が「国民教化運動方策」を決定する。曰く「尊厳なる我が国体に対する観念を徹底せしめ、日本精神を昂揚し、帝国を中心とする内外の情勢を認識せしめて国民に向かうところを知らしめ、国民の志気を鼓舞振張し、生活を真摯ならしめるとともに国民一般の教養の向上を図り、もって国運の隆昌に寄与する」。この「国民教化運動方策」を実行に移す矢先の7月、日中戦争が勃発する。

#### 教学局の創設
1937年7月、文部省の思想局が廃され、外局として教学局が創設される。教学局官制第1条に「教学局は文部大臣の管理に属し国体の本義に基づく教学の刷新振興に関する事務を掌る」とされる。これより先、前年10月の教学刷新評議会が答申を出し、教学の刷新振興・監督に関する重要な事項を掌理させるために有力な機関を文部大臣の管理下に（すなわち文部省外局として）設置することを提唱する。局長は文部次官級の人物を充て、これを長官と称する。1937年6月の教学局官制案の理由書に「我が国現下の趨勢に鑑み我が国体の本義に基づく教学の刷新振興を図るは喫緊の要務なり。しかるに現在の思想局の機構をもってしては十分にその機能を発揮すること能わざる」とされる。枢密院の審査委員会では、こんな小規模でなくもっと大規模にしろとか、長官を親任官（大臣級）にしろとか、参与を勅任待遇に格上げしろとかいう要望が出される。これは教学刷新に対する為政者層の強い意思を表している。
教学局は不振に陥る。創設後1年半を過ぎたころから「無為状態」「肥立ちの悪い」「盲腸化」などというような低評価が定着するのである。局内部のある嘱託員は戦後に「教学局は本質的には、教育行政の元締めとして、国の軍国主義化の一翼を担っていたわけであるが、私達は誰も積極的にはそれに力を貸そうとは考えなかった」として「当時の文部省の右翼的雰囲気に対する若者たちのささやかな抵抗」を語っている。教学局不振の原因は「教学局が過去の思想と精神との亡霊に禍されている」といわれる。具体的には文部次官伊東延吉の影響である。当時から「伊東イデオロギーが厭というほど浸潤し、その人的機構もまた伊東の胸一つで、その子飼の人物で固められている」とか、「伊東自身が長官であったら教学局ももう少し活発に働きかけたろうが、いたずらに人ばかり多くて何の仕事も出来てない」とかと批判されている。伊東文部次官は1938年12月に更迭される。

#### 日本国体学講座
文部省では国体明徴に関して専門学術研究を構想する。1936年に検討が始まり、1937年度予算に東京文理科大学・広島文理科大学・東京帝国大学・京都帝国大学への日本国体論講座の新設が盛り込まれる。当初計画では9月に開講する予定であったが、文部省が大学に押し付けるものであり各大学が自発に設置するものでなかったため、予定より大幅に遅れる。
まず1937年11月に東京文理科大学と広島文理科大学に日本国体論講座が新設される。新設の理由は「我が国民の歴史および精神生活の史的発展における最も顕著なる事象を跡づけるとともに、また我が国の政治・経済・宗教・道徳・教育・学問・芸術その他文化諸相を通じて把握さるる特性を明にして、我が国体が我が国民生活の生々不断なる創造的発展を展示し、常に国民の具体的生活と結合し、自覚ある国民の活動に帰一統合を与うるところの国民存在の範疇たる国体を理論的に把握し学的の基礎づけ」、「一切教学および実践的生活を媒介として国体の具体的発展に産ずるの自覚および覚悟を得しめ」ようとするためとされる。東京文理科大学では「国体論」を全学科で必修科目にするが、広島文理科大学では「国体学教室」を設け、これを専門とする学生を養成することになる。この国体学教室は西晋一郎の国体論を中核として誕生したといわれる。西晋一郎は国民精神文化研究所所員を兼ね、文部省の国体明徴講座の講師の常連でもあった。
翌月、京都帝国大学に日本精神史講座が新設される。講座名称がもともと「日本国体学講座」であったのを「日本精神史講座」に改めたときは、設置理由として「本学（京都帝国大学）文学部においては我が国体の学術的考究に関係する講座として、つとに国史学二講座・国語学二講座あり、我が国体の由来する所を究め我が国民性の特質を明かにするに力を用うること久しといえども、しかもこれら講座において研究する所を綜合統一し国史を貫く固有の精神を歴史的に研究する方面に至っては、なお遺憾の点、少しとせず、これ本講座を設置せんとする所以なり」としていた。これは文部省に修正され、官制改正理由で「本講座は国体に基づく我が国の思想、文化ならび我が国民の精神生活の歴史的性格」を明らかにし「我が国体の世界史的意義および使命を闡明し、東西文化の融合発展に努力すべき国民の自覚および覚悟を固めしめんとするもの」と改められる。国体を強調する点に文部省らしい修辞が見られる。日本精神史講座の担当は、書類上、国史学第一講座の西田直二郎が兼任し、助教授に講師高山岩男を助教授に任命する予定とされる。西田は国民精神文化研究所の所員を兼ねていたが、京都帝国大学の日本精神史講座を休講にすることが多かったといわれる。
そのまた翌月（1938年1月）、東京帝国大学に日本思想史講座が新設されるが、設置にあたって事態が紛糾する。前年11月、日本国体学講座を文学部に設置することが文部省から一方的に通知される。文学部では不満が強い中で評議会で国史講座を第1候補、日本思想史講座を第2候補と決める。しかし総長が文相らと会談して日本思想史講座に決めてしまったことから、評議会で不満が噴出する。文部省による官制改正理由は京都帝国大学のときと同文である。日本思想史講座の教授には国史学第二講座の平泉澄が就く。

#### 矢内原忠雄の辞職
1937年12月、東京帝国大学経済学部教授矢内原忠雄が辞職に追い込まれる。これより先、矢内原が『中央公論』9月号に掲載した「国家の理想」が削除処分になり、11月に経済学部長土方成美が矢内原の進退を問題とするが、東大総長が木戸幸一文相と協議して、一旦は矢内原本人の陳謝を条件に事を収めることになる。ところが、文部次官伊東延吉ら文部省幹部がこれに異議を唱え、陳謝では到底収まらない、中央公論以外にも国体精神と全く相容れない文言が数か所ある、議会で質問が出た場合に答弁のしようがない、大学としても事態の紛糾は免れないだろう、矢内原は辞職するしかない、などと言い立てて矢内原を辞職に追い込んだのである。

#### 文部行政の展開
文部省の外局である教学局は『国体の本義解説叢書』全13冊を1937年12月から1943年3月にかけて刊行する。この叢書は文部省『国体の本義』の思想を拡充するものであり、例えば紀平正美『我が国体における和』（1938年3月刊）には、日中戦争全面化を踏まえて、次のように説く。
天に代つて不義を討つ、忠勇無双の我が兵が、歓呼の声に送られ、すでに父母の国を出で立った時に、もはや私（わたくし）はない。私の父母もなければ、私の家も、私の業務もない。ただ公（おおやけ）の祖先があり、父母があり、家があり、郷里があり、国があり、最後に天皇が存します。かくて心の内は如何に豊かに、いかににぎやかであろうかよ。〔…〕我が神国日本の将卒のみには、天に代っての将卒でなく、直接に自らが神兵である。かかる大和合（だいわごう）の力こそ、常に十数倍の敵に対してよくその守りを失わず、彼の隙に乗じては、攻撃に転じ、更に彼を制圧し、進んで追撃に移る。追撃又追撃、敵に少しの余裕をも与えない。
1938年7月には国民精神文化研究所の思想国防研究部が小冊子『国体の本義に基く政策原理の研究』をまとめる。これは「大御心の奉戴と臣民の精神の徹底とからする国体の把握は、直ちに我が国の具体的な諸問題についての原理的な見解と対策とを与える」という観点から「大学刷新問題」などを論じる。大学を「かつては多くの共産主義者を簇出せしめ、非常時下の現在なお自由主義、人民戦線思想培養の最大の温床」として敵視し、次のような大学改造を急務とする。それは、国体と学問との本質的関係を究明し、反国体的教授を即時に罷免し、諸教授に対し自己の国体観を確立するとともに国体の原理に基づく専門諸学体系を樹立することを要求する、というものである。
1938年8月国民精神文化研究所が人員を5名増やす。前年11月に国体明徴運動への対応として法政科の拡張を求めたが内閣法制局に反対されて停滞していたものを、日中戦争の進展をふまえて思想国防を理由の前面に出して内閣法制局の了解を取り付けたのである。官制改正案の理由書に「支那事変に際し思想国防の緊要性に鑑み、憲法学その他法学・政治学等にわたり我が国体を本として研究を進め思想国防に資せんがため」とされ、法制局も「今回の増員は差し当たり今次事変に因って発生したる思想国防の事務のため特にこれを認める」とする。国民精神文化研究所は調子に乗って思想国防に邁進する。
1938年11月荒木貞夫文相は天皇に上奏して、「長期にわたる戦争情態において最も恐るべきは思想の動揺」であるから、「共産主義等の誤れる思想はこれを徹底的に是正し、万邦無比なる皇国の道より生まれ出づる大中至正の思想に徹底」し、「国体を基とする世界的大国民の錬成」を教育の根本とすると説明する。
文部省は一部の新興宗教をも国体観念から批判する。1938年12月に教学局企画課が作成した文書「思想問題より見たる邪教」は、「邪教が国民の国体観念を紊し（みだし）、社会風教上に流す種々の害毒は著しく、国民精神を総動員すべき非常時にあたり我が教学の本旨に鑑みて、厳しき批判を要する」として、大本教・ひとのみち教団・天理本道などの教団を列挙する。
1939年の初め、文部省が東京帝国大学経済学部教授河合栄治郎の著書をチェックした形跡がある。教学局の嘱託員が、河合の著書『経済学原論』について文部省『国体の本義』に背く思想表現箇所に全て赤線を引くように指示されたのである。はじめこの指示を受けた嘱託員は、この仕事に矛盾を感じ、次第に良心の呵責を受けるようになり、上司に申し出てこの仕事を変えてもらったという。同年1月に河合に対する文官高等分限委員会が開かれる。委員長は平沼騏一郎首相である。事前に委員へ送付された休職理由書には「国家思想を否認し我が国体観念に背反し、いたずらに憲法の改正を私議し国民道徳を破壊せしめんとするがごとき意見を発表し、さらにこれを教授する」とされていた。委員会では河合について「一日も大学に置くことは危険であるから直ちに休職を希望いたします」という意見に全会一致して休職が決定する。
1939年5月各道府県に思想対策研究会を設置することが教学局長官名で通牒される。その趣旨は「今次事変が特に思想戦たる意義を有する点より考え、単に共産主義その他反国家思想を防遏するに止らず、更に積極的に国民各層に国体・日本精神の透徹具現を図り旺盛なる精神力を培養し、もって国民思想の動揺を未然に防止し戦時ならびに戦後の事態に処す」とされる。
1939年4月には学生を大陸に送って勤労させる「興亜青年勤労報国隊」の具体案が決定される。文部省が同年7月に『週報』に載せた「興亜青年勤労報国隊に就いて」は「興亜精神は国体観念と相互に反射し映発して、日本教学はこの新たなる背景と脚光の中に其の具体的な映像を鮮明に次代に浮き上らすべきを信ずる」と述べる。
1940年3月国民精神文化研究所が人員を8名増やす。増員分は「国体に基づく東亜新秩序原理の研究」「日本世界史の編纂」「思想家、評論家、学者の思想調査資料の作製」「国体日本精神より見たる支那事変の世界史的意義の編纂」に当てる計画である。

### 対米開戦への道
1940年7月、第2次近衛内閣は成立にあたって「基本国策要綱」を閣議決定する。その「国内態勢の刷新」の第1に「国体の本義に透徹する教学の刷新とあいまち、自我功利の思想を廃し、国家奉仕の観念を第一義とする国民道徳を確立す」とされる。この趣旨には「従来の法文科系中心の自由主義・個人主義教育を革新し、国体に基づく人格教育、実社会に役立つ生きた教育を施すこと」という海軍省の要求が含まれている。
1940年9月、政府の教育審議会が「高等教育ニ関スル件」を答申する。大学については「常に皇国の道に基きて国家思想の涵養、人格の陶冶に力むる」ことを目的とし、その達成のために「国体の本義を体して真摯なる学風を振作し学術を通して皇運を無窮に扶翼し奉るの信念を鞏固ならしむること」等を重視するとされる。同年12月、文部省はこの答申を受けて、大学教授は国体の本義に則り教学一体の精神に徹し学生を薫化啓導し指導的人材を育成すべき旨を訓令する。

#### 教学局『臣民の道』
1941年7月、教学局が『臣民の道』を刊行する。同書については、『国体の本義』の実践的奉体を意図した姉妹編という評価が通説的である。『臣民の道』は解説書を含めると『国体の本義』を上回る約250万部が刊行されており、一般国民に広く普及される。当初は前年の第2次近衛内閣「基本国策要領」に則り、「真に国体に徹したる翼賛運動と国民道徳」の「実践的指導書」として自我功利の思想を排し国家奉仕を第一義とする国体具現の道徳解説書を刊行して、これを教職員その他の指導階級に必読せしめたく」という企図であり、実践書でなく指導書という位置づけであり、対象読者は一般国民でなく指導層であり、また『国体の本義』の姉妹編という意識もなかった。

編纂途中で対象読者を指導層から一般国民に広げることとなり、刊行計画の発表時には「”国体の本義”姉妹篇に 平易な“臣民の道”」という見出しで報じられ、当局者は談話で、先の『国体の本義』は一般国民の読み物として難しいとの評があったが今度は誰でもわかるように編纂する、と語る。教学局版の刊行後まもなく近衛文麿首相の題字により『註解 臣民の道』が刊行される。解題で『臣民の道』の内容を次のように要約する。
第一章において世界新秩序の建設という今日の課題をとりあげ、世界史の転換をとき、その中から皇国日本に立脚する新秩序の建設をといて皇国の重大なる使命をとき、国防国家体制確立の急務をといている。
第二章はこういう皇国の当面している位置の上にたって、皇国の国体と臣民の道とを解明している。「万世一系の天皇、皇祖の神勅を奉じて永遠にしろしめし給う」国体と、「臣民は億兆心を一にして忠孝の大道を履み、天業を翼賛し奉る」臣民の道と明らかにしているのである。そうして我国においては忠あっての孝であり、忠を大本とする所に臣民の道があるのである。次に国体にもとづき臣民の道を履践した祖先の遺風をば皇国の歴史上の事実から明らかにしている。皇国の歴史は肇国の精神にもとづく国体の顕現の歴史であるとともに臣民の道の履践の歴史でもあるのである。そうして国体をはなれて臣民の道はなく、天皇に絶対随順し奉ることをはなれて日本人の道はない。

第三章はかくの如き臣民の道の実践をば、現実の国民の課題として説いて居る。〔以下略〕
『臣民の道』刊行直後に教学局長官は講話で「まさにこの臣民の道というものこそはこの国体の本当の意味合い、精神というものを我々の生活に具現することであり、我々の生活の中にこそ我が国体の姿というものを生かして行かねばならぬ。生かすではない、それを践み行なう事こそ我々皇国臣民としての道」であると述べる。
『臣民の道』は4年前の『国体の本義』の姉妹篇と位置づけられるものの、その間の時局の進展により両書の性格は大きく異なる。第1に思想統一の程度が異なる。『国体の本義』では「国体を基として西洋文化を摂取醇化し、もって新しき日本文化を創造し、進んで世界文化の進展に貢献する」と説いていたが、『臣民の道』では欧米思想を全否定し、「我が国民生活の各般において根強く浸潤せる欧米思想の弊を芟除〔切って捨てること〕」すると断定する。第2に忠と孝との間の関係が変化する。『国体の本義』では忠も孝も同等に扱い、「忠孝一本は我が国体の精華」であり「われら国民はこの宏大にして無窮なる国体の体現のために、いよいよ忠に、いよいよ孝に励まなければならぬ」と説いてたが、これに対し『臣民の道』は忠を孝より優先し、「そもそも我が国においては忠あっての孝であり、忠が大本である」と断言する。こうした違いは編纂をとりまく状況の違いに由来する。『国体の本義』が天皇機関説事件を契機に国体明徴のために編纂されたのに対し、『臣民の道』は日中戦争が長期化する中で新たに大東亜共栄圏の構想のために編纂されたからである。

### 太平洋戦争（大東亜戦争）期

#### 開戦当初の思想対策
日本が米英に宣戦した翌月の1942年1月、文部大臣橋田邦彦は「任に教育に在る者は聖旨を奉体して国体の本義、今次征戦の真義に徹し、一路教育報国に邁進すべき」であると述べ、教学局長官藤野恵は「大東亜戦争を戦い抜かんとする今日こそ、我が国民は愈々国体の本義に基づく教学の刷新振興を図り、国体の明徴、教学一体の具現、日本的諸学の樹立に一段の力を致し、新東亜文化の建設者としての資質の涵養発揮に全きを期せねばならない」と論じる。
1942年1月国民錬成所官制を公布する。これは「国民をして自我功利の思想を排し、国体の本義に基づき挺身義勇公に奉ずるの精神に徹し、実践もって皇運扶翼の重責を全うせしむべき」ためのものであり、官制第一条に「国民錬成所は文部大臣の管理に属し国体の本義に基づき実践躬行もって先達たるべき国民をしてその錬成を為さしむる所とす」とされる。「錬成科目」には「国体ノ本義」という講義があり、それは「惟神の大道に出発し皇国臣民の皇運扶翼の道を明らかにし、この本義に基づく教学の樹立を図るもの」とされる。

戦時下では思想対策の徹底が求めらる。1942年3月、文部大臣橋田邦彦は地方長官会議で次のように訓示する。
国体の本義に徹し肇国の精神を発揚することは我が国民生活の根柢であります。したがってまた我が国民思想はこれに基いて確乎不動となり、思想国防の鉄壁陣を完成することは、敵国が企図するであろうと考えられる思想戦に備うるためにも、また大東亜の新秩序建設のための征戦完遂に向っても、その要、いよいよ切実であります。
1942年3月日本諸学振興委員会が機関誌『日本諸学』を創刊する。教学局長官名義の「発刊の辞」に次のようにいう。
大東亜戦争の目的完遂のためには、ますます国体の本義に基づく教学の刷新を図り、国体の明徴、教学一体の具現、日本諸学の創造発展に更に一段の力を尽さねばならぬのである。しかして世界の耳目を聳動せしめつつある皇軍の赫々たる大戦果が、決して一朝一夕の努力によるものではなく、一に御稜威の下、皇国教育の本義に徹し、日本精神に基づく日頃の実戦さながらの不断の猛訓練と学問の研鑽とが一体となつて発現したものに他ならぬのであり、したがって国体、日本精神の本義に基づく教学の刷新振興が今次征戦の遂行上絶対の要件たるのみならず、更にまた叙上の新東亜文化建設の先達としての資質涵養上欠くべからざることといわねばならぬ。
5月大東亜建設審議会が答申案を可決する。答申の「皇国民の教育錬成方策」には、国体の本義に則り教育勅語を奉体し皇国民としての自覚に徹し、肇国の大精神に基づく大東亜建設の道義的使命を体得させ、大東亜における指導的国民としての資質を錬成し、これを皇国民教育錬成の根本義とする、という。
教学局では言論、出版、集会、結社等臨時取締法に関連して1942年5月の『思想情報』誌に、講演や著述に注意を要する点を列挙し、その冒頭に「国体、思想関係」を掲げて次のものについて注意を喚起する。
1. 天皇および皇族に関し取扱方、表現、用語等において不敬にわたるおそれあるもの
2. 国体に関する正史の記述を否定し、または皇統譜、正史の伝うる紀年数、神器の伝承等に異説を立つるがごときもの
3. 我が国の神の観念の紛淆を来たすがごときもの。例えばインドの釈迦、キリスト教の神エホバ等を天照大神に擬し、あるいは天御中主神の取扱に関し天照大神との関係において不当なるもの
4. 国体変革思想、共産主義、社会主義、無政府主義、反軍、反戦思想は勿論、極端なる自由主義等を鼓吹せるもの

6月藤野教学局長官は次のように訓示する。
今日、皇軍の輝しき戦果に応え大東亜建設の歩みに即応して、我が国教学の本来の姿が漸次具現せられて参ったのでありまするが、にもかかわらず、なお一面私どもの楽観を許さざる事柄も皆無ではないのでありまして、国体の本義に相反する思想、我が国教学の本旨にもとるような風潮も巷間決して完全には払拭せられておらぬのであります。したがってこの間隙に乗じて、特に青年学生層を中心として敵国の思想謀略もまた蠢動せんとする気配がなくはないのであります。
ここで「皇軍の輝しき戦果」というが、この月、日本海軍はミッドウェー海戦で主力空母4隻を失い守勢に転じる。

1943年1月教学局が『国史概説』上巻を発行する。そのおよそ2年前、対米英開戦前の1941年4月に教学局内に臨時国史概説編纂部が設置され、その調査嘱託には「斯界の権威者」である辻善之助・和辻哲郎・西田直二郎・紀平正美らが名を連ねる。編纂方針は「肇国の由来を明らかにし国体の本義を闡明し国史を一貫する国民精神の真髄を把握せしむること」とされる。刊行書の緒論は「我が国体」という題であり、次の文言から始まる。
大日本帝国は、万世一系の天皇が皇祖天照大神の神勅のまにまに、永遠にこれを統治あらせられる。これ我が万古不易の国体である。しかしてこの大義に基づき、一大家族国家として億兆一心聖旨を奉体して、克く忠孝の美徳を発揮する。これ即ち我が国体である。
1943年7月文部省は次官通牒により各道府県の国民精神文化講習所を教学錬成所に改称し、その事業の拡充を指示する。これは国民錬成所を軌道に乗せた文部省が、学制改革に伴い、「我が国教学の本旨に基づき教職にある者を錬成し、国体・日本精神の本義に徹せしむるとともに日本教学の刷新振興に挺身するの気概と実践力とを涵養せしめ、もって師弟同行学行一体の実を挙げしむる」ための措置である。教学錬成所には新たに皇国史観錬成会を設け「中等学校教員をして国体・日本精神の本義を体し、皇国の史観に徹せしめ、もって中等教育の刷新に資せんとする目的」を掲げる。

#### 守勢下の戦時国民思想
1943年、日本軍はガダルカナル島やアッツ・キスカ両島から転進（撤退）し、また同年9月には同盟国イタリアが単独降伏する。瀬戸際に立たされた日本は絶対国防圏の設定を発令する。
同年11月、文部省は国民錬成所と国民精神文化研究所を統合し教学錬成所とする。教学錬成所の所長には国民精神文化研究所長伊東延吉が就くが、実質的には国民錬成所が国民精神文化研究所を吸収合併する。国民精神文化研究所は対米英開戦後プレゼンスを低下させてきており、教学錬成所に吸収されるのは既定路線であった。国民精神文化研究所は消滅するにあたって創立以来の十余年を回顧して「個人主義・自由主義を克服し、国体の宣揚、日本精神の闡明のために少なからぬ貢献」をしたことを自負し、機関として消滅することにも満足を示している。
同年12月、政府は「戦時国民思想確立ニ関スル基本方策要綱」を閣議決定する。その「方針」の冒頭に「万邦無比の皇国国体の本義に徹し政教一に聖旨を奉体し深く学問思想文化の根源を匡し愈々忠誠奉公の精神を昂揚振起せしむ」といい、また「要領」の冒頭に「国体の本義の透徹と教学の刷新振興」として次のことを掲げる。
1. 国家万般の施策は尽忠の至誠を最高度に発揚せしむることを第一義とすること
2. 学者、思想家を動員し皇国の道の闡明を図ること
3. 学問、思想に於ける由由主義、個人主義または社会主義的思想を払拭し、真の日本精神に基づく諸学の確立徹底を図り、これを教育教化の実際に浸透せしむること
4. 宗教および宗教活動の醇化昂揚を図ること

基本方策要綱と同時に閣議決定した文教措置要綱では「国体・日本精神に基く学問、思想の創造発展を図り教学の全面に之を浸透せしめ戦意の昂揚、戦力増強の根本に培うため、教育内容の検討刷新、訓育体制の強化、日本諸学振興委員会の拡充等につき必要なる措置を講ず」とされる。
1944年6月、日本はマリアナ沖海戦で壊滅的に敗北し、マリアナ諸島を失い、絶対国防圏を破られる。戦争指導に当たってきた東条内閣は総辞職する。
教学錬成所は1945年2月までに各種学校の教員等を対象に30回前後の錬成を実施したと推測される。そのうち例えば高等教員の錬成は「国体の本義に基づき、私心を去り、決戦下一死殉国の気魂に培い、行勤労即教育の精神に徹し、もって皇国教学の本旨を体現せしめん」とすることを目的とする。
沖縄失陥後の1945年6月、政府は文部省請議「戦局に対処する本庁行政の簡素強化に関する件」を閣議決定する。これにより文部省の大部分は「国体護持の信念透徹」などの思想指導に集中することになる。

### 終戦
国体論は日本の敗戦の際にも威力を示す。日本政府は、ポツダム宣言を受諾するにあたり、国体の護持をめぐって時間をかけ、それを唯一の条件とすることを自分たちで了解し、ようやく降伏する。

#### 国体ヲ護持シ得テ
1945年8月、広島・長崎への原爆投下を経てソ連が参戦し、10日、日本政府は連合国にポツダム宣言受諾を通告すると同盟通信に短波の電信で声明させる。その際、国体維持を条件につける。これに対し12日に連合国の回答が届く。その中に「日本政府の形態は日本国民の自由意志により決められる」とあり、軍部はこれを共和制に導くものとして強硬に反対する。昭和天皇は連合国の回答を容認して、木戸内大臣に次のように語る。
たとい連合国が天皇統治を認めてきても、人民が離反したのではしようがない。人民の自由意思によって決めてもらっても、少しも差しつかえない。
また連合国回答に「天皇および日本政府の国家統治の大権は連合国最高司令官の制限下（subject to）に置かれる」とあったことで、軍部が subject to の文言を国体否定とみなして回答文を拒絶する姿勢を示す。このため天皇は14日、改めて御前会議を開き、終戦を決める。その席上、国体護持について次のように説明する。
国体問題についていろいろ疑義があるとのことであるが、私はこの回答文の文意を通じて、先方は相当好意を持っているものと解釈する。先方の態度に一抹の不安があることは一応もっともだか、私はそう疑いたくない。要は我が国民全体の信念と覚悟の問題であると思うから、この際先方の申入れを受諾してよろしいと考える、どうか皆もそう考えて貰いたい。

1945年8月15日玉音放送。
朕は茲に国体を護持し得て、忠良なる爾臣民の赤誠に信倚し、常に爾臣民と共に在り。〔…〕宜しく挙国一家子孫相伝え、確く神州の不滅を信じ、任重くして道遠きを念い、総力を将来の建設に傾け、道義を篤くし、志操を鞏くし、誓て国体の精華を発揚し、世界の進運に後れざらむことを期すべし。

#### 終戦直後
文部省は終戦後しばらく教育上「承詔必謹」「国体護持」の皇道思想を中核とし続ける。その象徴は玉音放送の2日後に公布された国史編修院官制である。国史編修院は『国史概説』に続いて国史を編修する政府組織であり、その官制は終戦の4か月前に閣議に請議されたまま保留されていたが、請議書の「現下の世局に鑑み、歴代天皇の皇謨を仰ぎ奉り、国体の本義に徹し、君臣の名分を正し、臣民忠誠の遺風を顕彰して現代施策の鑑となし、もって国運隆昌の基礎に培う」という目的が、終戦によって逆に強まったと判断されて終戦直後の官制公布をみたのである。
9月、文部省は「新日本建設ノ教育方針」を立案し、「ますます国体の護持に努むる」ことを強調する。その一方で「軍国的思想および施策を払拭」する方針を立てる。そして同月末ごろ作成された「当面の各省緊急施策要綱」は「従来の過激なる国家主義、軍国主義」を排除すべしとし、戦前に文部省が発行した国体関連書の処置について、1941年刊『臣民の道』は絶版するが、1937年刊『国体の本義』は改訂ですまされると判断する。文部省は戦時下の教学錬成から過激国家主義や軍国主義を排除さえすれば、今後も国体の本義を唱えることは許されると考えていたのである。
10月の文部省の省議で高松宮の発言が紹介される。それは、「国体の護持は国民の心にあり」、教育が国体を護持する。デモクラシーには米国式や英国式やソビエト式があるから日本式もあってよい、という趣旨の発言だったという。
10月4日GHQが人権指令を発する。その翌日、米国国務省は「日本の戦後教育政策」を公表して日本政府を糾弾して曰く、日本政府が思想の自由を制限する治安維持法や文部省教学局思想課を廃止せず、国体の擁護ということに戦闘的国家主義哲学の存続が含まれると考えているようでは、神話の狂信的国家主義的解釈や軍国主義の礼賛を排除することはできないだろう、と。
文部省は、10月16日の新教育方針中央講習会で文部次官が「デモクラシー、すなわち、いわゆる民主主義は我が国民が、いわば大家族制の宗家に当らせらるる皇室への奉本反始的赤誠とは、毫も矛盾撞着するものではありません。」「デモクラシーは民意暢達の政治というように意訳した方がよい」と述べるなど、民主主義を民意の暢達の意味に限定し、国体護持のための教育理念の維持に躍起になる。
10月、外務省が「国体および共産主義に関する米国の方針」と題する文書を作成する。その冒頭で、政府首脳や政府当局、なかでも内務省・司法省・文部省などの重大関心は、いわゆる国体護持および共産主義に関する米国の方針に寄せられていると述べ、また、米国の初期対日方針を分析し、それは「日本における現在の神話的、封建的、非合理的迷夢の打破および啓蒙により、民主主義および合理主義の根底たる個人の人格の意識を日本国民に植付けることをもって、日本民主主義化の第一歩となす」ものと判断する。

#### 国体護持教育への固執
文部省の教育理念を国体護持から民主主義へ転換し始めるのは、10月から12月にかけて発せられたGHQの一連の教育指令からである。まず10月22日の「日本教育制度に対する管理政策」は「軍国主義的および極端なる国家主義的イデオロギーの普及を禁止すること」を指令し、そのイデオロギーの鼓吹者を罷免し、それに関係する教科書の記述を削除することを指示する。文部省の対応が緩慢であったため、GHQは重ねて同月30日に「教員および教育関係官ノ調査・除外・認可に関する件」を指令する。

文部省はGHQの指令をサボタージュする。その背後には国体護持教育への固執があった。たとえば文部省は11月開会の帝国議会で「国体護持と民主主義との関係如何」と問われた場合に備え、次のような答弁案を用意していた。
民主主義的政治の内容をなしております自由の尊重、人権の擁護、平和の愛好、人民の福祉というようなことは、従来我が皇室におかせられまして不断に御軫念あそばされてまいりましたことであり、この意味におきまして民主主義の理想は我が国体と決して矛盾することはないと考えます。〔…〕なお公民教育の振興により道徳と秩序を尊重する精神を徹底せしめ、また歪曲されない真実に基づいた国史の教育により、さらに従来のような偏狭でない健全な国家意識を涵養することにより国体護持の目的を達することが出来るのではないかと存じます。
12月15日にGHQは神道指令を発し、『国体の本義』や『臣民の道』やその類書を禁止する。文部省は既に『臣民の道』を絶版廃棄を表明していたが、『国体の本義』についてはその改訂に言及しながらも何も措置を取っていなかったことが、GHQによる禁止処分を招いたのである。

また、神道指令では「大東亜戦争」「八紘一宇」という用語の使用も禁止されたが、草案段階ではさらに「国体」の語も禁止される予定であった。すなわち
公文書において「大東亜戦争」「八紘一宇」「国体」なる用語、乃至その他の用語にして日本語としてその意味の連想が、国家神道、軍国主義、過激なる国家主義と切り離し得ざるものは、これを使用することを禁止する。しかして、かかる用語の即刻停止を命ずる。
という文案であった。総司令部のバンズ中尉は発表直前の草案を内密に岸本英夫に見せて意見を求めた。教育勅語は国体の語を用いているので、国体の語が禁止されれば教育勅語が即座に廃止されることになる。そうなると教育界が大混乱し、国民にも大きなショックを与えると岸本は懸念した。文部省の幹部は国民を過度に刺激せずに教育勅語を自然消滅させる方策を模索していたところであったので、総司令部の指令によって教育勅語が即座に廃止される事態は絶対に避けるべきであり、そのためには国体の語の禁止してはならないと岸本は考え、バンズにそう伝え、神道指令から国体の語の禁止を取り除くことに成功した。
1946年1月1日の詔書、いわゆる人間宣言に関連して文部省は訓令を発し、この詔書を「今後わが国教育のよってもって則る大本たるべき」とし、「このごとき聖旨を奉戴して、これが徹底を期するは教育にあり」などと言って、国体護持教育に固執する。文部省は教育勅語を擁護しており、たとえば学校教育局長田中耕太郎は訓示で「年頭の詔書〔人間宣言〕も決して教育勅語の権威を否定するものではない」、「従来教育勅語が一般に無視されていたからこそ、今日の無秩序・混乱が生じた」と論じている。

#### 文部省『新教育方針』
1946年5月21日、文部省が『新教育指針』を刊行する。これは歴史教科書の使用禁止にともなう暫定的措置として教師用参考書を企図してつくられた。GHQからはデモクラシーと連合軍進駐の意義目的を明確にすることを指示された。その最終章では「軍国主義や極端な国家主義はあとかたもなくぬぐい去られ、人間性・人格・個性にふくまれるほんとうの力が、科学的な確かさと哲学的な広さと宗教的な深さとをもってあまねく行われて、平和的文化国家が建設せられ、世界人類は永遠の平和と幸福とを楽しむであろう」と述べており、宗教性を帯びた理念として戦後民主主義の確立と戦前の教学錬成体制の解体とが謳われる。もっとも教学錬成体制が無条件で解体されるわけではない。国体明徴が「軍国主義者および極端な国家主義者」に誤って導かれたことが問題とされており、国体明徴そのものについては次のように肯定的である。
教育においても「国体明徴」とか、「教学刷新」とか、「皇国の道に則る国民錬成」とかがさかんに説かれて、制度も教科書も方法もあらためられ、また教学局や国民精神文化研究所というような機関がつくられたり、「国体の本義」、「臣民の道」、「国史概説」などの書物が出されたりした。これらは、日本国民がいつまでも西洋のまねをすることをやめて、自主的態度をもって、国体を自覚し国史を尊重し、国民性の長所を生かして、特色ある文化を発展させ、世界人類のためにつくそうとするかぎり、正しい運動であった。
これに関連して「極端な国家主義」と「正しい愛国心」を区別については、「軍国主義者および極端な国家主義者」さえ排除すれば、「正しい愛国心」すなわち「国体を自覚し国史を尊重し、国民性の長所」を生かすことは「正しい運動」とされる。ここには文部省自身が「軍国主義者および極端な国家主義者」であったことの自覚や自責を窺えないといわれる。

## 戦後の国体を巡る議論
戦後は民主主義の呼び声とともに国体の神話性が公然と議論される。これにより国体という語は過去の言葉になる。

帝国議会の憲法改正審議において、国体について吉田茂首相は次のように答弁する。
御誓文の精神、それが日本国の国体であります。〔…〕日本国は民主主義であり、デモクラシーそのものであり、あえて君権政治とか、あるいは圧制政治の国体でなかったことは明瞭であります。〔…〕日本においては他国におけるがごとき暴虐なる政治とか、あるいは民意を無視した政治の行われたことはないのであります。民の心を心とせられることが日本の国体であります。故に民主政治は新憲法によって初めて創立せられたのではなくして、従来国そのものにあつた事柄を単に再び違った文字で表したに過ぎないものであります。
また、金森徳次郎憲法担当国務大臣の次のように答弁する。
日本の国体というものは先にも申しましたように、いわば憧れの中心として、天皇を基本としつつ国民が統合をしておるという所に根底があると考えます。その点におきまして毫末も国体は変らないのであります。〔…〕稍々近き過去の日本の学術界の議論等におきましては、その時その時の情勢において現われておる或る原理を、直ちに国体の根本原理として論議しておった嫌いがあるのであります。私はその所に重きを置かないのであります。いわばそういうものは政体的な原理であると考えて居ります。根本におきまして我々の持っておる国体は毫も変らないのであって、例えば水は流れても川は流れないのである。
1946年（昭和21年）5月19日の食糧メーデーにおいて、日本共産党員の松島松太郎は「ヒロヒト 詔書 曰ク 國体はゴジされたぞ 朕はタラフク食ってるぞ ナンジ人民 飢えて死ね ギョメイギョジ」（表面）、「働いても 働いても 何故私達は飢えねばならぬか 天皇ヒロヒト答えて呉れ 日本共産党田中精機細胞」（裏面）のプラカードを掲げて不敬罪に問われている（プラカード事件）。尤も、不敬罪適用は不適法であるとされ名誉毀損罪で起訴、日本国憲法公布による大赦で免訴された。
1947年（昭和22年）5月3日に日本国憲法が施行され、「天皇は、日本国の象徴であり日本国民統合の象徴であつて、この地位は、主権の存する日本国民の総意に基く。 」と定義された。
1999年（平成11年）、国旗国歌法案の国会審議において、国歌の君が代の意味を質された政府は「国歌・君が代の『君』は日本国及び日本国民統合の象徴であり、その地位が主権の存する日本国民の総意に基づく天皇のことを指しており、君が代とは、日本国民の総意に基づき、天皇を日本国及び日本国民統合の象徴とする我が国のことであり、君が代の歌詞も、そうした我が国の末永い繁栄と平和を祈念したものと解することが適当である」と答弁する。
2000年（平成12年）5月15日、内閣総理大臣森喜朗が「日本の国、まさに天皇を中心としている神の国であるぞということを国民の皆さんにしっかりと承知して戴く、その為に我々神政連議員が頑張って来た」と発言し、問題になる。いわゆる神の国発言である。
2004年に、日本共産党は綱領を改定した。その中では天皇制について「一人の個人が世襲で「国民統合」の象徴となるという現制度は、民主主義および人間の平等の原則と両立するものではなく、国民主権の原則の首尾一貫した展開のためには、民主共和制の政治体制の実現をはかるべきだとの立場に立つ。天皇の制度は憲法上の制度であり、その存廃は、将来、情勢が熟したときに、国民の総意によって解決されるべきものである」という方針をうちだしている。

## その他文献情報

### 概説
- 「明治憲法と日本国憲法に関する基礎的資料」衆議院憲法調査会事務局（平成15年5月）
- 齋藤憲司「日本における「議院内閣制」のデザイン (特集 議会開設120年に寄せて) : (日本の議会制度の変遷)」『レファレンス』第60巻第11号、国立国会図書館調査及び立法考査局、2010年11月、11-30頁、doi:10.11501/3050303、ISSN 00342912、NAID 40017393125、NDLJP:3050301。

### 思想史
- 子安宣邦、「朱子学と近代日本の形成-東亜朱子学の同調と異趣」『台湾東亜文明研究学』第3巻第1期 2006.6
- 米原謙『日本政治思想』ミネルヴァ書房〈MINERVA政治学叢書〉、2007年。CRID 1130000798235894656。ISBN 9784623048434。 NCID BA81519806。全国書誌番号:21220435。※第3章 明治維新と「国体」の創造
- 岡崎正道「近代日本と国体観念」『人間・文化・社会』、岩手大学人文社会科学部、1997年、347-366頁、NAID 120002028710。

### 論考
- 田中悟「主権論をめぐる「日本的系譜」の可能性について」『国際協力論集』第18巻第1号、神戸大学大学院国際協力研究科、2010年、21-35頁、doi:10.24546/81002363、ISSN 0919-8636、NAID 110007595976。
- 堀まどか「野口米次郎の1920年代後期の指向性 ―雑誌『國本』への寄稿を中心に―」『総研大文化科学研究』第4巻、総合研究大学院大学文化科学研究科、2008年、83-95頁、ISSN 1883-096X。
- 長谷川亮一『十五年戦争期における文部省の修史事業と思想統制政策 : いわゆる「皇国史観」の問題を中心として』 千葉大学〈博士 （文学） 甲第3324号〉、2007年。 NAID 500000388450。
- 中村顕一郎「十五年戦争下の朝鮮・台湾における教員「研修」 : 国民精神文化研究所の役割を中心に」『創価大学大学院紀要』第26号、2005年2月、241-260頁、ISSN 03883035。
- コンペル・ラドミール「太平洋戦争における「終戦」の過程 : 沖縄統治の形態と範囲をめぐる軍事と行政の相克」『横浜国際経済法学』第18巻第3号、横浜国際経済法学会、2010年、75-112頁、CRID 1050845762916465792、ISSN 0919-9357。
- 「司馬遼太郎の夏目漱石観」高橋誠一郎（初出:異文化交流第4号　東海大学外国語教育センター）
- マンフレート・ヘットリング, ティノ・シェルツ, 川喜田敦子「過去との断絶と連続:1945年以降のドイツと日本における過去との取り組み」『ヨーロッパ研究』第6巻、東京大学大学院総合文化研究科・教養学部ドイツ・ヨーロッパ研究センター、2007年3月、93-118頁、ISSN 13469797、NAID 40015422422、NDLJP:10319545。
- 崔鐘吉『内務官僚の「中正なる国家」構想 : 治安維持法と労働組合法案を中心に』 筑波大学〈博士 （文学） 甲第3577号〉、2005年。 NAID 500000333232。
- 加藤千香子「近代日本の国家と家族に関する一考察 : 大正期・内務官僚の思想に見る」『横浜国立大学人文紀要. 第一類哲学・社会科学』第42巻、横浜国立大学、1996年11月、1-18頁、ISSN 0513-5621、NAID 110005858470。

### 関連人物
- 筧克彦 - 子息 筧泰彦
- 今泉定助
- 林路一
- 平泉澄
- 清水澄
- 田中智学 - 子息 里見岸雄
- 上杉慎吉
- 美濃部達吉
- 大石義雄
- 北一輝 - 国体論及び純正社会主義
- 葦津珍彦
- 丸山真男